# Église Saint-Martin de Cormeilles-en-Vexin
L'église Saint-Martin est une église catholique paroissiale située à Cormeilles-en-Vexin, dans le parc naturel régional du Vexin français en France. Elle se compose de deux parties bien distinctes séparées par le transept qui porte en même temps le clocher central. La nef est de style roman, et ses grandes arcades retombent sur des chapiteaux très archaïques. Pour la plupart des auteurs, ils permettent une datation pour le dernier quart du XIe siècle, mais certains estiment le début du XIIe siècle plus probable. En tout cas, c'est l'une des plus anciennes nefs conservées dans le département. Environ un siècle après sa construction, elle a été voûtée d'ogives. Le transept est contemporain de la nef et conserve deux voûtes en berceau et une voûte d'arêtes d'origine, ce qui est rare dans la région. Ses peintures murales du XIVe siècle sont également intéressants. Le chœur a été entièrement reconstruit au milieu du règne de saint Louis et montre une élévation ambitieuse sur trois niveaux, avec triforium. Influencé par la basilique Saint-Denis, il est tout à fait représentatif de l'architecture parisienne de l'époque. L'étage des fenêtres hautes n'a toutefois été construit ou achevé qu'au XVIe siècle. En raison d'arcs-boutants défectueux, les voûtes du chœur menacent de s'effondrer vers 1970 et le chœur doit être étayé pendant trente-cinq ans en attendant sa restauration. Celle-ci a été achevée en 2008 et l'ensemble de l'église se présente aujourd'hui dans un excellent état. Elle est classée monument historique depuis 1911.

## Localisation
L'église est située dans le département français du Val-d'Oise, dans le parc naturel régional du Vexin français, sur la commune de Cormeilles-en-Vexin. La façade occidentale donne sur la rue Guynemer et le chevet sur la rue du Général Leclerc (RD 190), qui est l'axe principal du village. L'on peut faire le tour de l'édifice. Au nord, il ne reste qu'une étroite bande de terrain entre le mur de l'église et le mur du jardin de l'ancien presbytère. C'est ici que se situe le petit portail latéral qui est habituellement utilisé comme accès à l'église. Un petit parvis existe devant la façade occidentale, et au sud, l'on trouve une grande pelouse bordée d'arbres : c'est l'ancien cimetière déplacé vers son emplacement excentré actuel en 1865.

## Historique

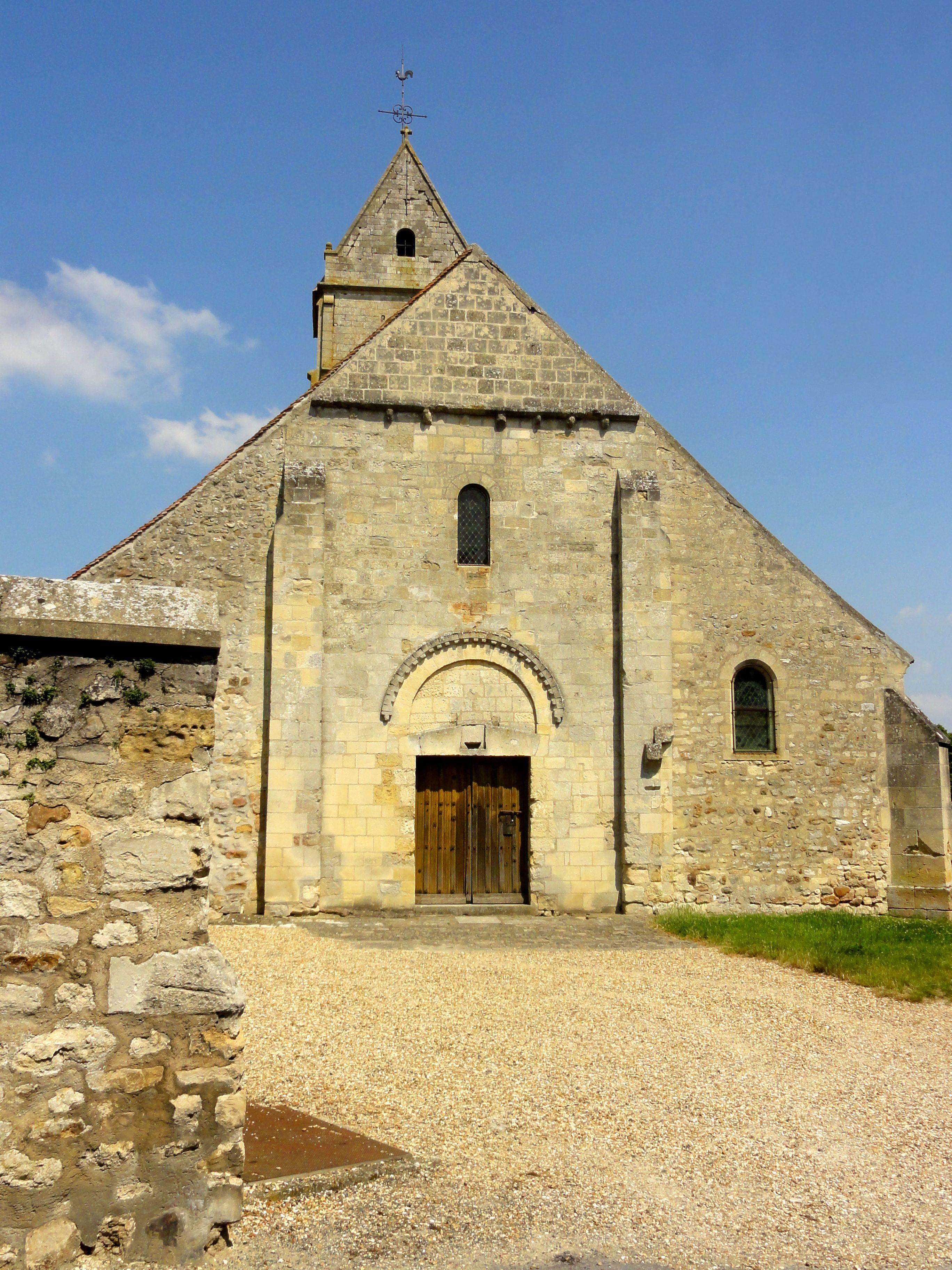
Façade occidentale.

Le village est cité pour la première fois dans un diplôme de Charles II le Chauve de 843, mais il est incertain si une église existe déjà à cette époque. La première preuve de son existence est un accord passé en 1071 entre Guillaume Ier, abbé de Saint-Denis, et Jean d'Ivry, archevêque de Rouen, qui cède au premier les revenus de l'autel. Depuis lors et sous tout l'Ancien Régime, l'abbé de Saint-Denis présente à la cure de Cormeilles-en-Vexin. Il n'existe plus de documents d'archives renseignant sur la construction de l'église et son évolution au fil des siècles. L'on peut toutefois distinguer aisément trois principales campagnes de construction. La première porte sur la nef, les bas-côtés, le transept et l'essentiel du clocher et peut être située au dernier quart du XIe siècle. La seconde porte sur le voûtement d'ogives de la nef et des bas-côtés à la fin du XIIe siècle ou au premier quart du XIIIe siècle. Les murs gouttereaux des bas-côté sont rebâtis lors de la même campagne, et les bas-côtés probablement élargis. Pendant le second quart du même siècle, l'abside et les absidioles romanes sont jetées bas, et le chœur actuel est édifié. La grande baie du chevet n'est toutefois créée qu'après l'achèvement du chœur, vers 1255 environ,.
À la fin du XIIIe siècle l'église se présente déjà globalement dans sa forme actuelle mais de nombreuses modifications y sont encore apportées pendant les siècles qui suivent. Lors de la construction du chœur, la stabilité du clocher qui se dresse au-dessus de la croisée du transept adjacente a été affectée. Au XIVe siècle, l'on fait face aux désordres de structure en renforçant les deux piles orientales du clocher, et en reconstruisant les l'arcades est et ouest de la croisée ainsi que l'arcade occidentale du croisillon nord. Les murs extérieurs des croisillons sont rebâtis à la même occasion et perdent leurs pignons, ce qui fait disparaître tout signe de l'existence d'un transept à l'extérieur. À l'intérieur, les traces du remaniement sont cachées par des peintures murales en faux appareil. Plus tard, les arcades orientales sont refaites à leur tour. De plus importants travaux sont menés au dernier quart du XVIe siècle. Les fenêtres hautes, les arcs-boutants et les voûtes du chœur sont entièrement refaits pour un motif inconnu, mais certains auteurs n'excluent pas que le chœur soit resté inachevé jusqu'à ce moment car aucune trace ne subsiste de dispositions antérieures. Le clocher est surélevé en 1580 afin de dominer au moins légèrement le toit du chœur, qui est très élevé. Les meneaux de la baie centrale du chevet sont repris en 1613. Pendant le XVIIIe siècle, le mobilier est renouvelé et la chaire, le banc d'œuvre, les stalles et le meuble de sacristie datent de cette époque. La sacristie elle-même n'est pas exactement datable mais remonte en tout cas à l'époque moderne. Un porche également moderne a par ailleurs existé devant le portail occidental et a été démoli lors de la restauration de l'église,.

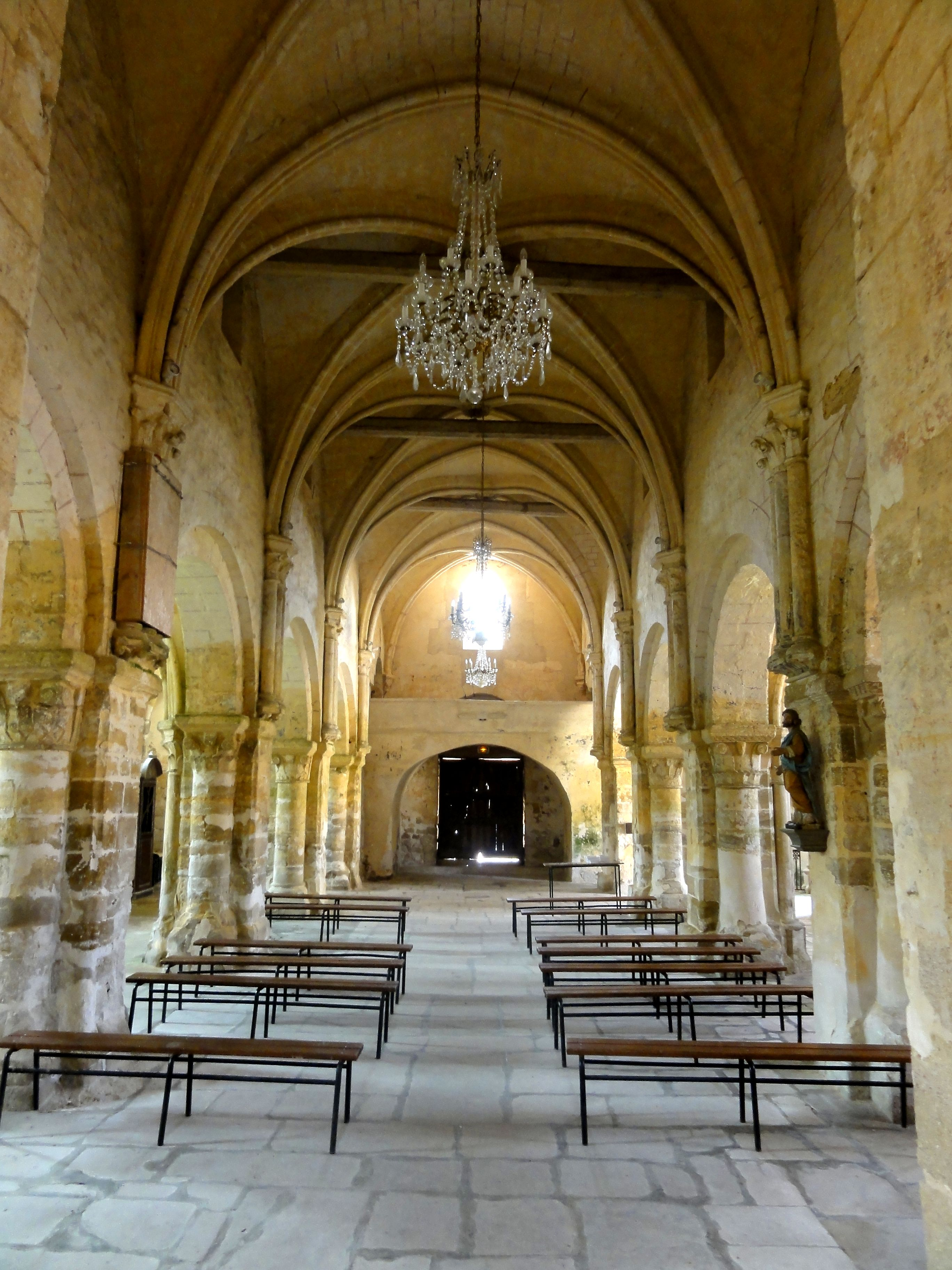
Vue générale de la nef.

L'église est classée monument historique par arrêté du 23 septembre 1911. Eugène Lefèvre-Pontalis explique ce classement tardif par « son isolement sur le plateau de Marines ». L'édifice se trouve alors dans un état très critique. Jules Formigé préconise sa restauration en 1915 et propose de refaire la toiture de la nef et des bas-côtés de sorte à déboucher les fenêtres hautes de la nef ; de reconstituer le transept dans sa disposition initiale ; de démolir le porche ; de supprimer les tirants en bois dans la nef ; de consolider les arcs-boutants du chœur ; de réparer le clocher ; et de ramener le sol du chœur à son niveau plus bas d'origine afin de dégager les bases des piliers. Pour anticiper, seules la démolition du porche, la consolidation des arcs-boutants et la réparation du clocher sont finalement réalisées. En raison de la Première Guerre mondiale et l'effort de reconstruction qui se concentre sur les régions dévastées, la restauration ne commence pas avant 1927. La direction est confiée à Jules Formigé qui a déjà étudié l'édifice dans tous ses détails. Il fait remettre en état les toitures ; réparer les fenêtres hautes du chœur ; restaurer la corniche et les culées des arcs-boutants. Les élévations latérales de l'église sont restaurées en 1936 et 1937. La consolidation des arcs-boutants doit attendre jusqu'en 1943. Bien que Jules Formigé attire dès 1915 l'attention sur la très mauvaise qualité des arcs-boutants et leur forme inadaptée pour faire face à la poussée des voûtes, il sous-estime malheureusement l'ampleur des désordres. L'architecte en chef des monuments historiques Sylvain Stym-Popper est ainsi obligé de reprendre ces mêmes arcs-boutants dès 1955. Mais lui non plus ne parvient pas à bout du problème, et l'ensemble du chœur doit être étayé en 1970. Il est ultérieurement fermé d'accès pour des raisons de sécurité, et la restauration définitive est finalement entreprise par la commune entre 2006 et 2008. En attendant, la façade occidentale est restituée dans son état d'origine en 1987, avec suppression du porche et démolition de la travée moderne à l'angle entre le porche et le bas-côté sud. Cette annexe et la première travée du bas-côté sud formaient un local servant de dépôt.
L'église est dédiée à saint Martin de Tours. Sous tout l'Ancien régime, la paroisse de Cormeilles-en-Vexin appartient à l'archidiaconé du Vexin français sis à Pontoise et à l'archidiocèse de Rouen. La seigneurie est partagée entre l'abbaye Saint-Denis et un seigneur laïc jusqu'à la fin du XVIIe siècle. L'abbaye et l'église possèdent environ 26 % des terres et la noblesse 17 %. En 1692, Louis XIV donne les biens de l'abbaye Saint-Denis à la Maison royale de Saint-Louis, qui rachète quant à elle la part de la famille La Fontaine, criblée de dettes. Ainsi 43 % des terres ainsi que la dîme appartiennent à la Maison royale de Saint-Louis et à l'église. Après la Révolution française, la paroisse est rattachée au nouveau diocèse de Versailles puis est intégrée dans le diocèse de Pontoise en 1966, dans le contexte de la création du nouveau département du Val-d'Oise. Il n'y a depuis longtemps plus de curé à Cormeilles-en-Vexin, et l'église n'accueille de célébrations eucharistiques qu'irrégulièrement. Elle fait aujourd'hui partie de la paroisse de Marines, qui totalise trente-trois villages.

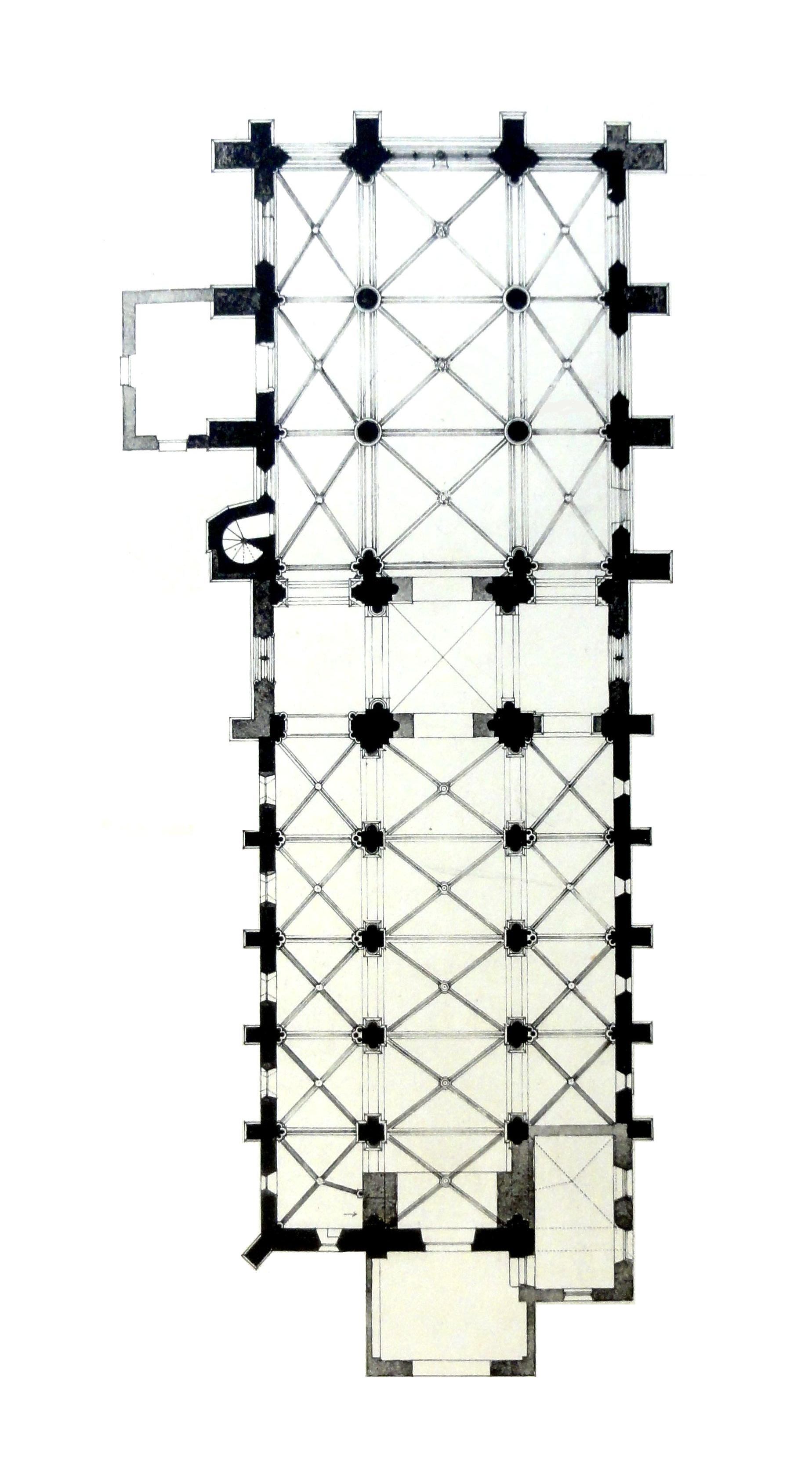
Plan de l'église jusqu'en 1987.

## Description

### Aperçu général
Orientée légèrement vers le sud-ouest du côté de la façade, l'église occupe une surface rectangulaire au sol et se compose de deux parties bien distinctes de part et d'autre du clocher central. À l'ouest, la nef aveugle de cinq travées barlongues s'accompagne de deux bas-côtés, l'ensemble étant voûté d'ogives et recouvert ensemble par une toiture unique à deux rampants. Au milieu, le clocher en bâtière domine nettement la toiture mais dépasse à peine celle du chœur, à l'est. Les deux travées au nord et au sud du chœur sont les anciens croisillons du transept et semblent homogènes avec les collatéraux du chœur. En réalité, ils appartiennent à la même période de construction que la nef mais leurs murs extérieurs ont été refaits, avec suppression des pignons et alignement des toits en appentis sur l'axe du vaisseau central. La croisée du transept est voûtée d'arêtes, et les anciens croisillons sont voûtés en berceau perpendiculairement à l'axe de la nef. Le chœur au chevet plat se compose de trois travées et s'accompagne de deux collatéraux de longueur identique. Les collatéraux semblent presque atteindre la hauteur de la nef que l'on sous-estime toutefois du fait de la faible élévation des murs gouttereaux des bas-côtés. Le vaisseau central du chœur est doté de fenêtres hautes et arrive presque au même niveau que l'étage de beffroi roman du clocher, qui a donc été surélevé pour des raisons esthétiques. L'ensemble du chœur est également voûté sur croisées d'ogives. Les collatéraux sont recouverts par des toits en appentis dans la continuité de ceux des anciens croisillons, et le vaisseau central par un toit à deux rampants. L'église possède ainsi des pignons à l'ouest et à l'est. Les accès sont actuellement au nombre de deux : le portail occidental et la petite porte de la seconde travée du bas-côté nord de la nef. Des portes bouchées existent en face, dans la seconde travée du bas-côté sud, ainsi que dans la première travée du collatéral sud du chœur. L'orientation liturgique de l'église en lien avec son implantation dans le village conduit à la situation curieuse que le côté qui donne sur la rue principale du bourg est dépourvu de porte, et qu'il faut passer par la venelle au nord de l'église ou une petite rue secondaire pour accéder à l'église,,. Le porche devant la façade occidentale et la travée contigüe qui prolongeait le bas-côté sud vers l'ouest ont été supprimés en 1987. La première travée du bas-côté sud demeure toutefois séparée du reste de l'église par des murs et contient l'escalier de la tribune occidentale bâtie dans la première travée de la nef.

### Extérieur

#### Façade occidentale

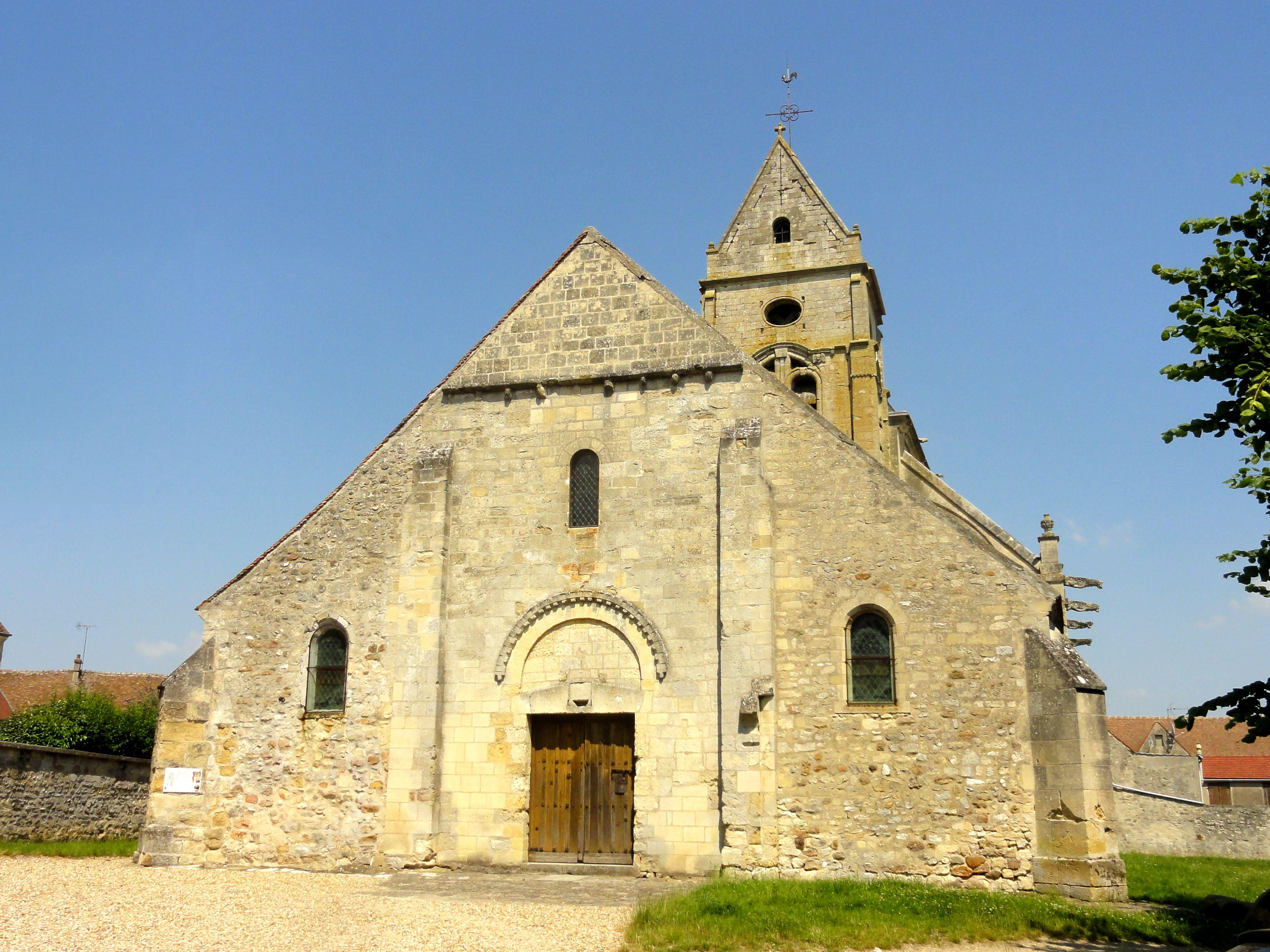
Façade occidentale.

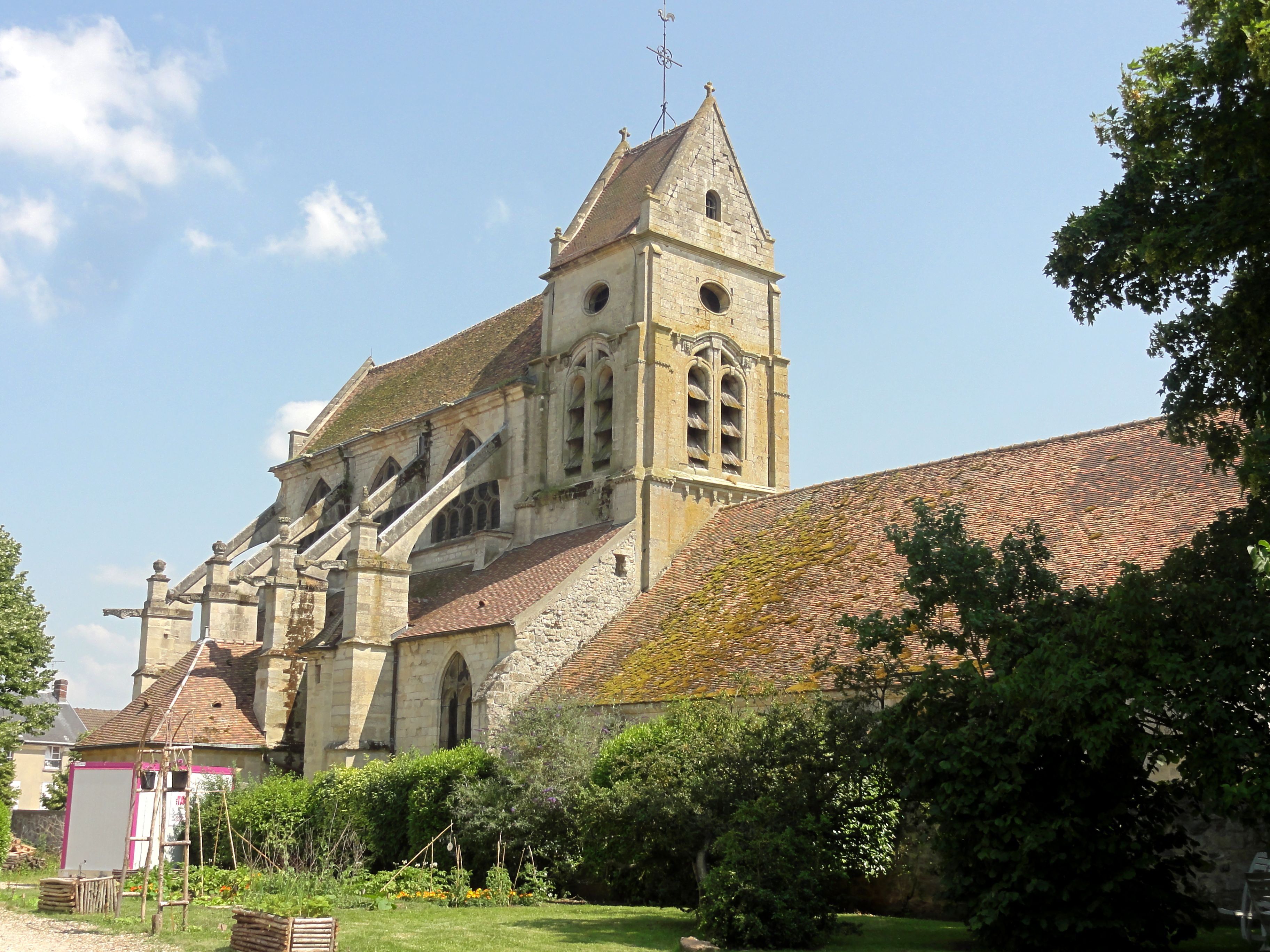
Vue depuis le nord-ouest.

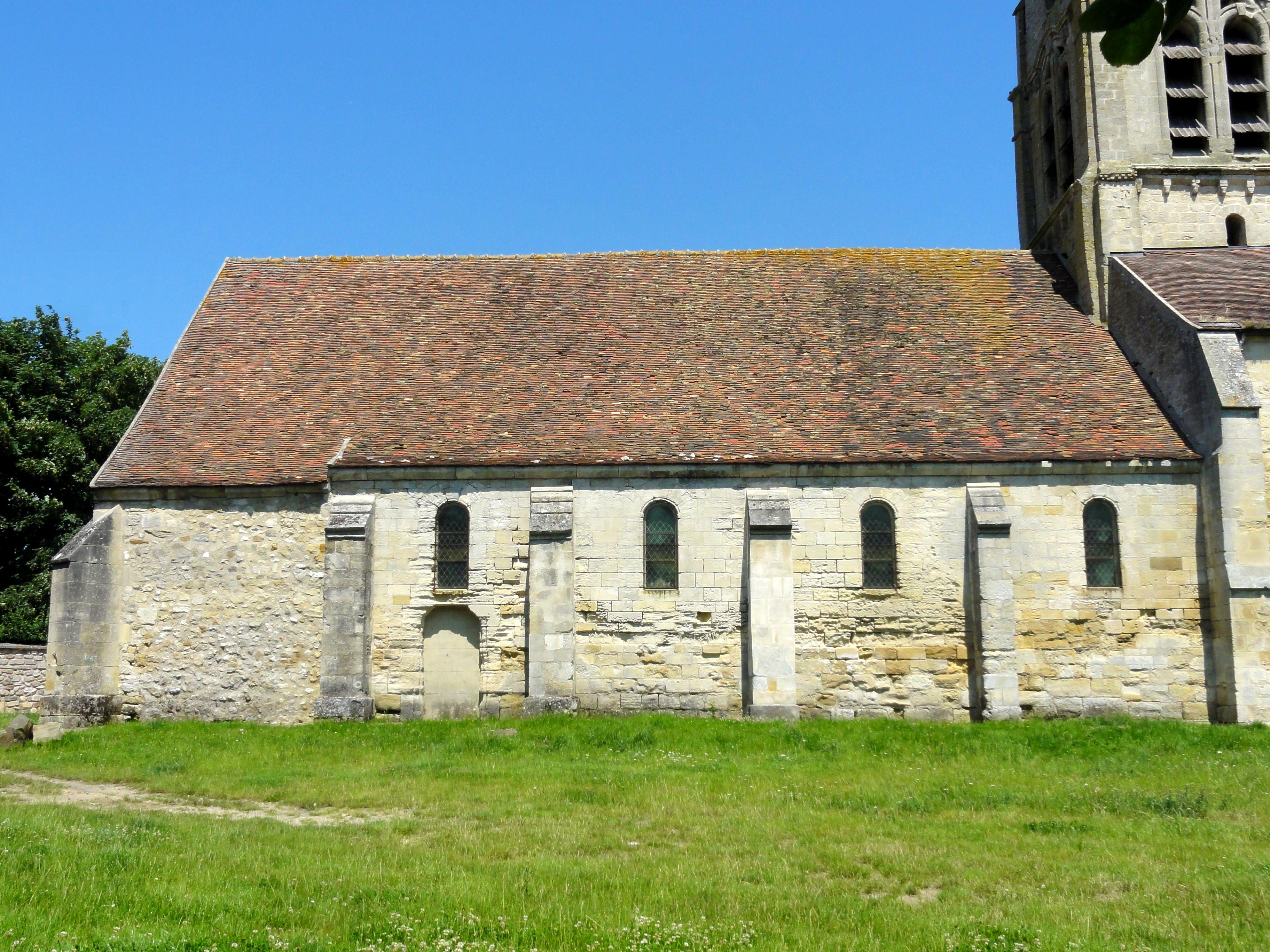
Nef, côté sud.

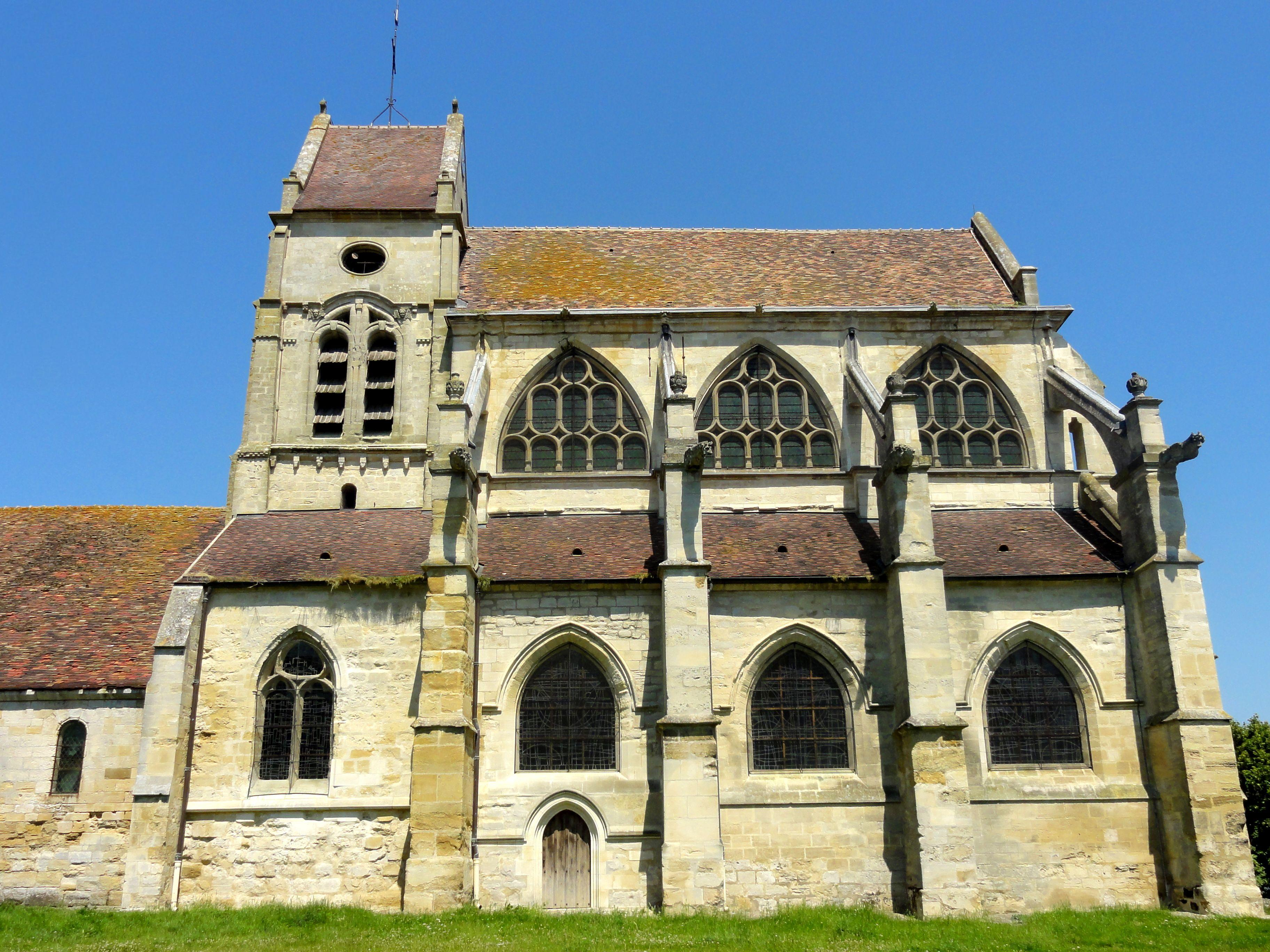
Élévation sud : transept et chœur.

La façade occidentale a retrouvé a peu près sa configuration d'origine de la fin du XIe siècle, même si elle n'est plus authentique dans tous ses aspects. D'une grande sobriété et presque dépourvue d'ornementation, elle est structurée verticalement par les contreforts plats de la nef. Ils présentent latéralement un ressaut respectivement au nord et au sud. La limite des toits en appentis était située un peu en dessous. Sur le mur occidental du bas-côté sud, l'on distingue encore une différence de l'appareil le long de la ligne où le demi-pignon a été rehaussé. Les bas-côtés sont bâtis en moellons irréguliers, et la nef en pierres d'appareil. Des contreforts biais épaulent les angles des bas-côtés. De l'avis de Jules Formigé, ils dateraient du XIIIe siècle. Chacun des bas-côtés reçoit le jour par une baie en plein cintre, dont celle de droite a été refaite en 1987 après la démolition de l'annexe servant de dépôt. Ces baies ne montrent pas de véritable ébrasement à l'extérieur, le double ébrasement n'apparaissant qu'au XIIe siècle. En haut du mur de la nef à la naissance du pignon, court une corniche de modillons sculptés assez espacés. Ils portent une tablette où sont taillées des billettes, que l'on ne distingue plus guère, pas plus que les motifs de la sculpture des modillons. En dessous, une baie en plein cintre légèrement plus étroite que celles des bas-côtés éclairent la nef, qui a perdu toutes ses autres fenêtrées. Cette baie a elle aussi été refaite ; elle a longtemps été bouchée et avait été remplacée par une baie rectangulaire sans caractère. Le portail occidental se compose d'un linteau en bâtière ; d'un tympan nu mais qui était encore enduit au moment du classement et sans doute peint ; et d'une archivolte en plein cintre. Il est décoré d'un rang de billettes et d'un rang de damiers, et retombe sur deux petites têtes grimaçantes. Cet archivolte ressemble à celui, muré, de l'église Notre-Dame de Saint-Clair-sur-Epte. Les vantaux en bois rectangulaires datent du XVe siècle et sont assemblés de panneaux décorés de serviettes, fixés à deux traverses et une écharpe par des clous en pointe-de-diamant traversant des rosettes en fer découpé. La corniche est rapportée et évoque le XVIe siècle,.

#### Élévations latérales et chevet
Les élévations des deux bas-côté ne sont pas tout à fait identiques. Maryse Bideault et Claudine Lautier mentionnent un profond remaniement au XVIIIe siècle, qui manifestement ne concerne que le bas-côté nord, où les fenêtres sont désormais en anse de panier. Au sud, le mur de la première travée est bâti en moellons et sans fenêtres. Sinon le mur du bas-côté sud est en pierre de taille, et les fenêtres en plein cintre évoquent les baies occidentales des bas-côtés. Dans la seconde travée, un portail bouché reste bien visible en dessous de la fenêtre, dont le seuil tient en même temps lieu de linteau. La porte devait être flanquée de deux colonnettes appareillées, mais seule celle de droite reste visible, fortement érodée. Les contreforts sont amortis par un larmier et un glacis et sont tous de dimensions légèrement différentes. Il n'y a pas de corniche. Aucun auteur ne s'attarde sur les élévations des bas-côtés qui sont sans grand intérêt. L'extérieur des croisillons n'est pas beaucoup plus intéressant. Les fenêtres datent du XIVe siècle, quand le clocher fut consolidé et quand les croisillons perdirent leurs pignons, mais le remplage de celle du sud est mutilé. Il est formé par deux lancettes trilobées, surmontées par un triangle curviligne dans lequel s'inscrit un trèfle (disparu au sud),.
Les auteurs s'accordent pour une construction du chœur autour de 1250. Il montre l'un des plans caractéristiques du chevet de l'école gothique d'Île-de-France. L'étage des fenêtres hautes appartient toutefois au XVIe siècle, même si Jules Formigé croit la corniche avec ses petites gargouilles du XIIIe siècle. Les fenêtres en tiers-point, sans jambage, occupent toute la largeur des travées. Leur réseau est constitué par cinq basses arcades en plein cintre, trois ellipses entre deux mouchettes et un petit cercle en hauteur. Ce remplage semble influencée par la cathédrale Saint-Maclou de Pontoise. Les arcs-boutants à simple volée du XVIe siècle, dont les problèmes ont déjà évoqués, prennent appui sur des culées déjà prévus au XIIIe siècle. Le maître d'œuvre du XIIIe siècle avait préparé des piles pour donner un appui supplémentaire à ces contreforts, que l'architecte du XVIe siècle n'a pas utilisé. Il a aussi commis l'erreur de ne pas prévoir un rang d'assises supplémentaire pour le chéneau, et l'eau pluviale s'est ainsi infiltrée dans la pierre par les nombreux joints. Les culées sont décorés de vases qui annoncent la Renaissance, et portent des gargouilles sous la forme de chimères dans la tradition de l'architecture flamboyante. — Au niveau du rez-de-chaussée, les fenêtres des collatéraux datent du XIIIe siècle et ont toujours été dépourvues de remplage. Leur largeur, alliée à la forme en tiers-point, rend les jambages assez courts. La décoration se compose d'une archivolte extérieure de deux boudins, qui se continue au niveau des impostes. D'après Jules Formigé, la partie basses des murs de la première travée proviendrait des absidioles du XIe siècle et il cite comme preuve la porte bouchée sous la fenêtre. Comme le montrent ses dessins, ce n'est pas la porte actuelle de style gothique, qui est donc une pure fiction de l'un des restaurateurs,,.
La grande verrière du chevet contient un remplage du XIIIe siècle porté par des meneaux de 1613, quand l'installation du retable du maître-autel entraîne son bouchage partiel. Bien que de dimensions généreuse, elle n'atteint pas l'ampleur des verrières de chevet d'Andrésy et de Cambronne-lès-Clermont. Elle est bouchée jusqu'à hauteur des piédroits des quatre petites lancettes, qui s'inscrivent deux par deux dans deux grandes lancettes et sont surmontées de rosaces à cinq lobes. Une rosace hexalobe plus grande surmonte les deux grandes lancettes. Les écoinçons sont tous ajourés, et l'archivolte retombe sur de fines colonnettes à chapiteaux. Ce remplage paraît influencé par les fenêtres des chapelles latérales de la nef de la cathédrale Notre-Dame de Paris, qui datent de 1240 / 1250. On le trouve aussi dans le chœur de l'église Saint-Denis de Mogneville. Au-dessus de la baie, le mur s'amincit pour laisser la place à une coursière qui passe devant la fenêtre haute et traverse les contreforts. Le remplage de la baie haute est placée sous l'influence de la Renaissance et évoque davantage une toile d'araignée qu'une rosace. Les douze rayons, reliés par des arcs en plein cintre, viennent buter sur des demi-cercles, et deux mouchettes opposées remplissent les trois angles. Comme pour les fenêtres hautes au nord et au sud du chœur, il n'y a pas de jambages. Quant aux collatéraux, ils sont éclairés par des baies qui ressemblent à celles des élévations latérales. Mais l'archivolte se fond dans les contreforts, et en dessous, l'arc est surmonté d'un tore qui retombe sur les minuscules chapiteaux de minces colonnettes en délit. Dans son ensemble, le chœur de l'église Saint-Martin de Cormeilles-en-Vexin témoigne du rayonnement de l'architecture parisienne du temps de saint Louis,,.

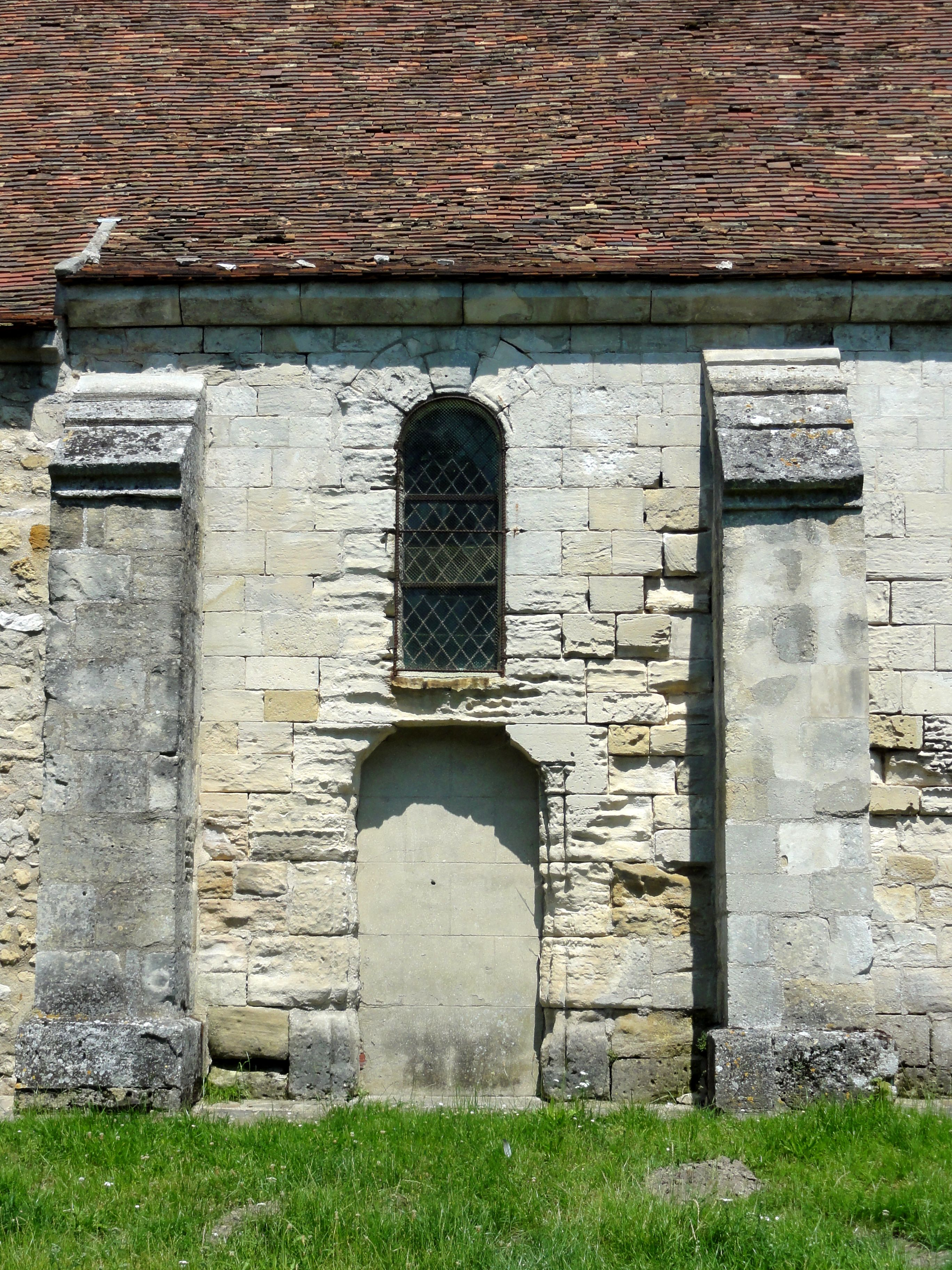
Ancien portail sud.
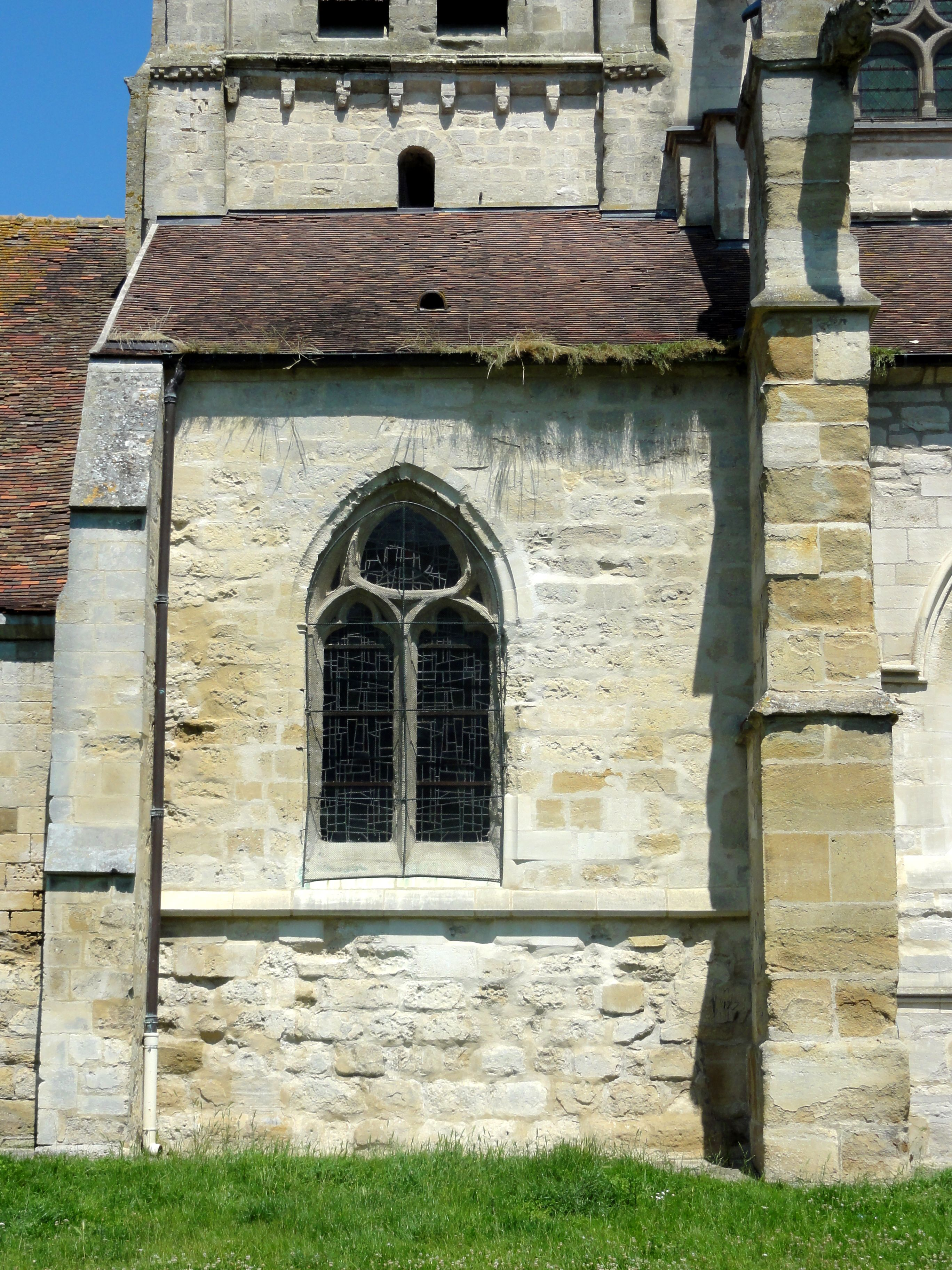
Croisillon sud.
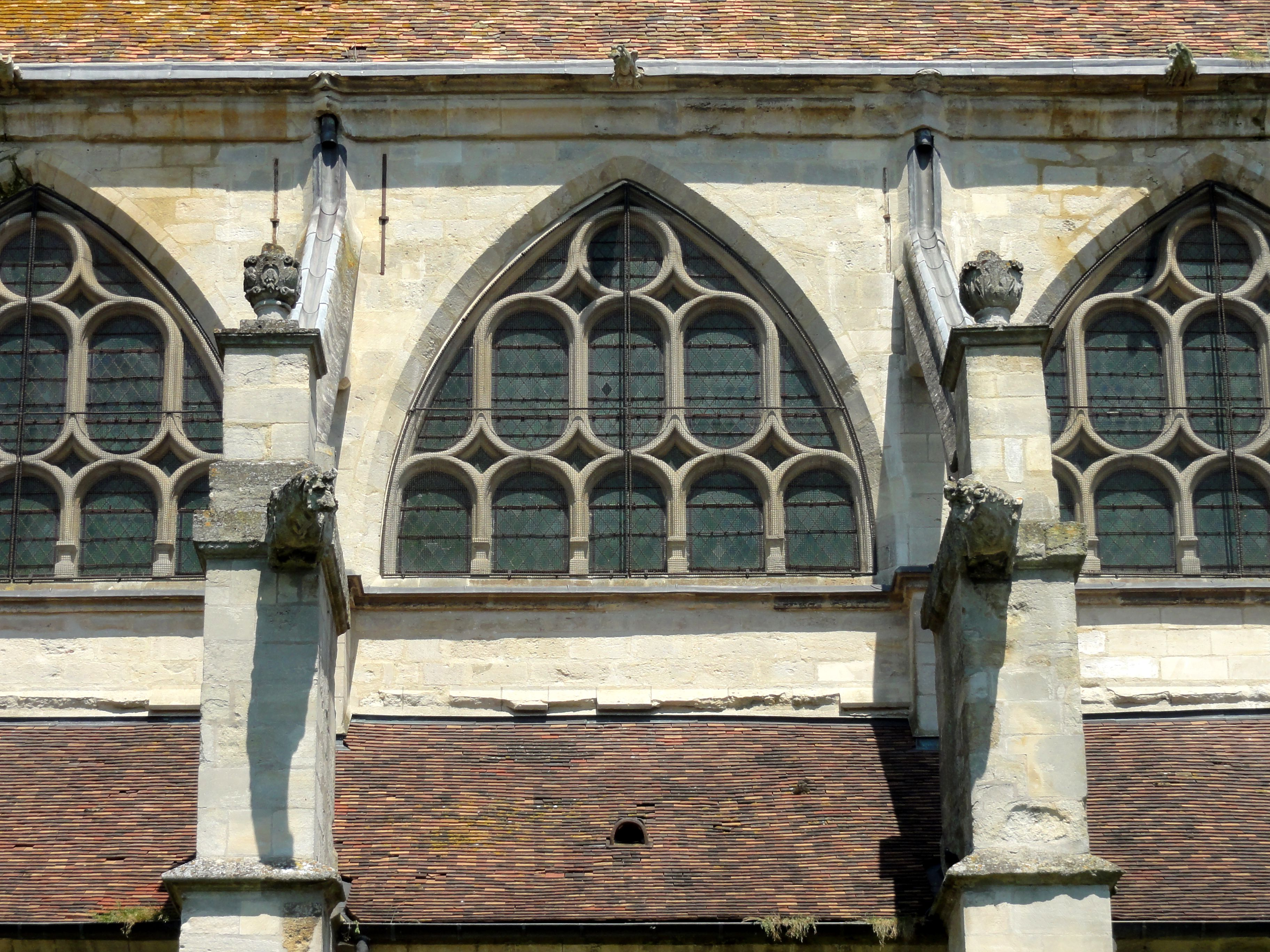
Fenêtre haute du chœur.
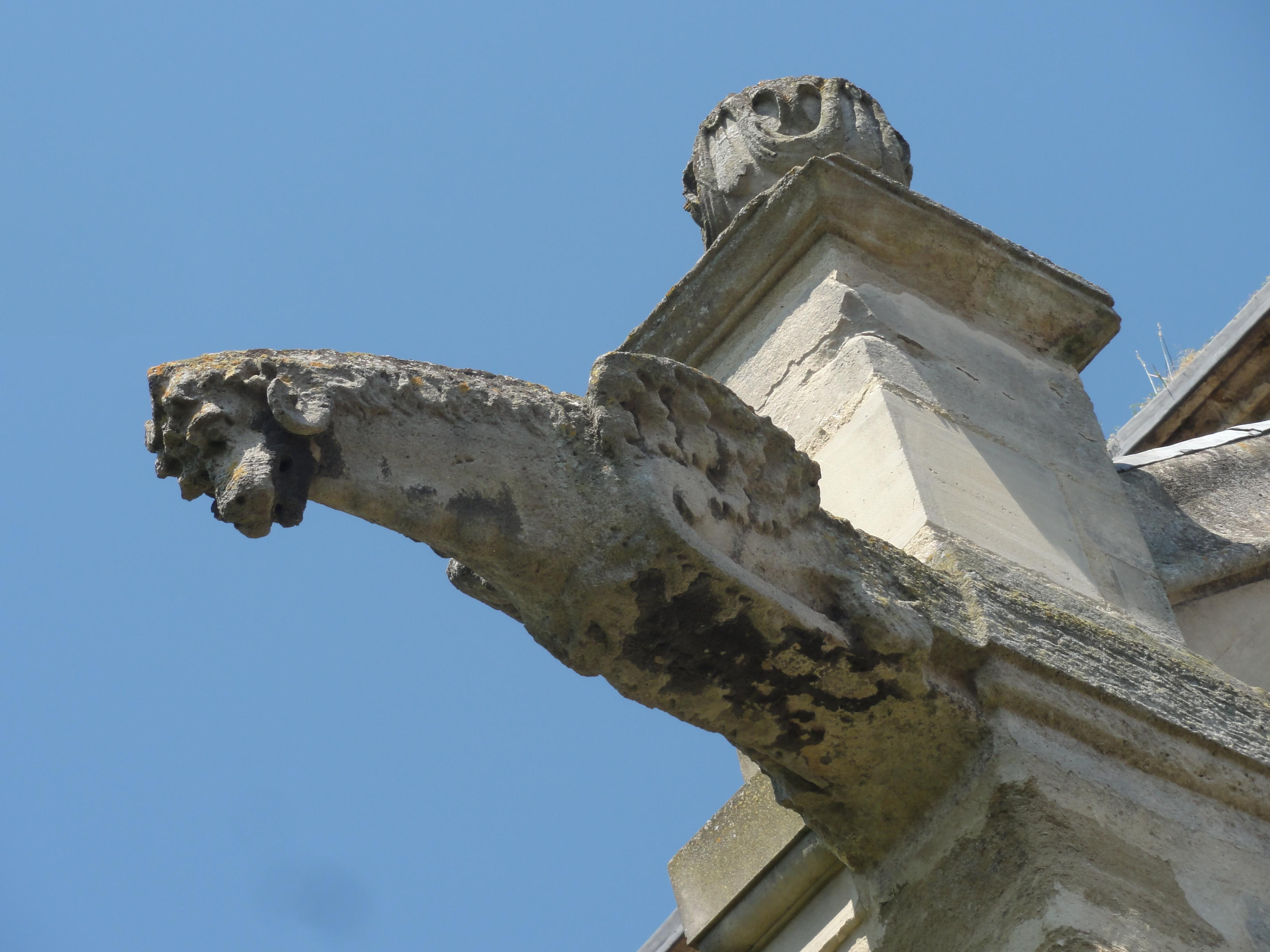
Gargouille, côté sud.
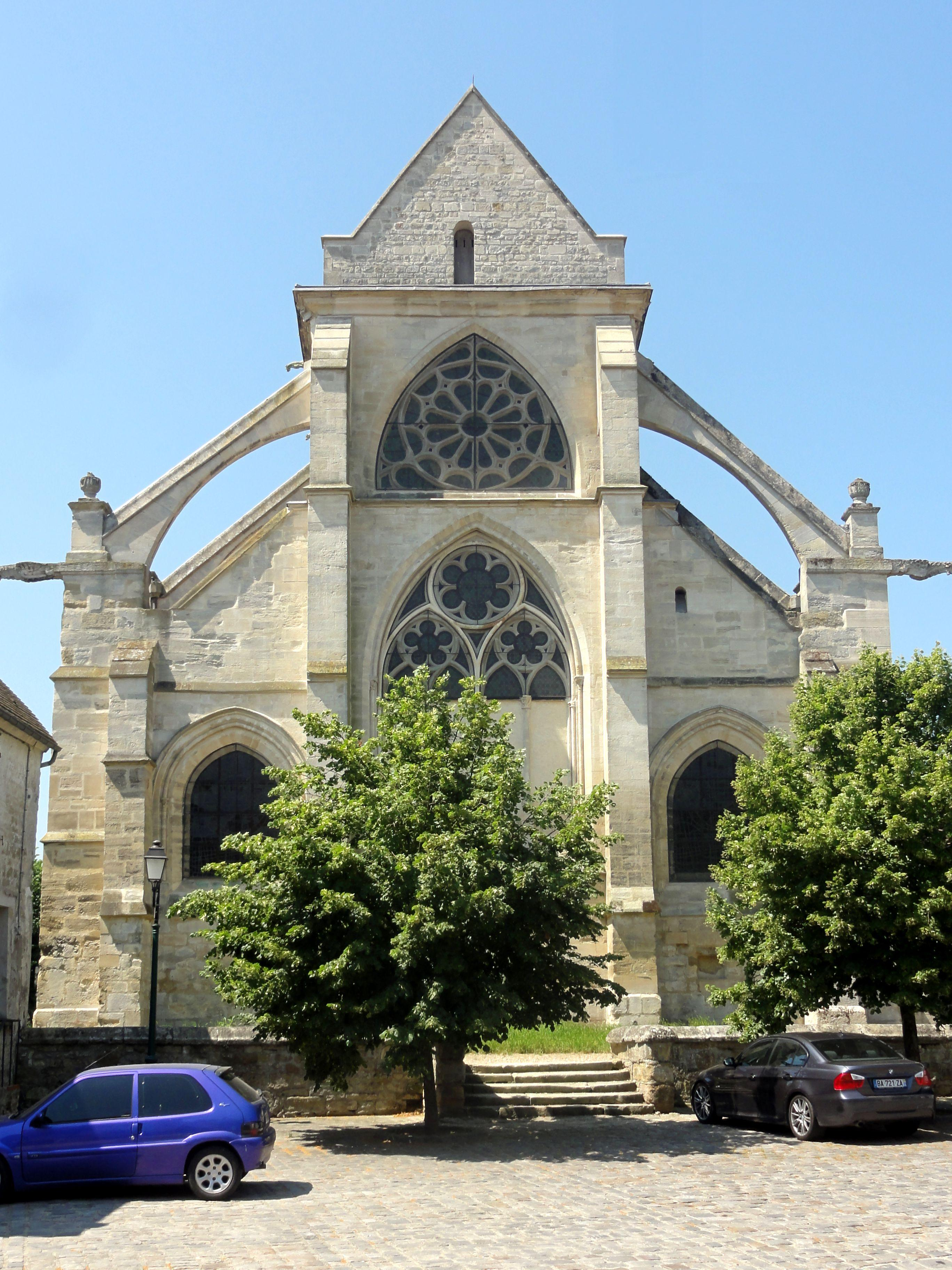
Chevet.
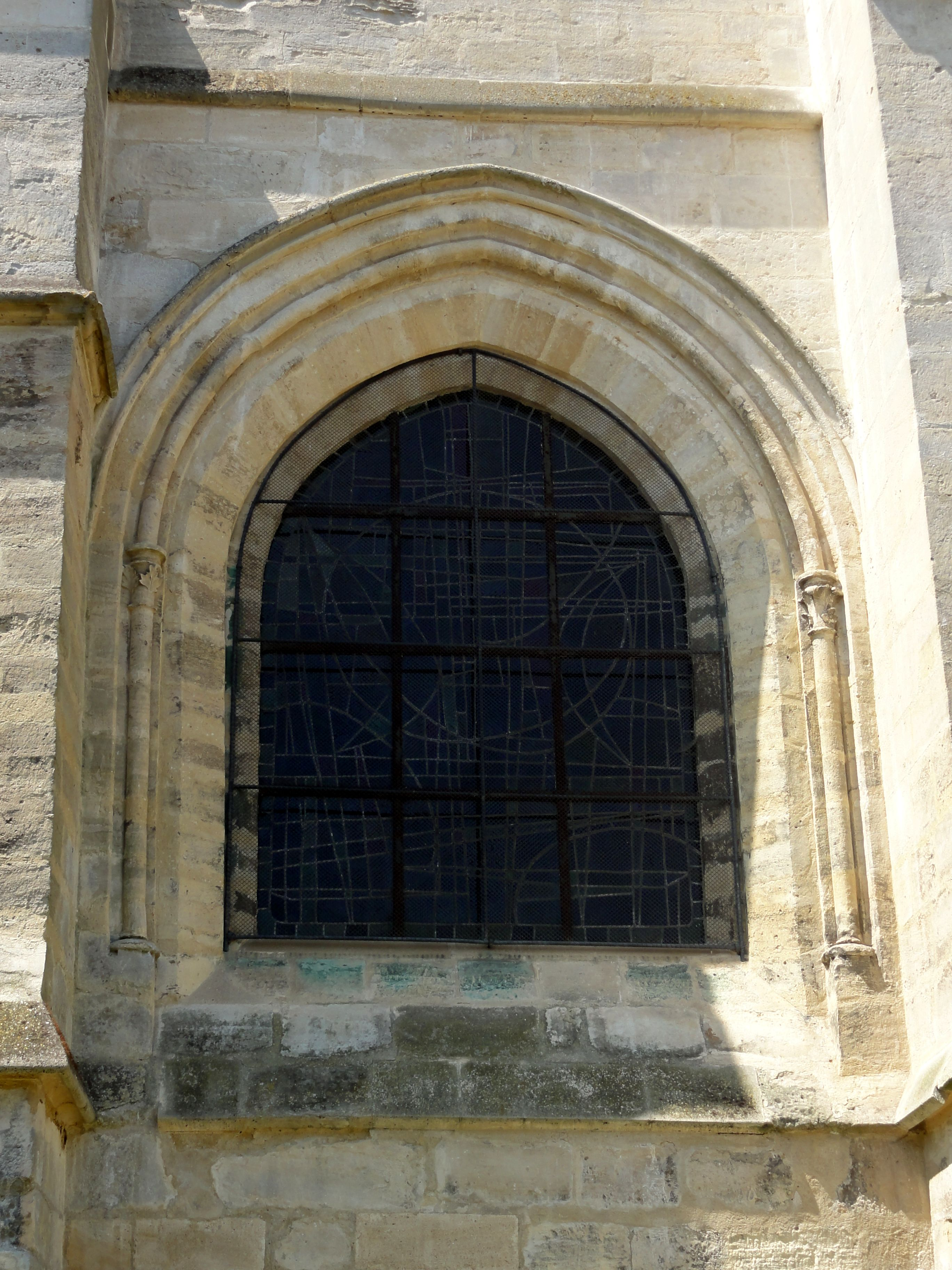
Fenêtre du collatéral sud.

#### Clocher

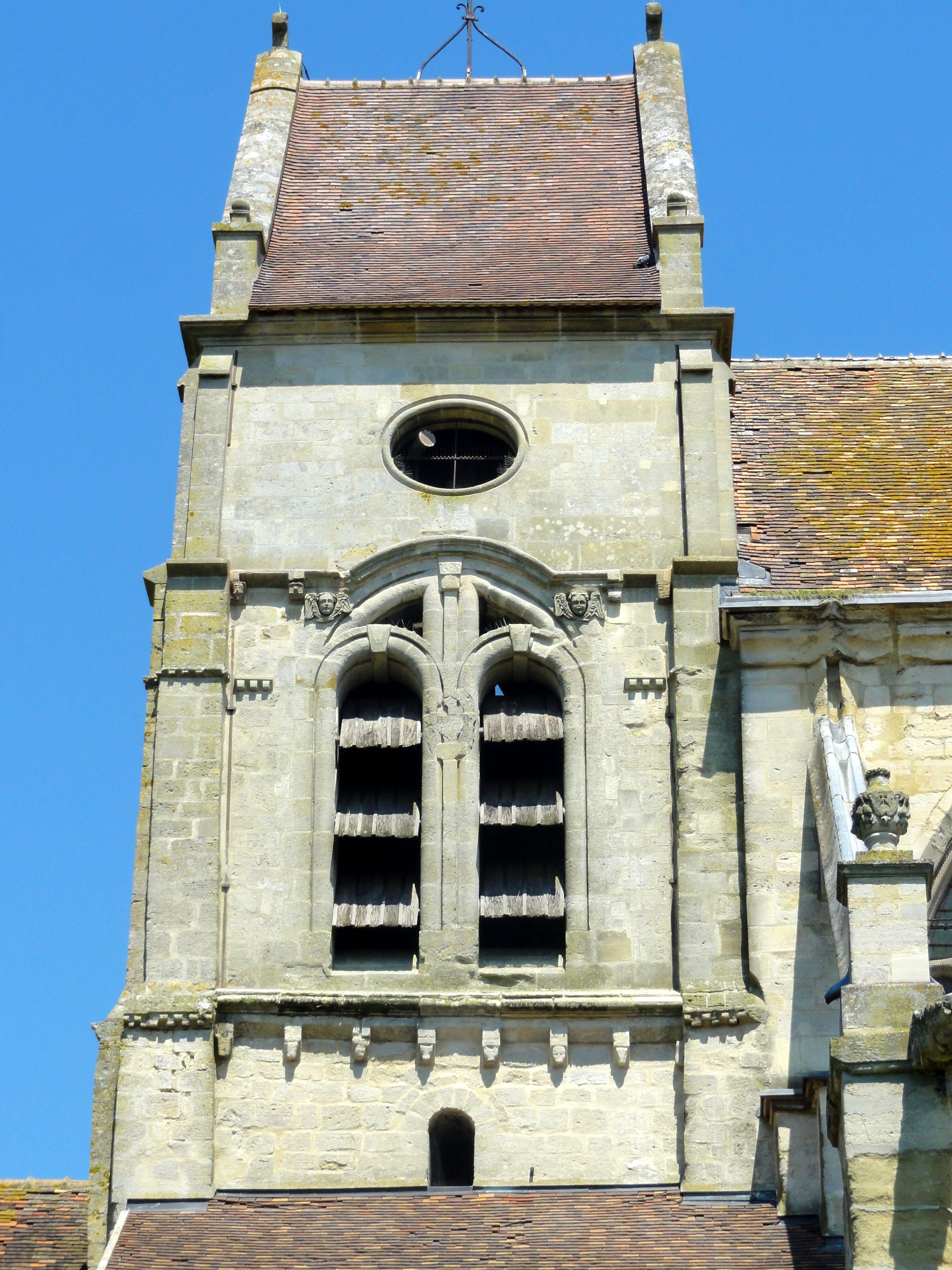
Clocher en bâtière, côté sud.

Le style hétéroclite de l'étage de beffroi peut faire oublier que le clocher remonte à la période romane, jusqu'à la corniche partiellement conservée qui sépare cet étage du troisième étage ajouté en 1580. Les contreforts plats et les corniches de modillons sculptés en masques qui terminent le premier étage ainsi que l'étage de beffroi trahissent bien le style roman, mais l'archivolte torique commune aux deux baies abat-son gémelées par face et les écoinçons ajourés sont évidemment incompatibles avec cette période. — Le premier étage possède une unique baie en plein cintre par face vers la nef et vers les croisillons, mais deux vers le chœur, où elles sont du reste toujours visibles quoique murées. Ces baies sont non décorées et généralement centrées, sauf vers la nef. Ici la baie a toujours été obturée par la toiture et n'est pas centrée pour éviter le poinçon de la première ferme de la charpente. L'on accède au clocher par les combles de la nef et une porte au linteau en bâtière sous un arc de décharge, à côté de la baie mentionnée. Les seuils des autres fenêtres concordaient avec le faîtage des toits des croisillons et du chœur roman. Seule celle du sud demeure intacte. En haut de l'étage, les modillons portent une tablette, et deux rangs de billettes disposés en damier ornent les contreforts. Par un double glacis, les murs du second étage se retraitent légèrement. Les baies étaient initialement cantonnées de colonnettes appareillées à chapiteaux, et surmontées de cordons de billettes qui se poursuivaient au niveau des impostes et couraient tout autour du clocher. Ils subsistent toujours sur les contreforts et partiellement sur les murs. En 1580, les chapiteaux ainsi que les archivoltes romanes ont été supprimés pour céder à un simple tore, du même diamètre que les colonnettes. Le mur au-dessus des baies a été abattu, et les trumeaux ont été prolongés afin de supporter une nouvelle archivolte commune aux deux baies. Cette archivolte transperce la corniche romane, dont la partie centrale disparaît donc. Entre la partie subsistante de la corniche et la nouvelle archivolte, des têtes de chérubins ailées caractéristiques de la Renaissance et du style baroque complètent les restes du décor roman. Il paraît que ce remaniement tente à imiter le nouveau clocher de l'église Saint-Sulpice de Chars, qui date de 1562. Jules Formigé n'exclut pas que le maître d'œuvre fut Nicolas Le Mercier car celui-ci travaillait alors sur l'église d'Ennery. Eugène Lefèvre-Pontalis s'interroge même s'il ne fut pas l'architecte du chœur. — Le troisième étage est ajouré d'un œil-de-bœuf sur chaque face. Les bases des pignons sont agrémentées d'une boule, et une croix en antéfixe couronne leur sommet. L'intérieur du clocher abrite un solide beffroi en charpente du XVIe siècle qui s'est bien conservé, et qui abrite trois cloches de 1865 / 1866. L'on n'y observe pas les trompes dans les angles qui auraient été nécessaires pour le recouvrement par une pyramide en pierre. Le clocher a donc toujours été couverte par une bâtière,.

### Intérieur

#### Nef

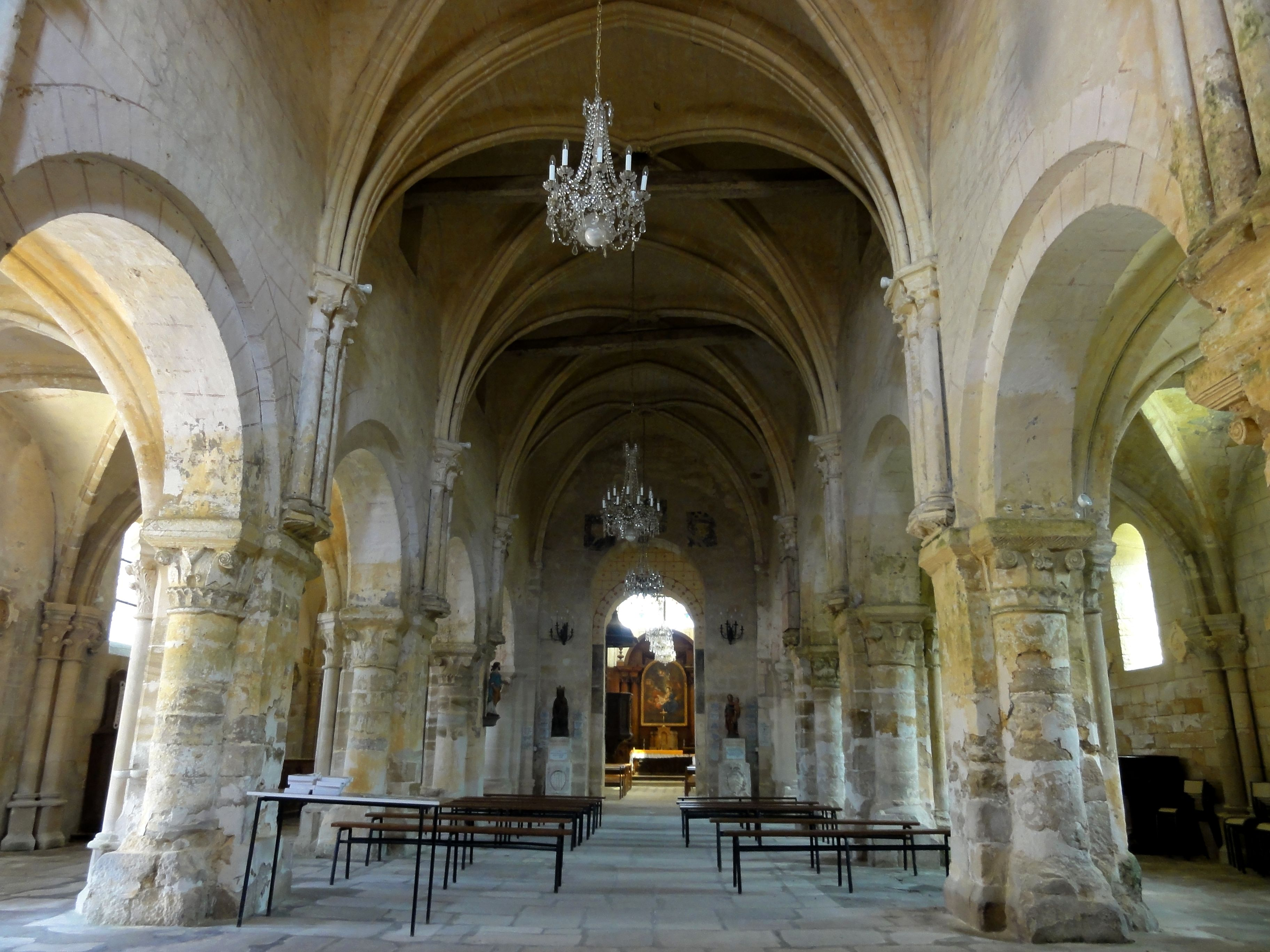
Vue générale intérieure.

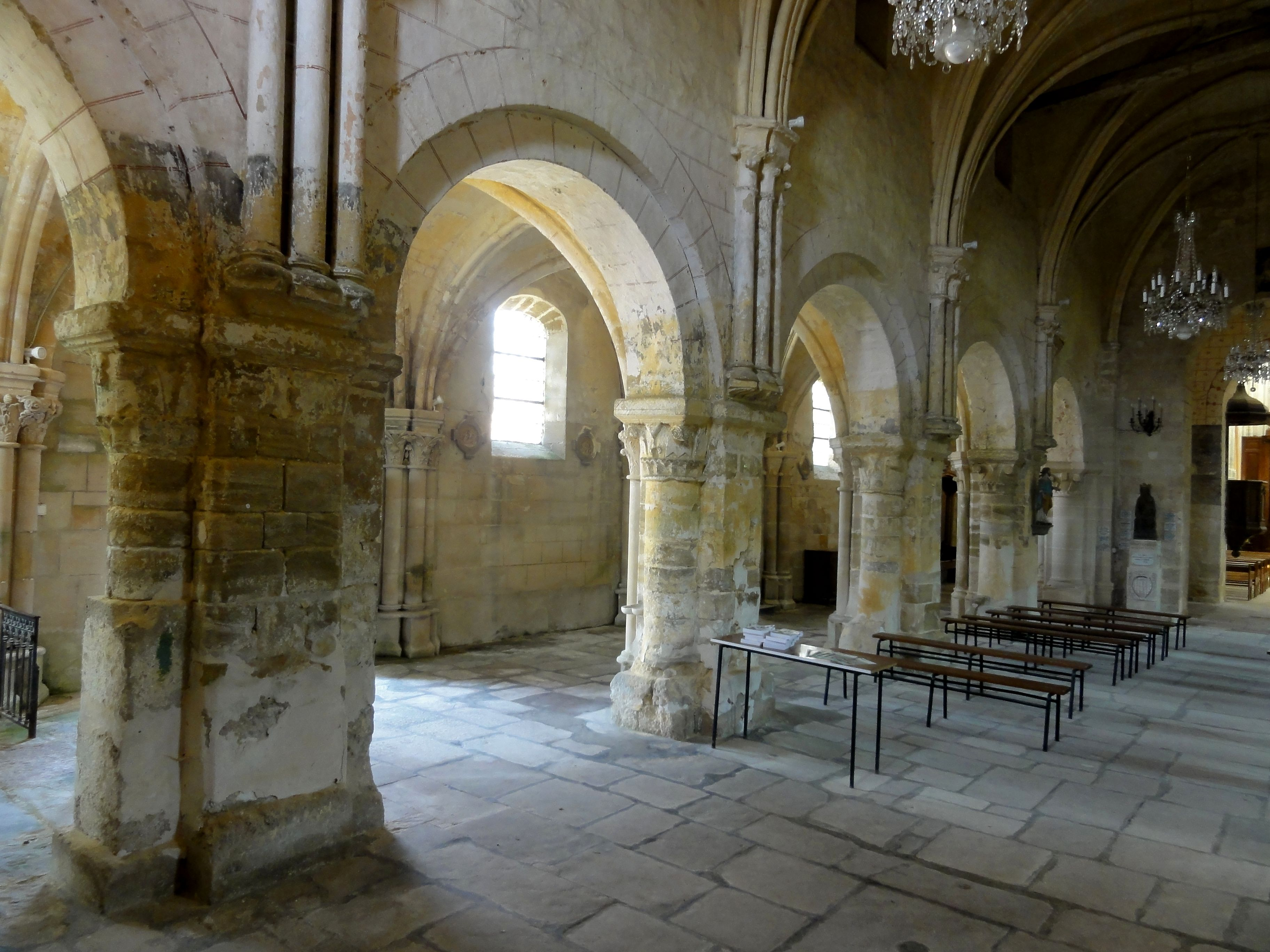
Grandes arcades du nord.

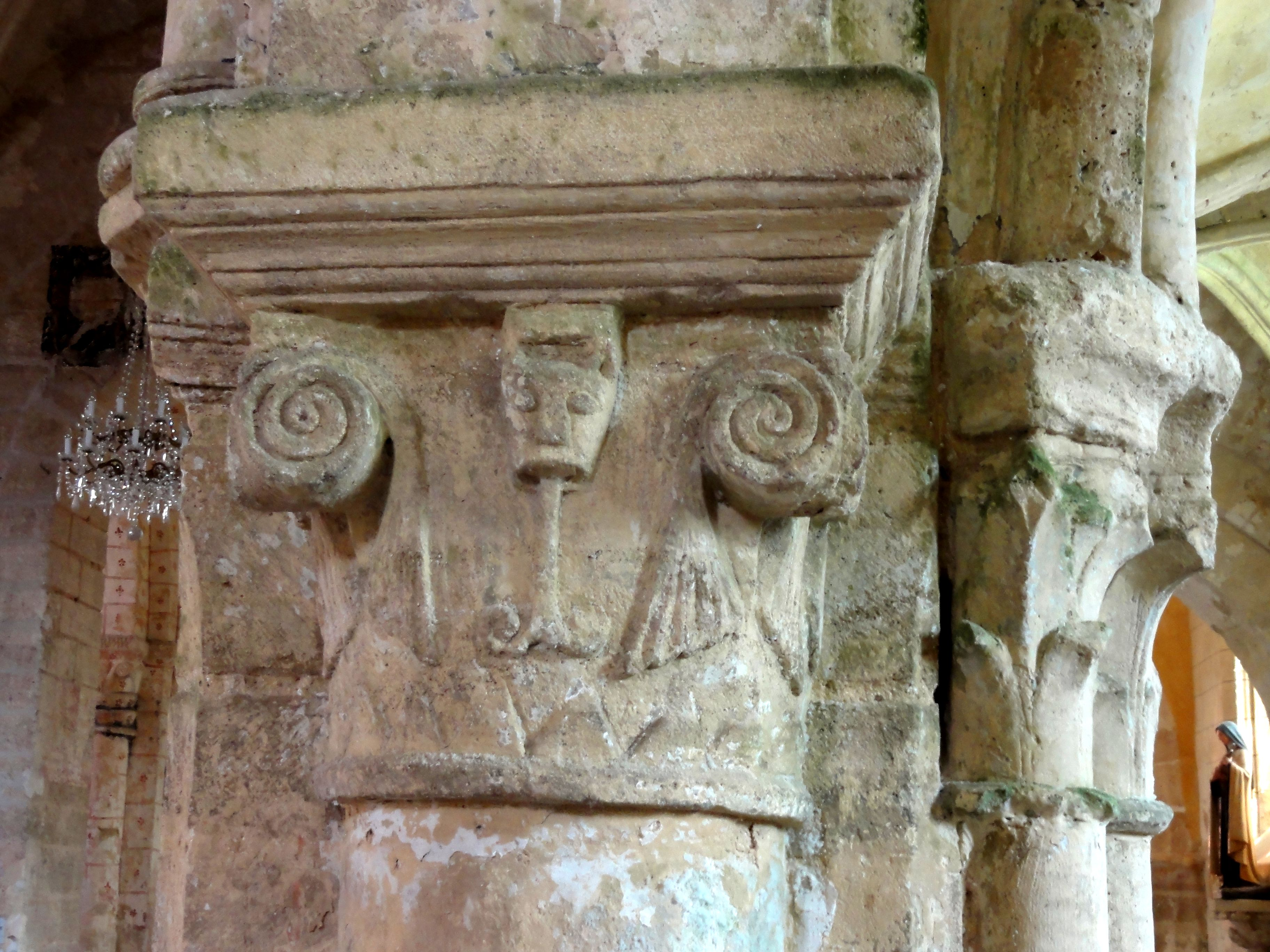
Chapiteau au sud.

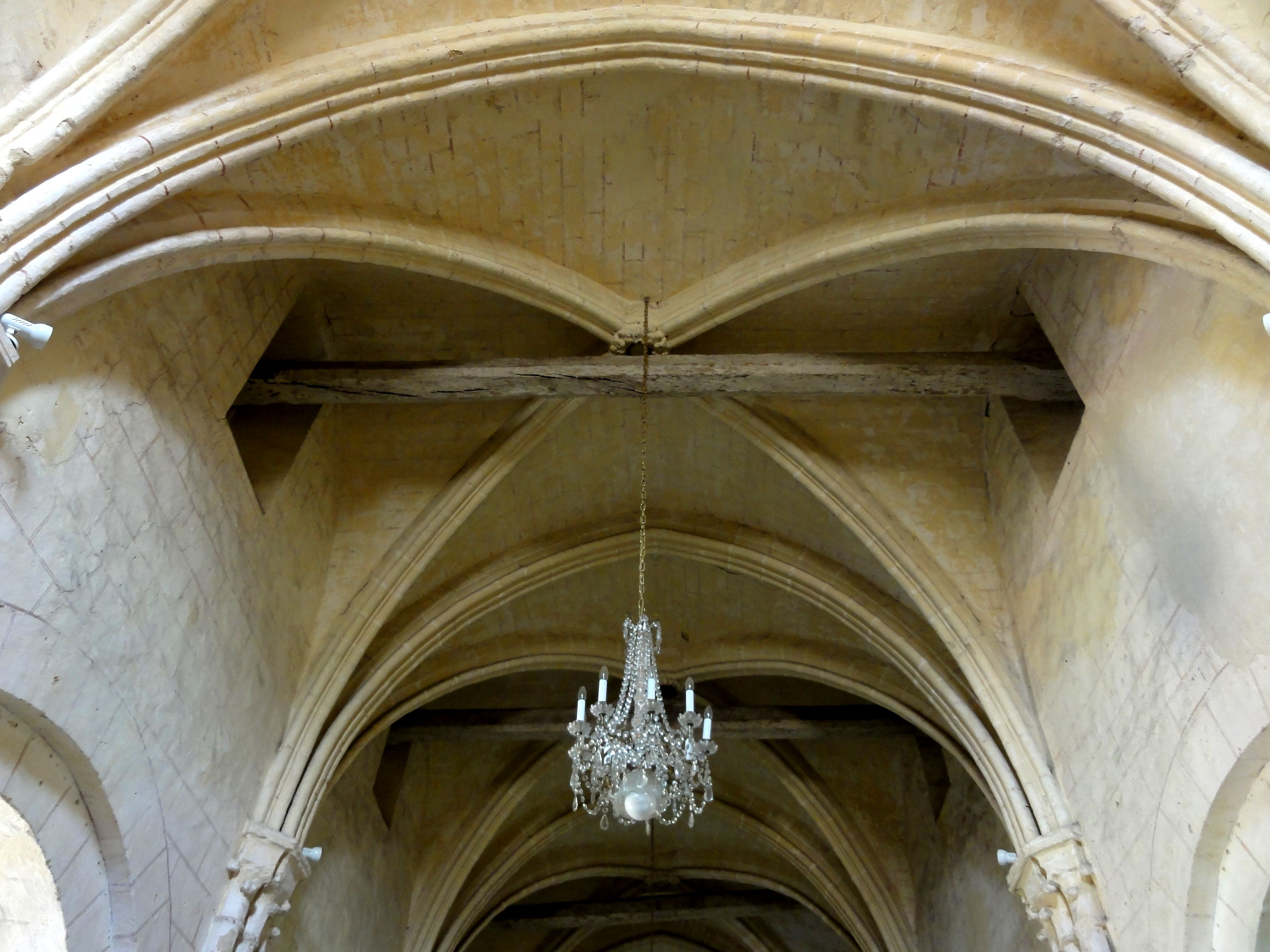
Voûtes de la nef.

La nef romane se distingue de la plupart des nefs romanes de la région, qui se trouvent dans des localités de faible importance à la période romane et sont dépourvues de bas-côtés. Ce sont les nefs-grange qui ne sont autres que des salles rectangulaires recouvertes d'une charpente apparente, le portail constituant le seul élément décoré. Il n'y a généralement ni chapiteaux, ni frises ou moulures, sauf sur l'arcade vers la croisée du transept qu'il faut toutefois considérer comme faisant partie de celui-ci. À Cormeilles-en-Vexin, la nef communique avec les bas-côtés par cinq grandes arcades en plein cintre de chaque côté, qui sont à double rouleau et reposent sur des piliers carrés assez bas, flanqués de deux demi-colonnes à chapiteaux. Cette nef ressemble à celles d'Arronville, de Berneuil-sur-Aisne, d'Oulchy-le-Château et de Villers-Saint-Paul, plus récente. Dans l'axe des travées, l'on aperçoit les petites fenêtres hautes, qui sont toutes bouchées. De ce fait, les parties hautes de la nef sont sombres, car éclairées seulement par une unique baie dans le mur occidental. La première grande arcade du nord est partiellement obturée par l'un des deux murs qui supportent la tribune occidentale, qui est voûtée en berceau et date de l'époque moderne. Elle remplace toutefois une tribune du XIIe siècle qui n'avait pas été prévue dès l'origine. La première grande arcade est entièrement murée pour clôturer la première travée du bas-côté sud, qui a été transformé en dépôt. Des portes en plein cintre font communiquer la tribune avec les combles des bas-côtés. Quant à l'arc triomphal non décoré en plein cintre, il provient des travaux de consolidation du clocher au XIVe siècle. À la fois plus bas et moins large que la nef, elle entrave la continuité visuelle entre la nef et le chœur, tout comme l'arcade homologue à l'est de la croisée. Le rang de claveaux de l'arc triomphal primitif se détache toujours dans l'appareil, qui n'est pas enduit et peint du côté de la nef,,.
La datation de la nef ne fait pas l'unanimité. La plupart des auteurs la font remonter à la fin du XIe siècle, mais en se basant davantage sur l'accord de 1071 comme élément déclencheur de la construction, que sur une analyse approfondie des grandes arcades. Avec le portail, ce sont les uniques éléments fournissant les clés d'une datation, tout le reste étant sans caractère. Maryse Bideault, Claudine Lautier et Bernard Duhamel ne s'attardent pas sur la justification de la datation de la nef. Jules Formigé pense aussi que la nef date de la fin du XIe siècle, mais se contente d'une datation très approximative puisqu'il retrouve les chanfreins des piliers dans des églises des années 1100-1135 sans que cela l'incite à rajeunir l'église Saint-Martin. Anne Prache s'intéresse surtout aux chapiteaux et son bref portrait de l'église semble être un résumé de la monographie d'Eugène Lefèvre-Pontalis ; il ne contient aucun apport nouveau,,,,.
Eugène Lefèvre-Pontalis qui est le premier à avoir étudié l'église au moment de son classement reste aussi le seul à mener une réflexion de fond sur sa période de construction. Il admet que l'on trouve des chapiteaux semblables au nord de la nef de l'abbatiale de Morienval : Très grossiers, ils sont ornés de grosses volutes d'angle, d'où retombent deux palmettes ou des tiges qui s'enroulent en spirale. Au milieu de la face, jaillit une petite tête humaine qui reste souvent épannelée. La partie inférieure des corbeilles est parfois garnie de deux rangs de dents de scie, ou d'une collerette de feuilles qui ressemblent à des dents d'engrenage. Or, le transept des églises du Bellay-en-Vexin et d'Ennery, bâties au XIIe siècle, contient des chapiteaux analogues. Eugène Lefèvre-Pontalis conclut donc que la sculpture dans le Vexin est en retard par rapport au Soisonnais. En outre, il conçoit mal que les biseaux ou gorges d'angle qui agrémentent les angles des piliers sur leur partie supérieure soit déjà connus au XIe siècle : ce sont des moulures et la mouluration ne semble pas exister dans les églises du Vexin avant le XIIe siècle. Les tailloirs ne semblent pas non plus correspondre au XIe siècle. D'un décor plus varié que les chapiteaux, ils sont garnis de trois lignes brisées ; de trois rangs de billettes ; de losanges gravés en creux ; ou de moulures basiques de faible relief : sur un chanfrein, des filets superposés se décrochent de manière à former sept petits angles droits. Les bases sont par ailleurs toriques et cernées de griffes qui ressemblent à des volutes, mais du raison de leur état de dégradation, beaucoup ont été refaites avec des griffes plus marquées. — Quelle que soit la date de construction précise, il ne fait pas de doute que l'église de Cormeilles est parmi les plus anciennes du département,,,,.
Le voûtement de la nef se situe au début du XIIIe siècle d'après Jules Formigé et Eugène Lefèvre-Pontalis, tandis que Maryse Bideault et Claudine Lautier fixent une période plus large allant de la fin du XIIe siècle au début du XIIIe siècle. Jules Formigé souligne l'ingéniosité du maître d'œuvre de l'époque. Au-dessus des impostes des piliers, il fait incruster des corbeaux dans les murs, qui forme trois bases servant d'appui à des colonnettes en délit. Ces dernières soulagent les corbeaux du niveau supérieur au-dessus des chapiteaux de crochets, qui sont moulurés comme des tailloirs. — Le profil des arc-doubleaux en tiers-point est d'un filet entre deux tores, et celui des ogives, assez similaire, d'une arête entre deux baguettes. Les formerets sont absents pour des raisons de commodité : il n'y avait pas de place pour deux colonnettes supplémentaires, ni de place sur les tailloirs pour recevoir des nervures supplémentaires. Les clés de voûte sont des couronnes de feuillages autour d'un grand trou ; sur certaines, apparaissent des têtes sculptées. Comme déjà signalé, les murs hauts de la nef n'étaient pas dimensionnés pour résister à la poussée des voûtes, et se sont écartés. L'on y fit face en posant des tirants de bois dans la seconde, troisième et quatrième travée, passant par les fenêtres hautes bouchées. Bernard Duhamel et Jules Formigé sont les seuls auteurs ayant fait attention à ces fenêtres, dont quatre sont des oculi, comme à Grisy-les-Plâtres. En effet, ces fenêtres dateraient du moment du voûtement et auraient remplacées les fenêtres primitives alignées sur les piliers, qui ne sont plus visibles depuis la nef. Anne Prache se trompe en écrivant que les fenêtres actuelles auraient été bouchées du fait du voûtement. En fait le bouchage date de la construction de la charpente actuelle, dans laquelle les tirants sont intégrés,,,,.

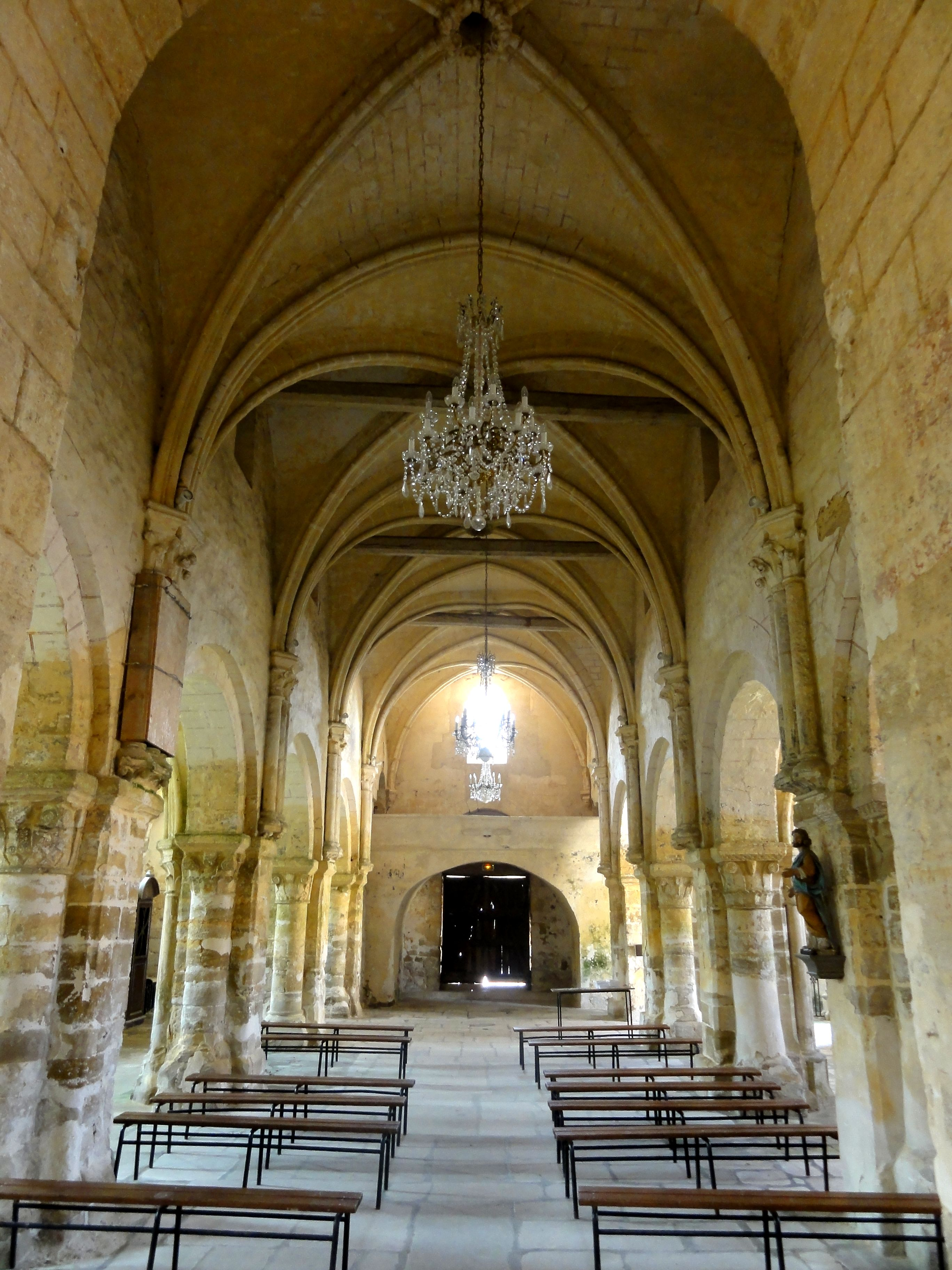
Nef, vue vers l'ouest.
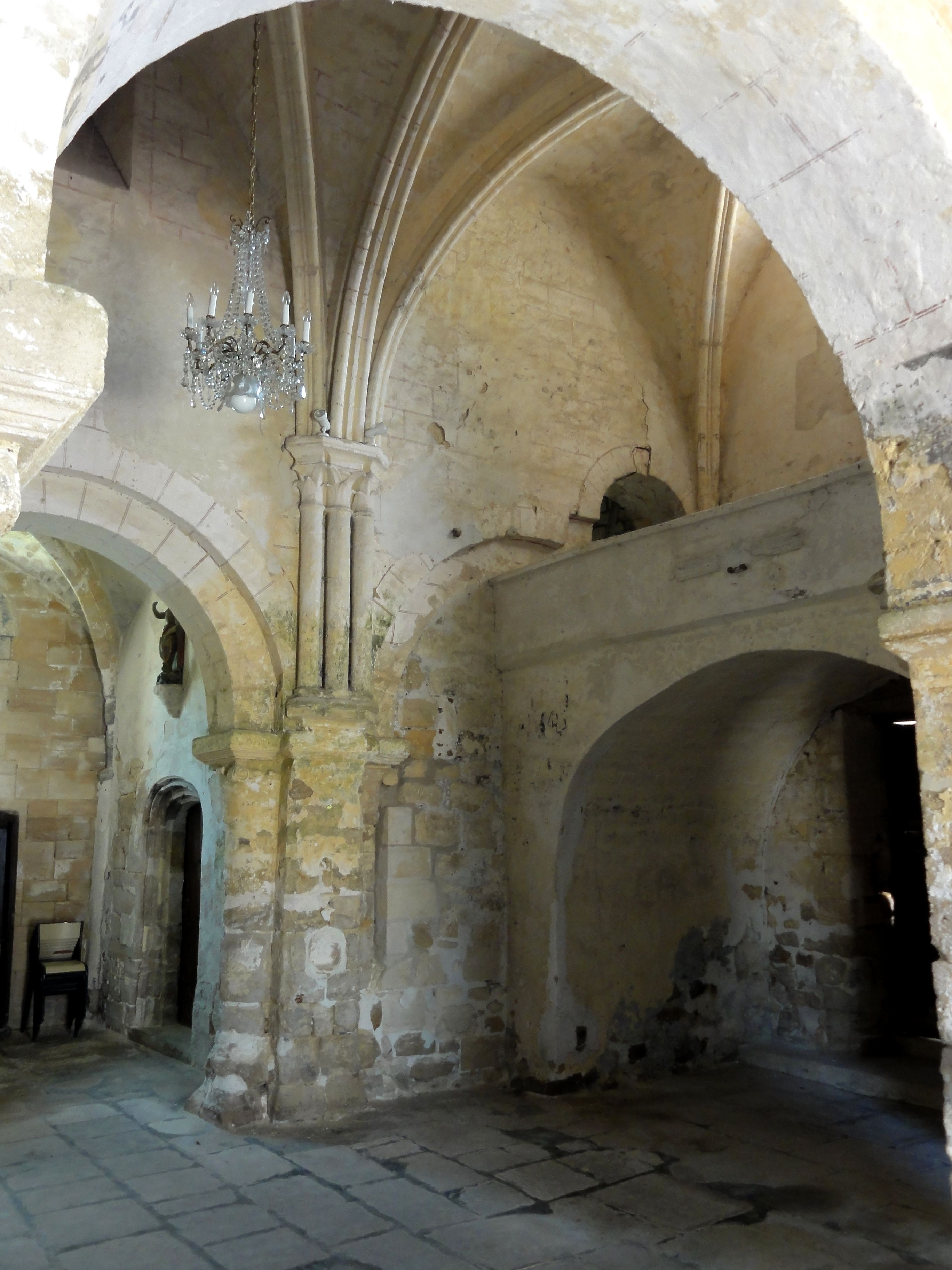
Nef, angle sud-ouest.
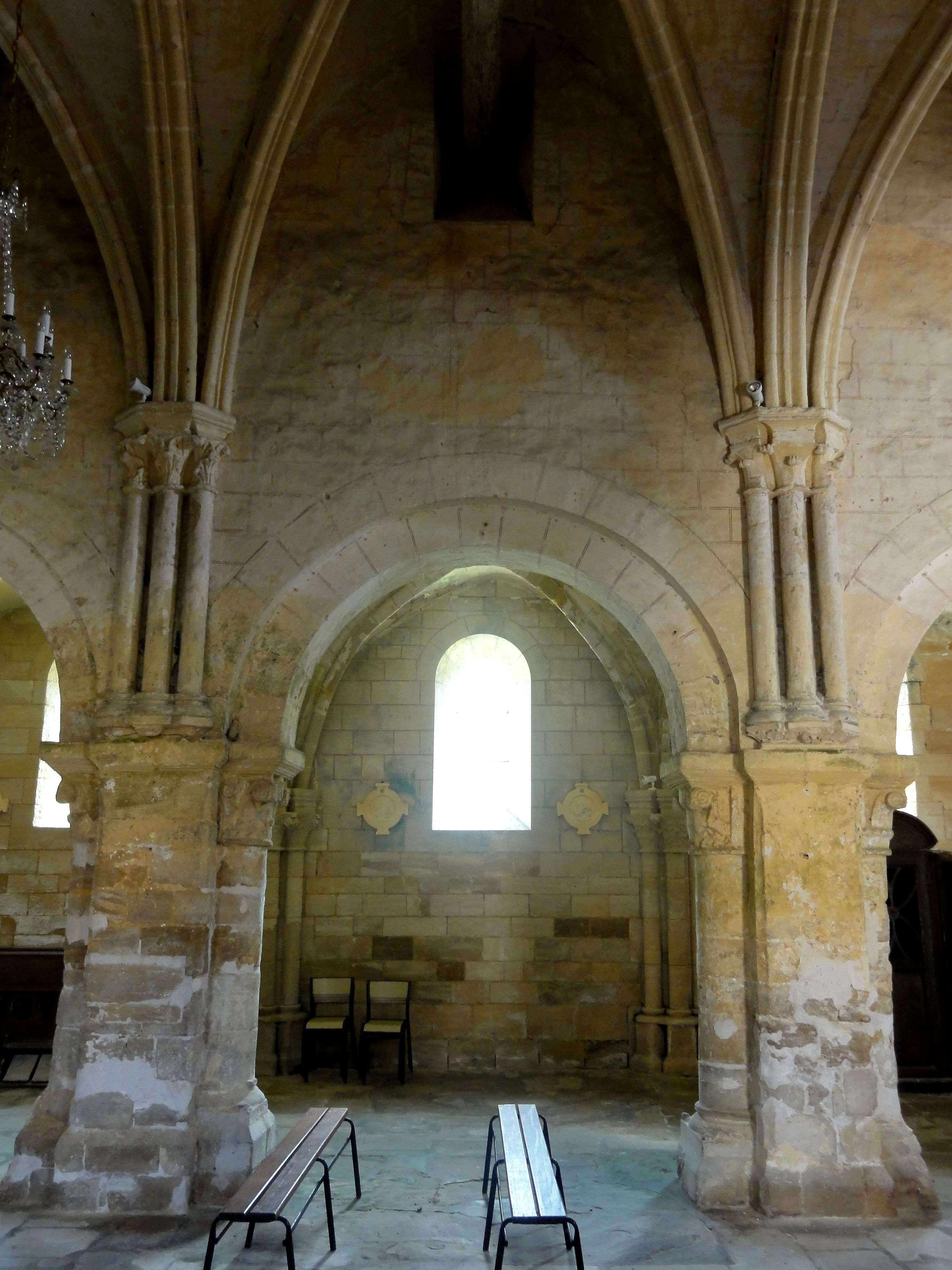
Une travée, côté sud.
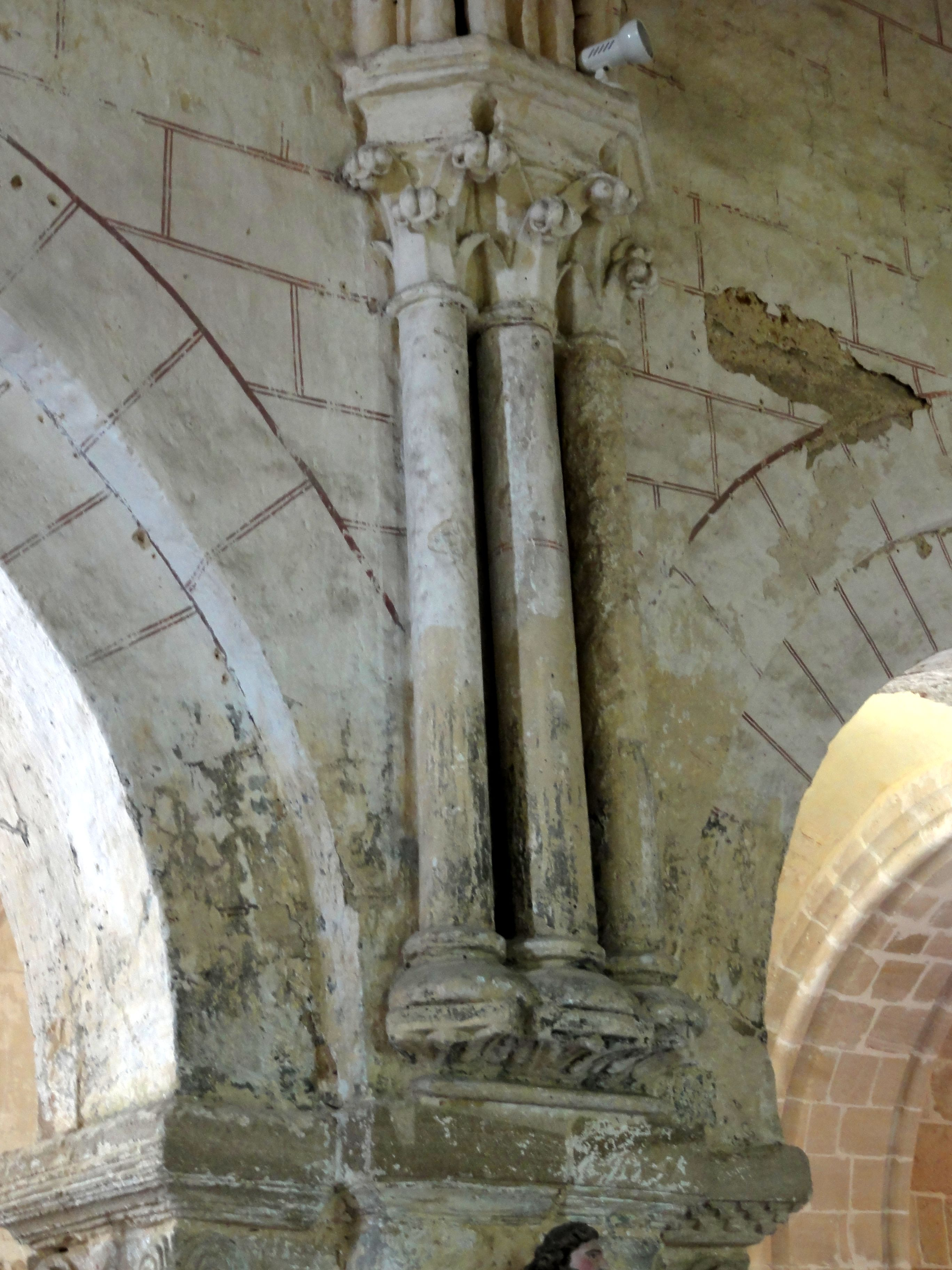
Supports des voûtes.
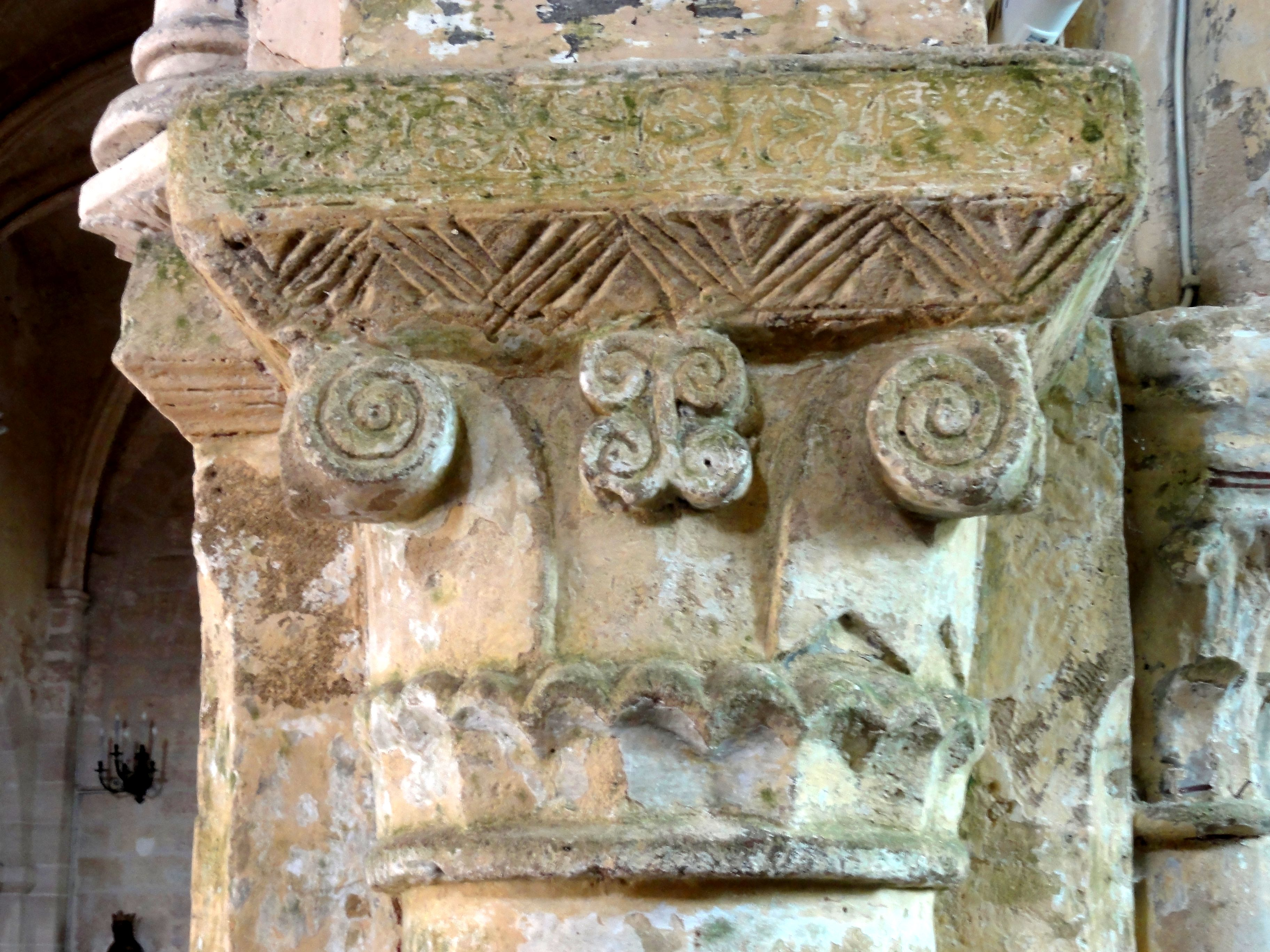
Chapiteau au sud.
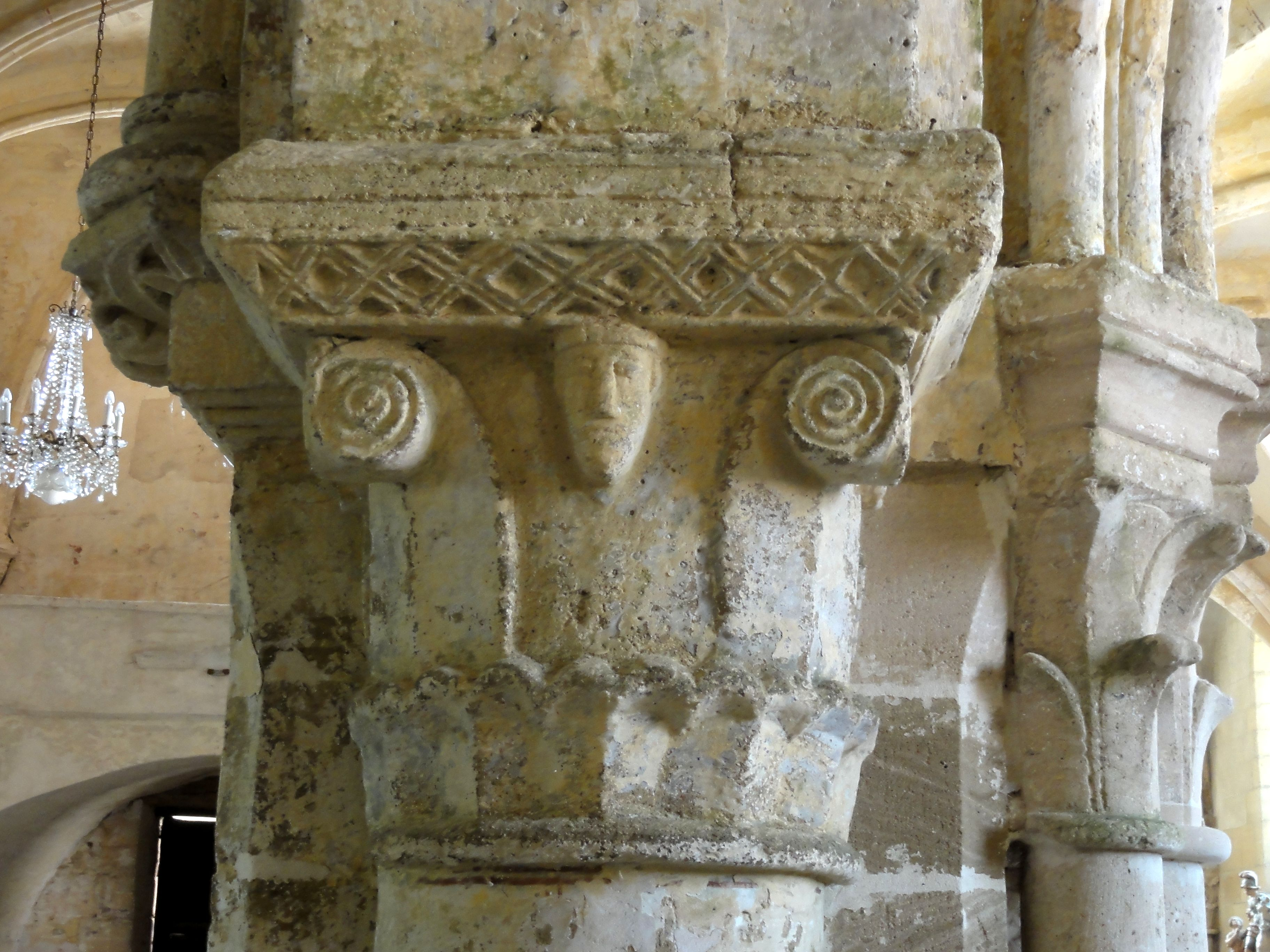
Chapiteau au nord.

#### Bas-côtés

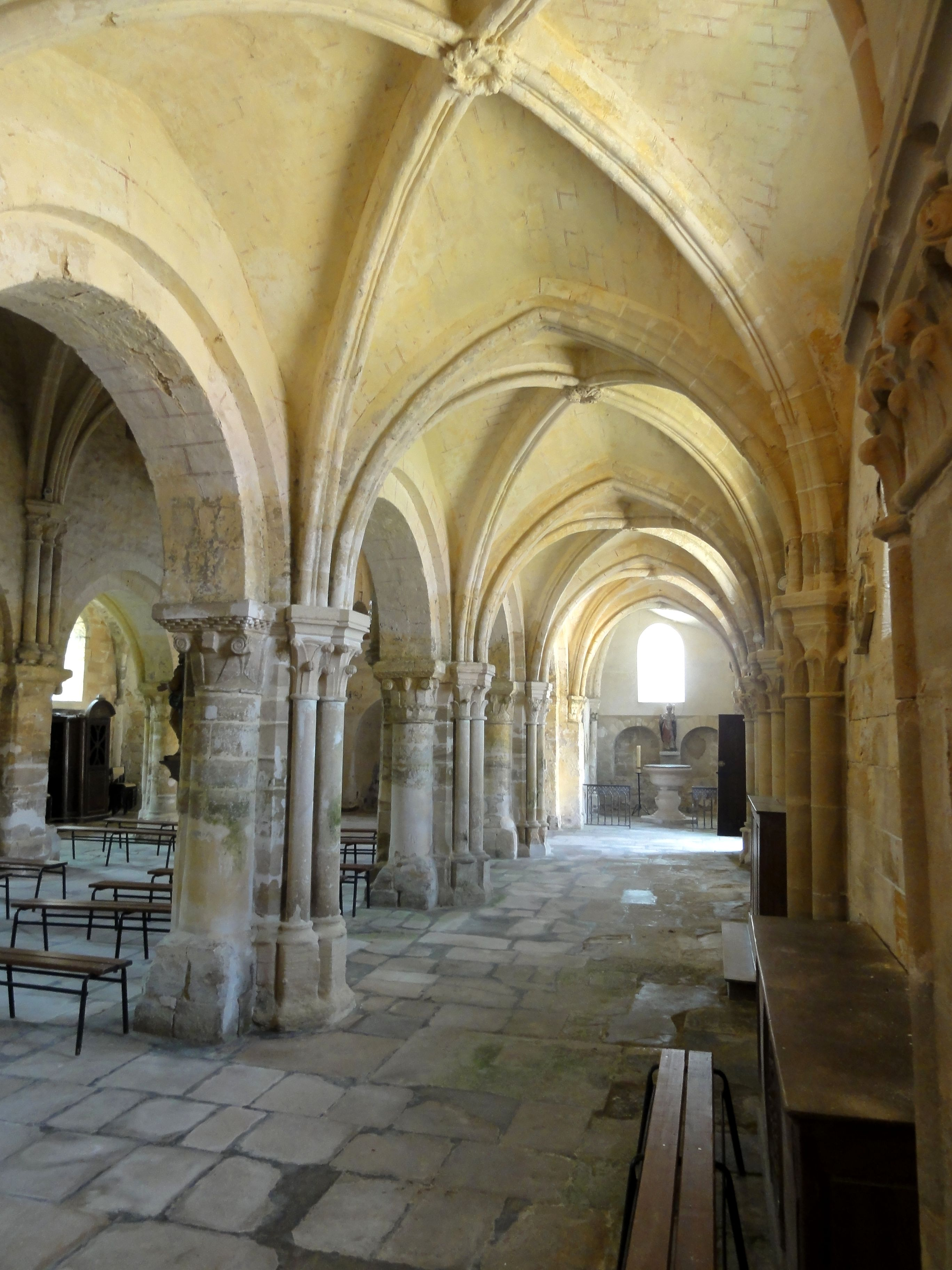
Bas-côté nord, vue vers l'ouest.

Les bas-côtés ont été voûtés lors de la même campagne que la nef, mais l'opération de voûtement commence peut-être par les trois travées occidentales des bas-côtés. Le profil des ogives est ici d'un tore en amande et renvoie à une période antérieure. Dans les deux travées orientales, le profil est le même que dans la nef. Les doubleaux présentent ici un listel entre deux tores. Les supports sont bien sûr conçus différemment qu'ils ne le sont dans la nef. Les piliers n'ont pas été entamés du côté des bas-côtés, et les faisceaux de trois colonnettes en délit avec leurs bases et chapiteaux y ont été simplement adossés. Les chapiteaux sont garnis d'un ou deux rangs de crochets, qui sont tantôt vigoureux et bien découpés, tantôt fortement stylisés. Le long des murs extérieurs, les colonnettes sont appareillées, mais sinon analogues. Comme dans la nef, l'on a renoncé aux formerets, cas fréquent dans les bas-côtés pour des motifs d'économie. La partie inférieure du mur occidental du bas-côté nord est allégée par deux arcatures aveugles en plein cintre, qui ne sont pas décorées. Des colonnettes uniques sont logées dans les angles. Ici se trouve la chapelle baptismale. Du côté opposé, la première travée du bas-côté sud demeure séparée du reste de l'église par un mur. La porte est encadrée par des moulures prismatiques que l'on retrouve sur les arcades orientales des croisillons, et qui renvoient à la période flamboyante. Pour venir vers les arcades faisant communiquer les bas-côtés avec les croisillons, celle du sud subsiste seule du moment de la reconstruction des bas-côtés. Elle est à double rouleau comme les grandes arcades, mais en tiers-point, et ne s'ouvre pas entre deux colonnes engagées à chapiteaux. Celle du nord est aussi en tiers-point et profilée de deux tores dégagés d'un large méplat central par des gorges. Elle repose de chaque côté sur trois colonnettes appareillés, dont celle au milieu est de section carrée pour s'accommoder au méplat. Des colonnettes supplémentaires flanquent celle qui supportent l'arcade. — D'après Eugène Lefèvre-Pontalis, les bas-côtés ont été élargis au moment du voûtement, qui sont en effet inhabituellement larges pour la période romane, et le transept n'est ainsi pas débordant ce qui est également inhabituel pour la période romane. Maryse Bideault et Claudine Lautier estiment elles aussi que les murs gouttereaux des bas-côtés datent du moment du voûtement,,,,.

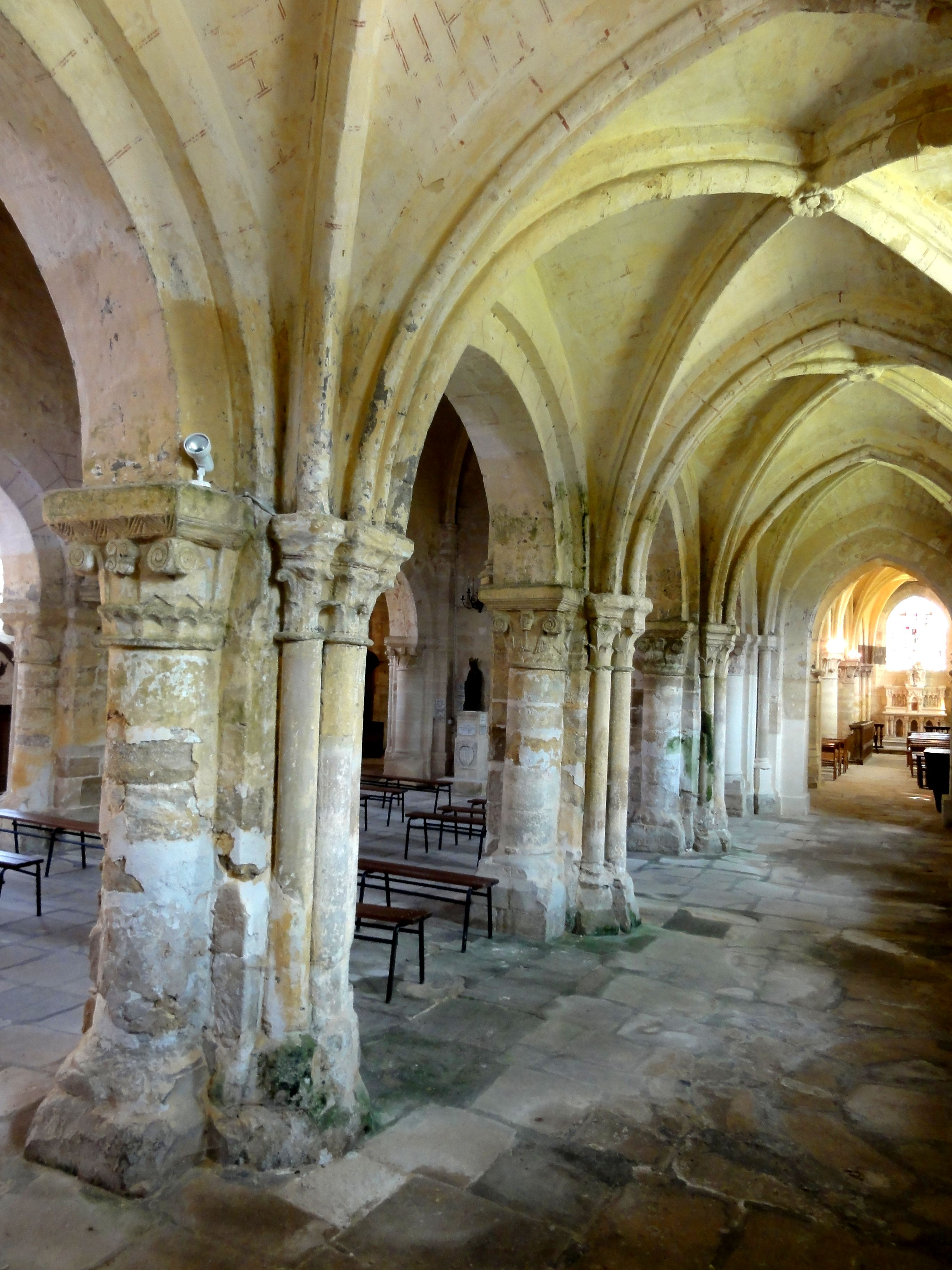
Bas-côté sud, grandes arcades.
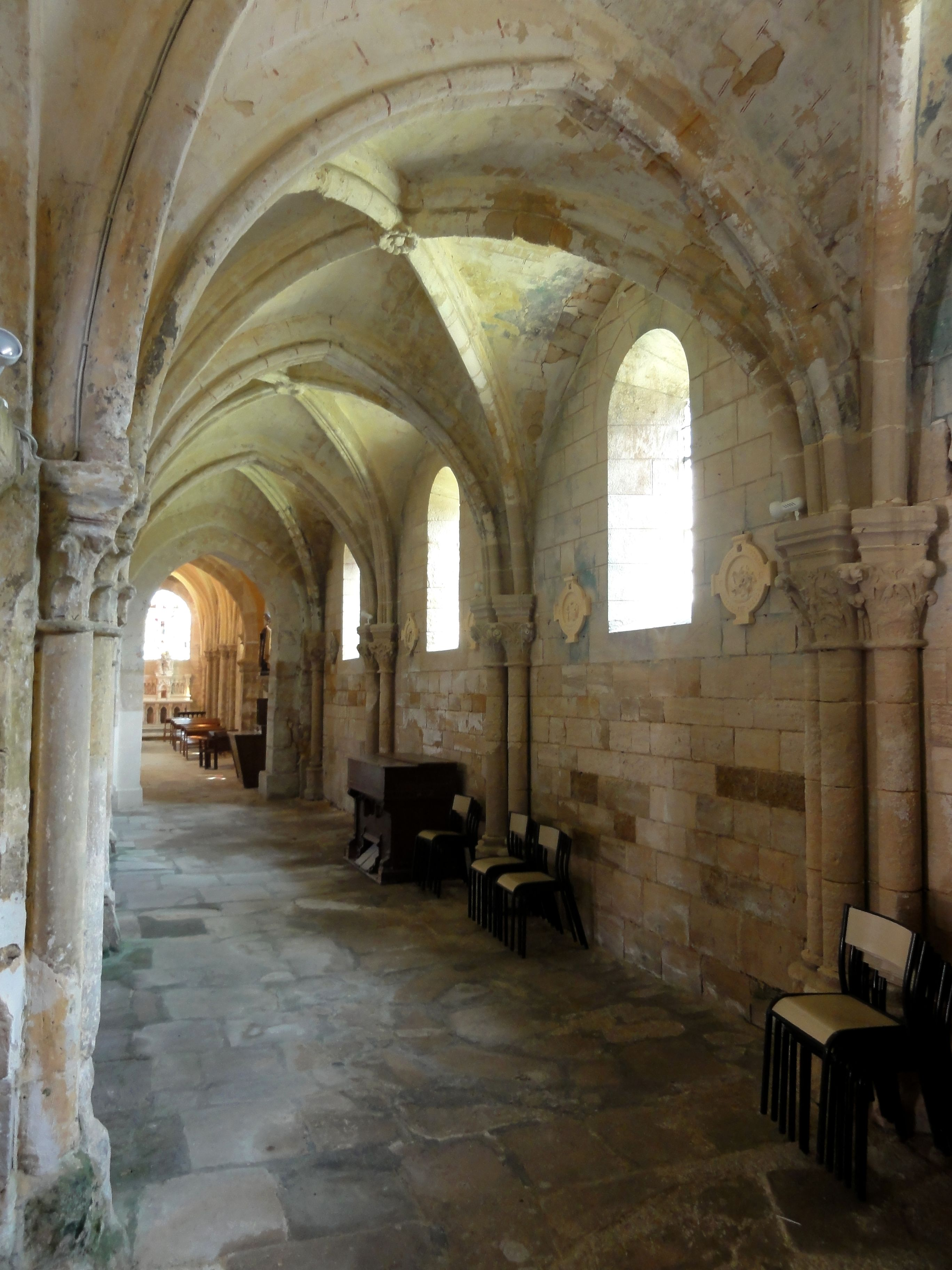
Bas-côté sud, vue vers l'est.
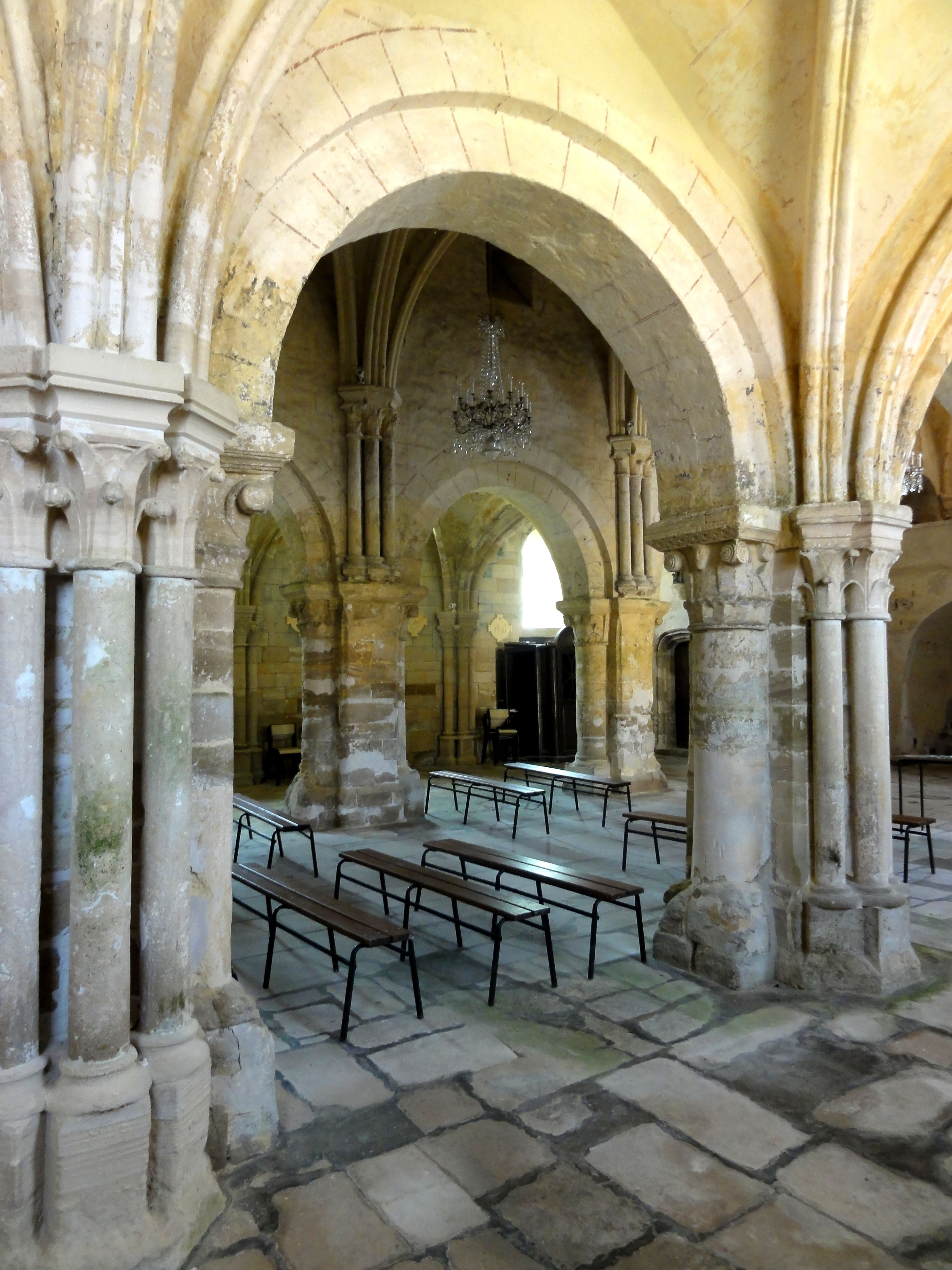
Bas-côté sud, 2e arcade.
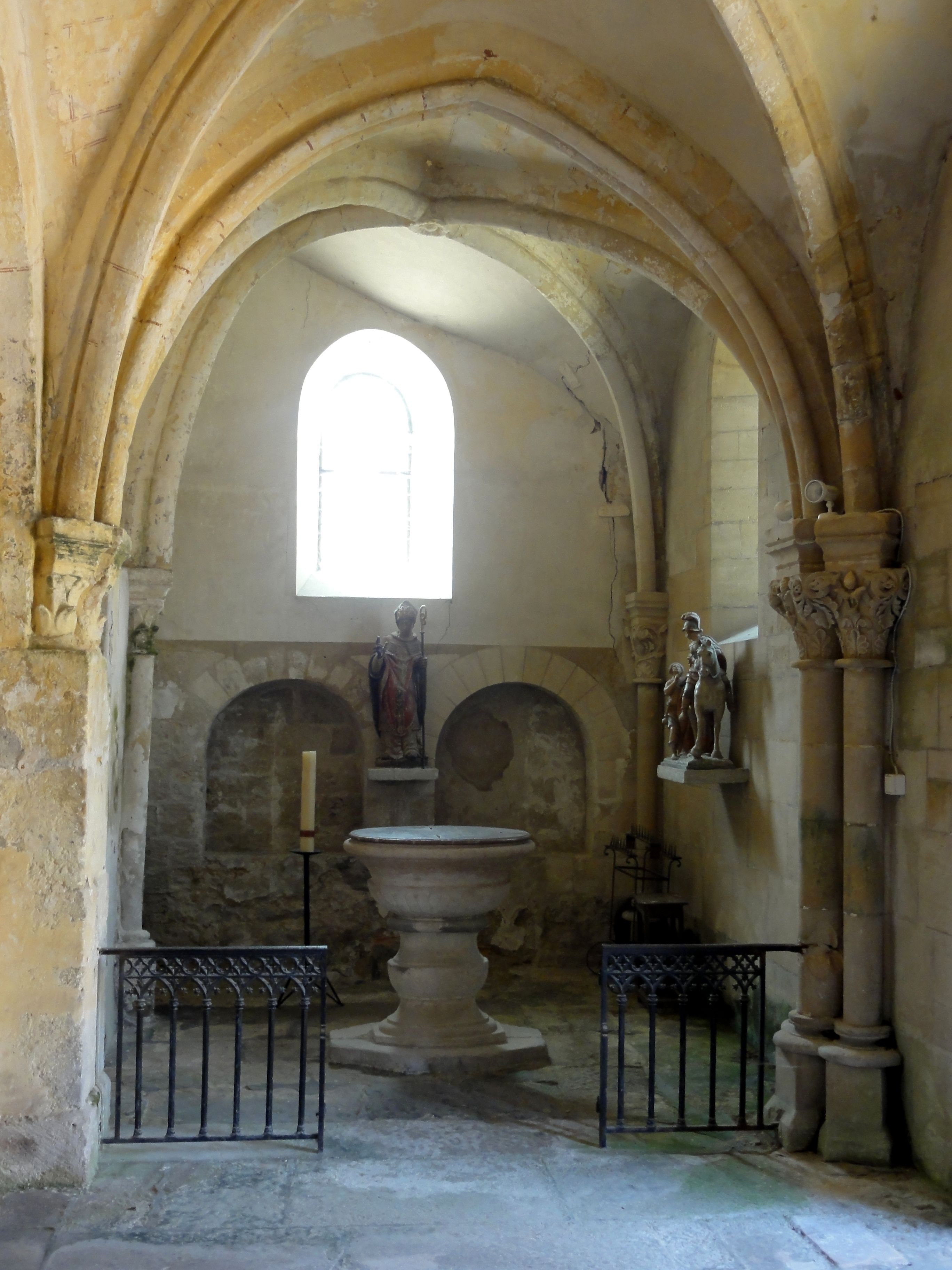
Chapelle baptismale.
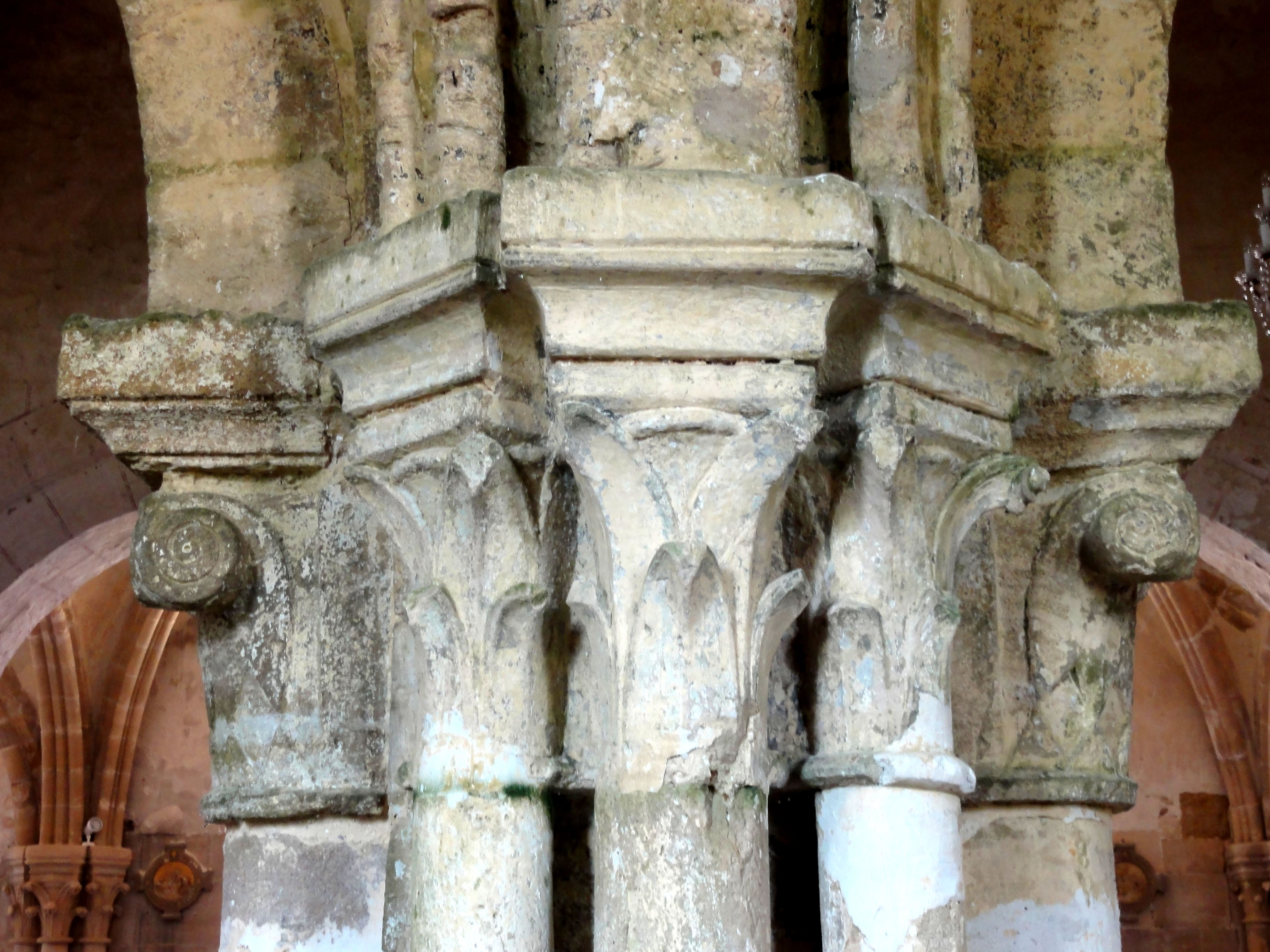
Chapiteau du 4e pilier côté sud.
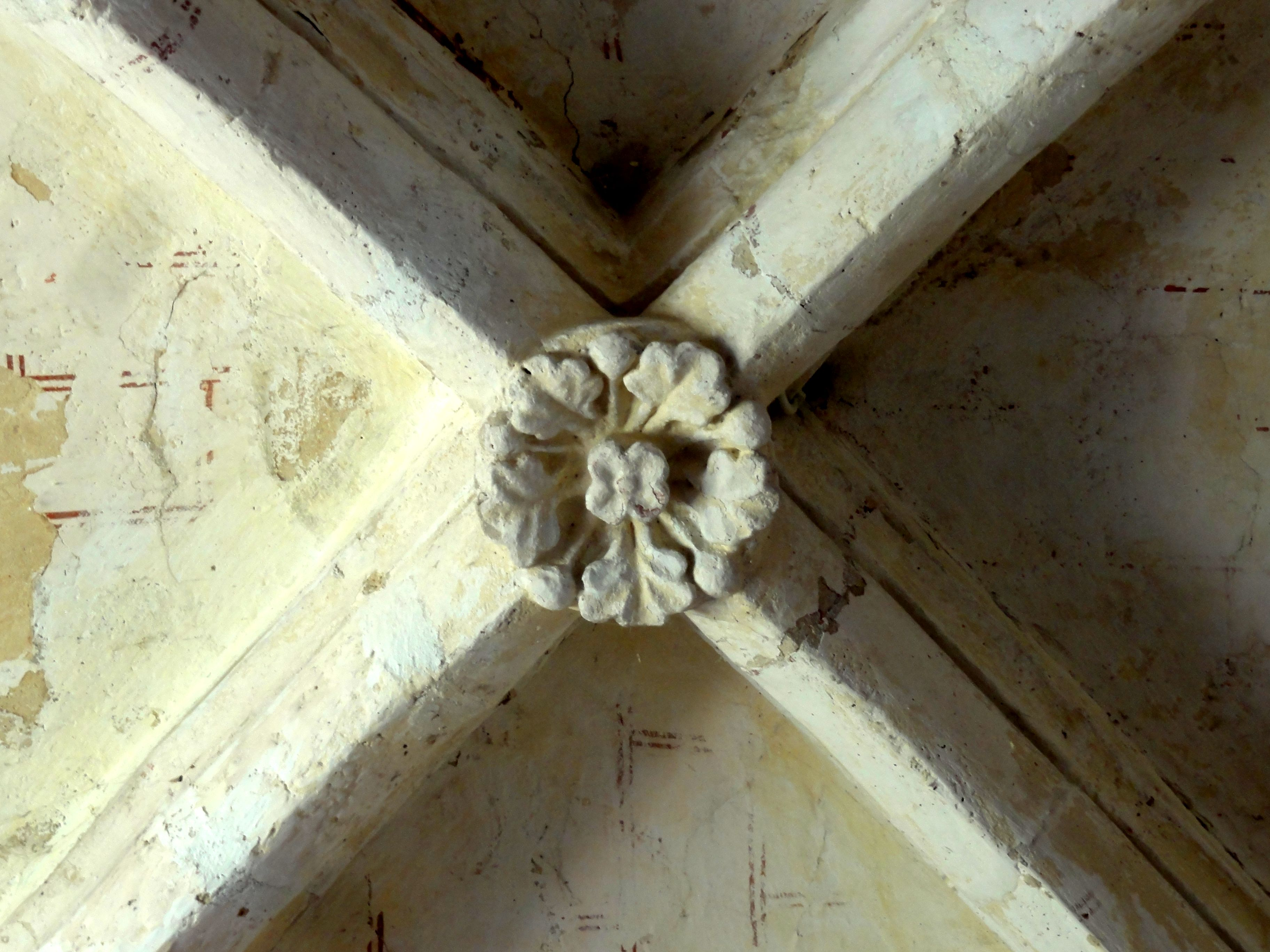
Bas-côté sud, clé de voûte.

#### Transept

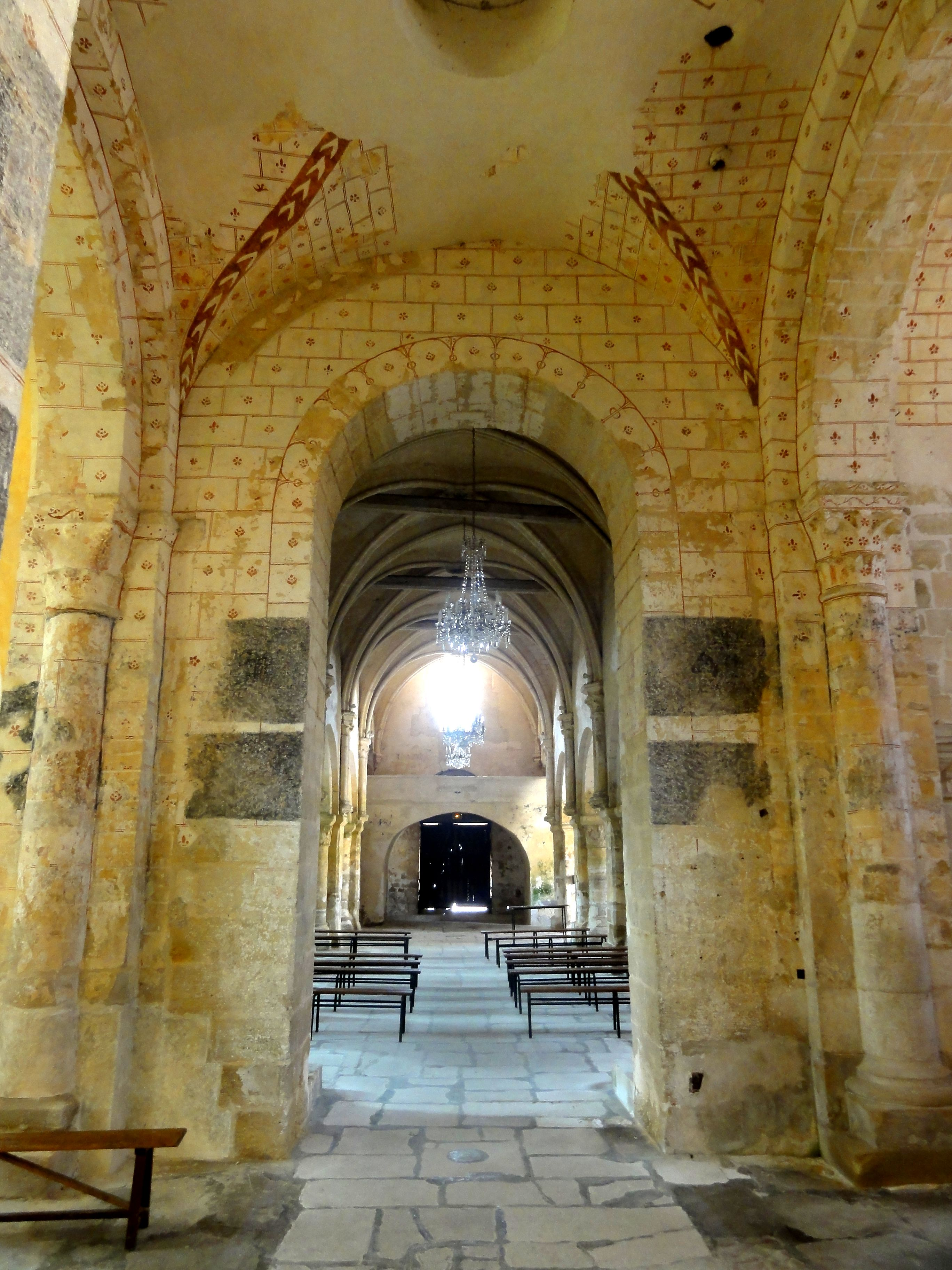
Croisée du transept, vue vers l'ouest.

Le transept reste toujours roman dans sa substance, et il était même plus richement décoré à l'origine, et les arcades vers la nef et le chœur étaient même plus larges et plus hautes. Alors que dans deux églises de configuration semblables, celles de Cambronne-lès-Clermont et de Jouy-le-Moutier, l'on a investi respectivement dans un nouveau voûtement de la croisée, et dans un rehaussement de la croisée pour améliorer la visibilité vers le chœur, à Cormeilles, l'on se contenta de doubler les arcades par des arcades supplémentaires plus petites qui reproduisent même la forme en plein cintre des précédentes. Les arcades primitives ont été réduites aux dimensions des nouvelles, et les chapiteaux ont été noyés dans l'appareil. L'on a ainsi arrêté le processus de tassement des arcades sous le poids du clocher et le déversement des piles, qui a vraisemblablement commencé lors du percement des nouvelles arcades entre les croisillons et les collatéraux du chœur. Il n'y a aucun rapport avec les fondations, qui sont de bonne qualité. Le mur occidental du transept était déjà percé de deux grandes arcades vers les bas-côtés. Ainsi allégés, les murs du transept ne pouvaient plus résister au poids du clocher. Ce problème ne s'est pas présenté pour les arcades entre la croisée et les croisillons, qui sont mieux contrebutés par les murs, plus hauts, de la nef et du chœur. Ces arcades sont analogues aux grandes arcades de la nef, y compris pour les chapiteaux. Elles constituent en même temps les extrémités des voûtes en berceau des croisillons, qui se sont lézardées avant la consolidation du clocher, mais qui subsistent toutefois d'origine. Il en va probablement de même de la voûte d'arêtes de la croisée. Elle a été crevée d'un gros trou pour descendre puis remonter les cloches en 1865/1866, qui ont été refondues à cette date. — Tout l'intérieur du transept est couvert de peintures murales en faux appareil sur enduit, qui ont été réalisées au XIVe siècle après la consolidation du clocher. Elle a seulement disparu autour du trou de cloches et sous le berceau du croisillon sud. Les segments comportent chacun un petit ornement réalisé au pochoir, alternativement deux traits rouges, une fleur à cinq pétales ou une fleur de lys. Au moment de l'application des peintures murales, les murs d'extrémité des croisillons ont déjà été rebâtis. Seulement les arcades vers les collatéraux du chœur sont postérieurs et devraient dater du début XVIe siècle ; leur profil prismatique est de quatre cavets, indifféremment sur les piédroits et les arcades. Les impostes moulurés horizontalement arborent de petits masques et animaux fantastiques,,,,.

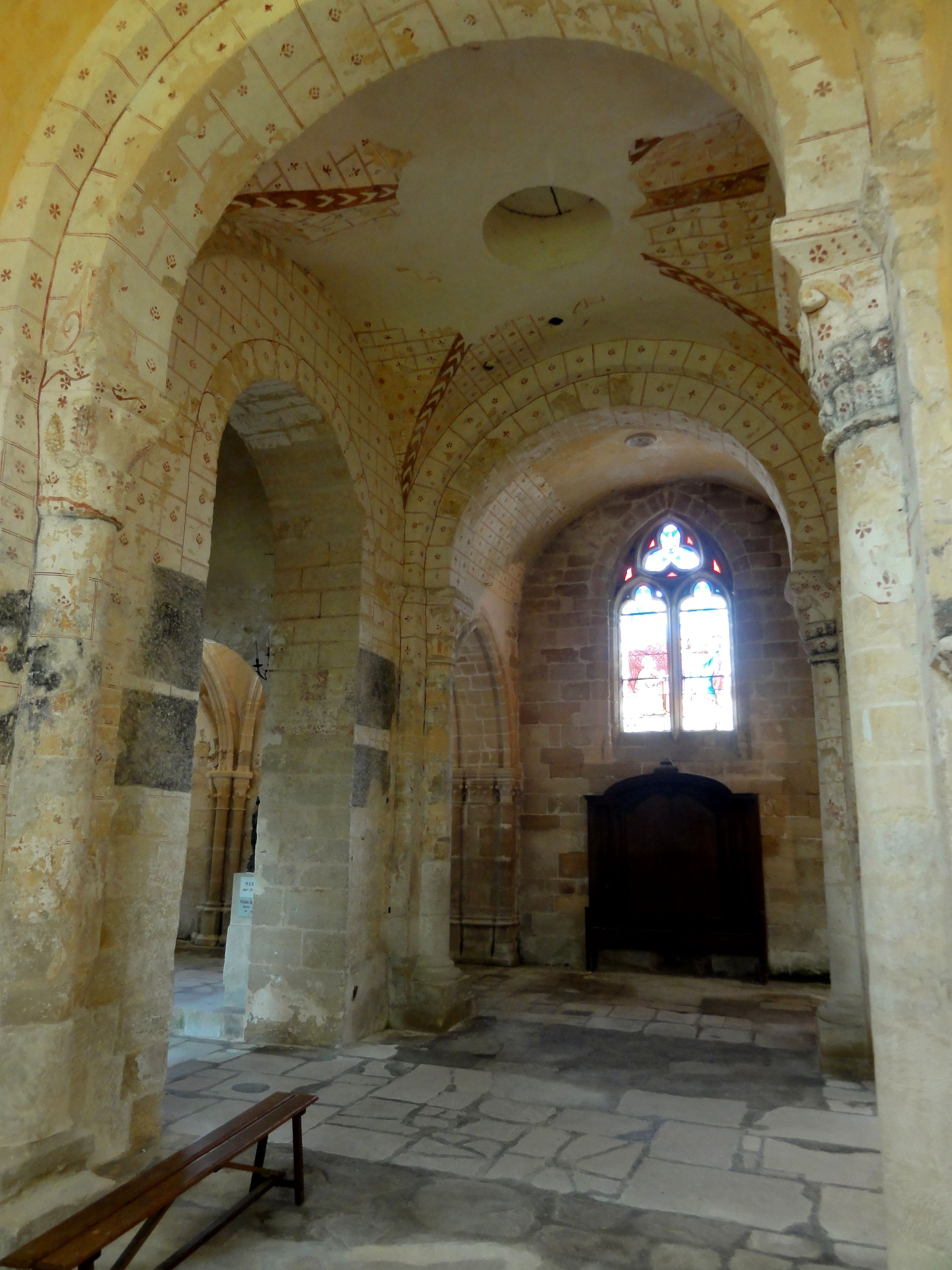
Transept, vue sud-nord.
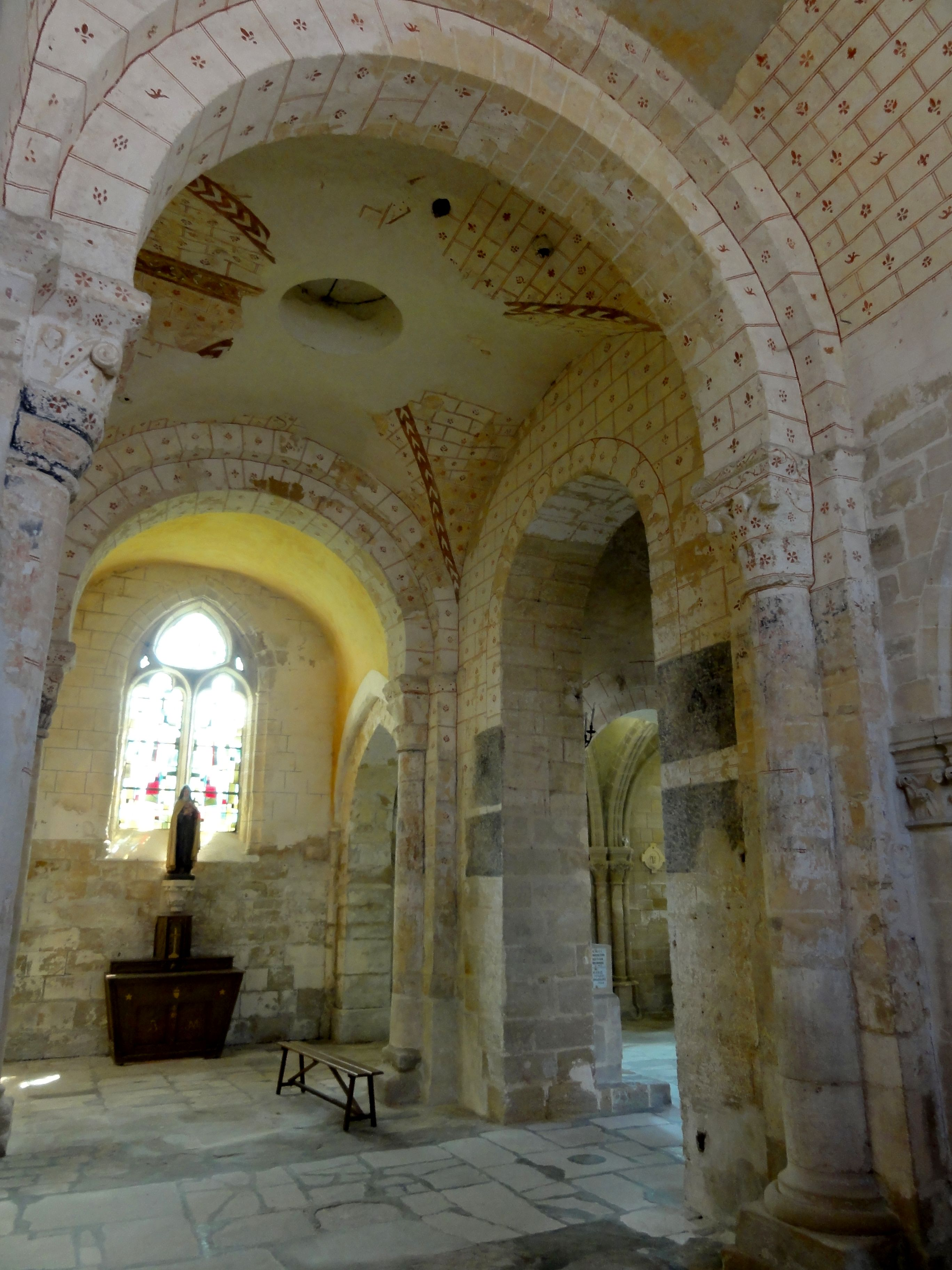
Transept, vue nord-sud.
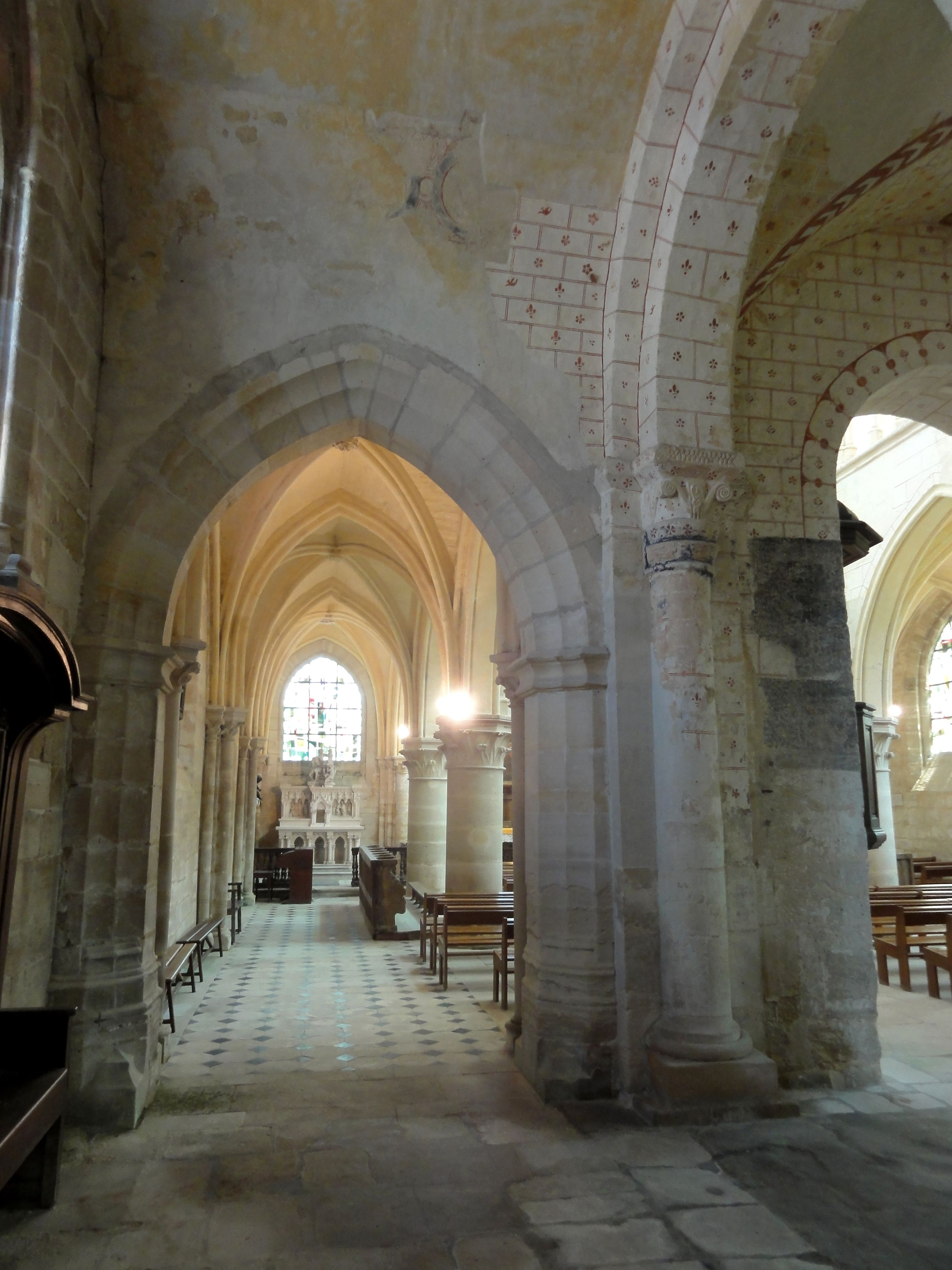
Croisillon nord, côté est.
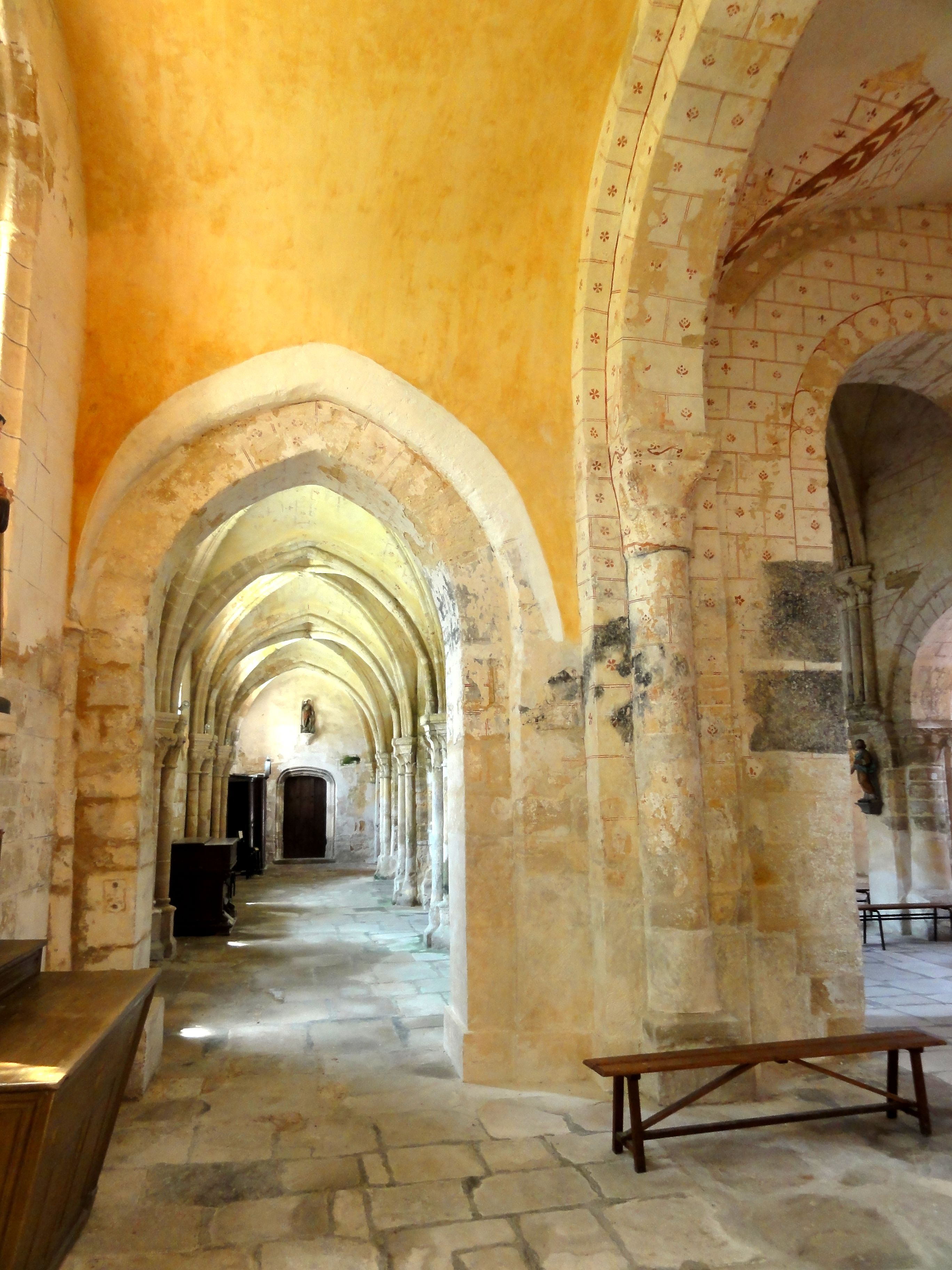
Croisillon sud, côté l'ouest.
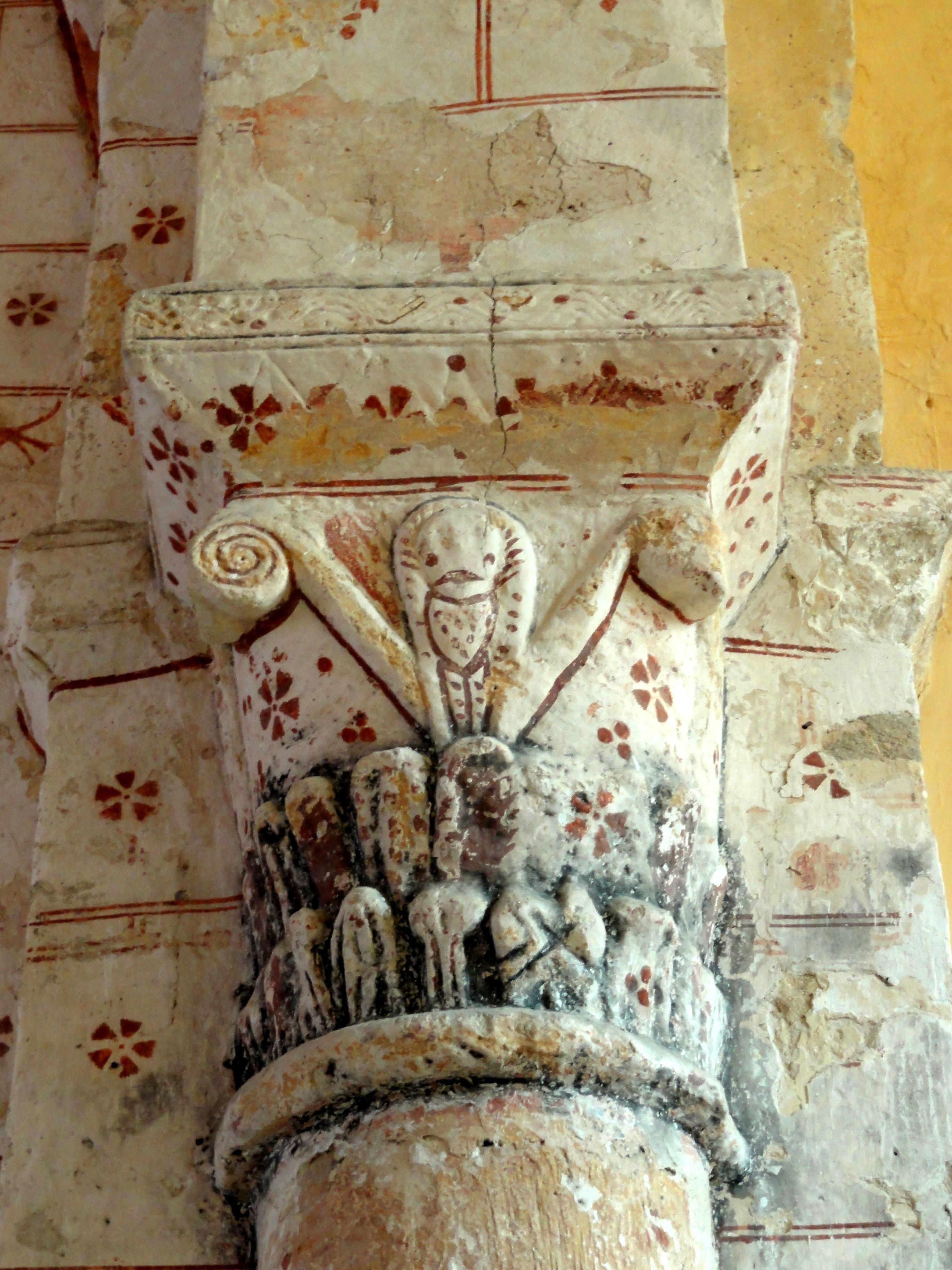
Croisée, chapiteau nord-est.
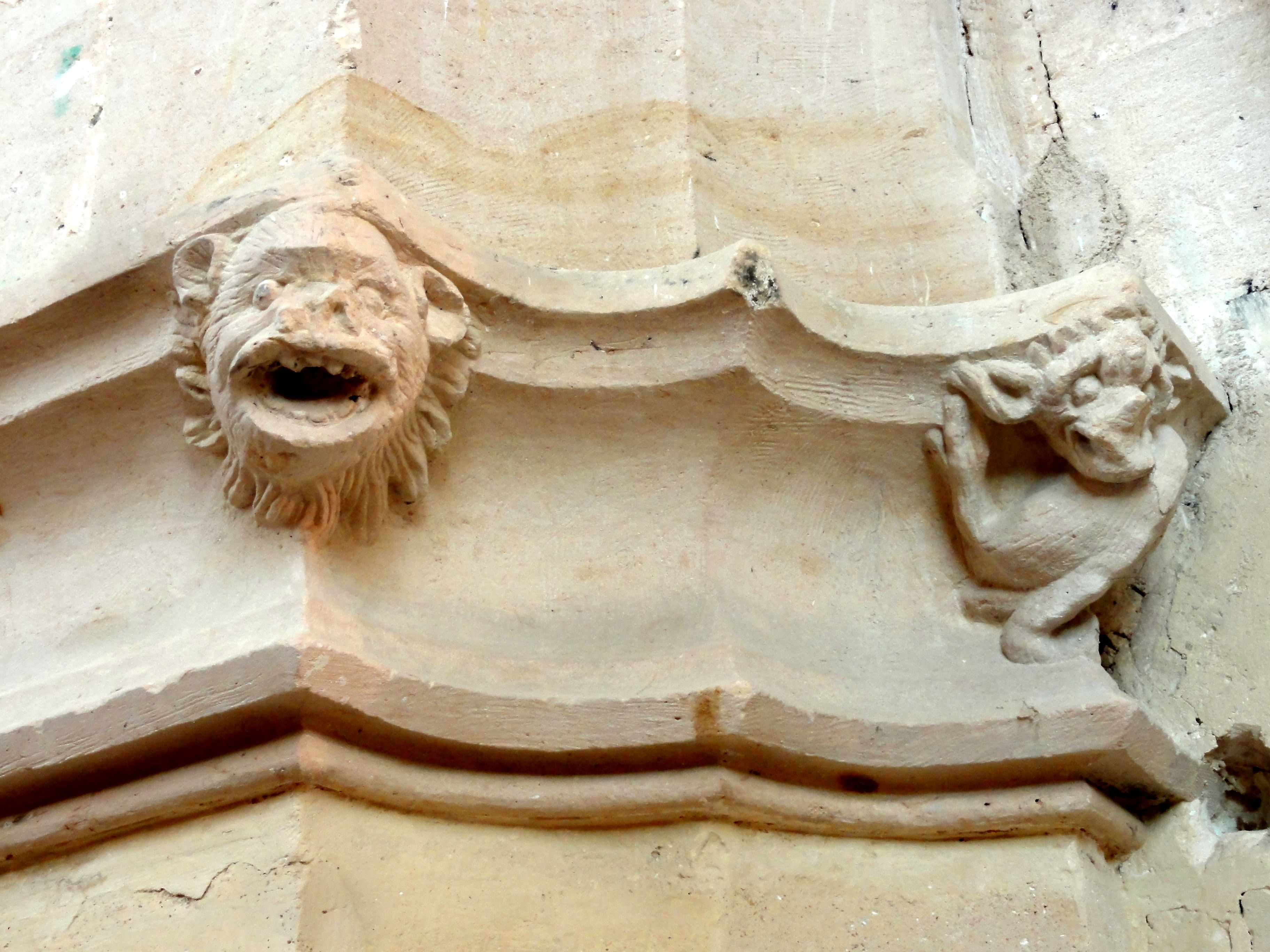
Détail d'arcade du XVIe.

#### Chœur

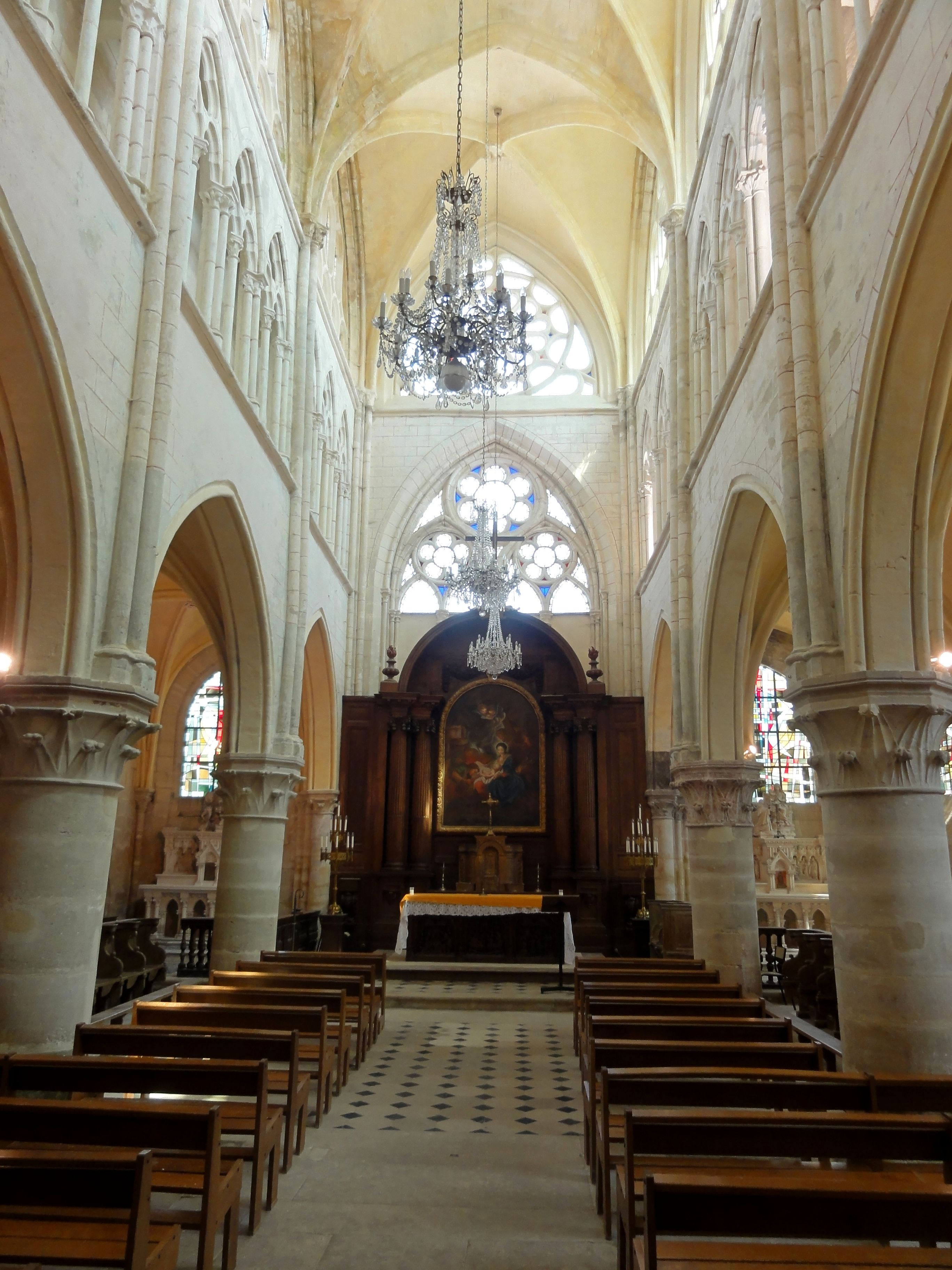
Chœur, vue vers l'est.

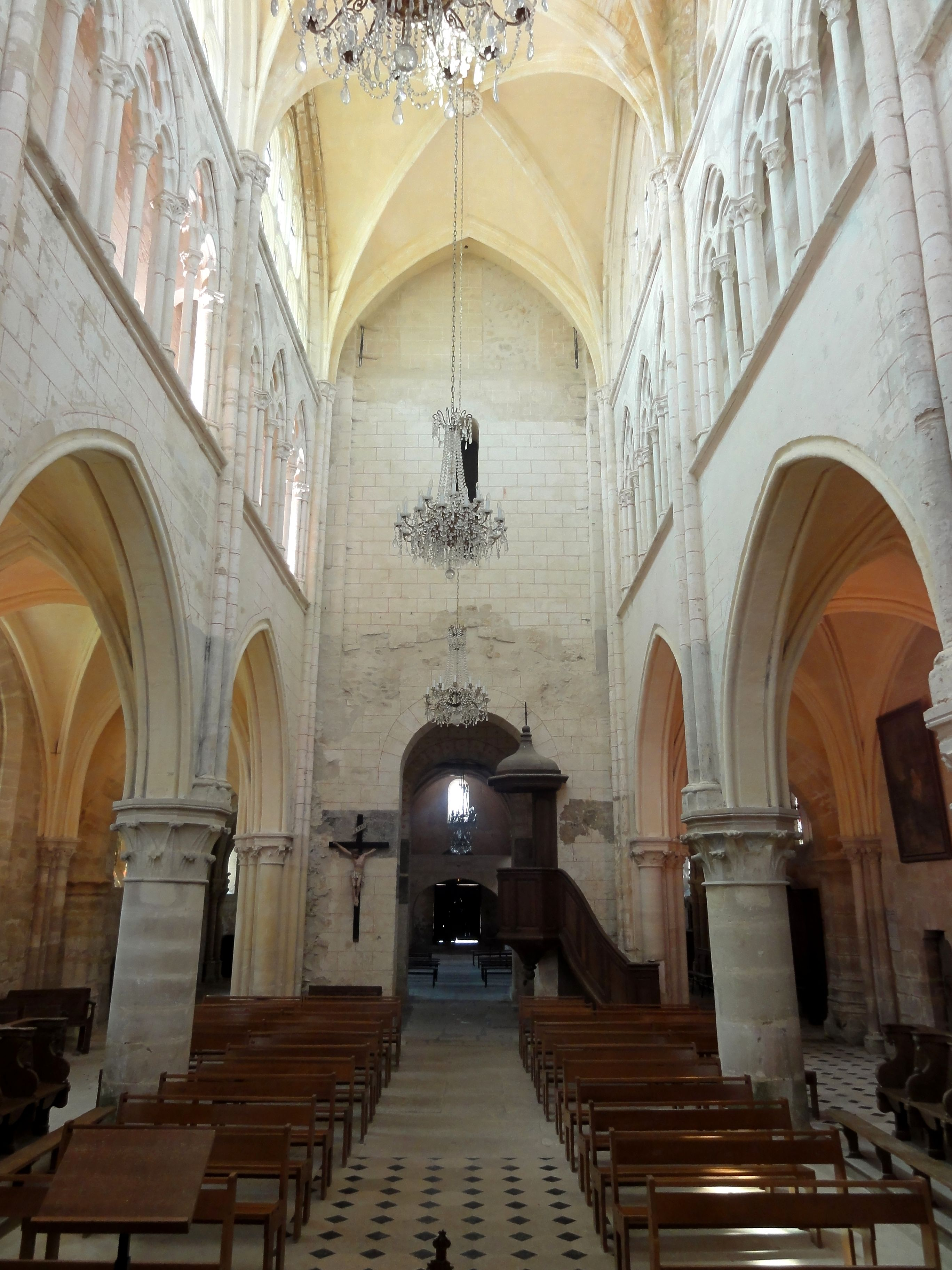
Chœur, vue vers l'ouest.

Le chœur présente une élévation ambitieuse sur trois niveaux, avec donc l'étage des grandes arcades, l'étage du triforium et l'étage des fenêtres hautes, qui ont déjà été décrites. Ce chœur appartient à la même école que ceux d'Andrésy, de Bonneval, de Brie-Comte-Robert, de Bury, de Cambronne-lès-Clermont, de Gaillon-sur-Montcient, de Gisors, de Jouy-le-Moutier, de Sermaises, de Villers-Saint-Paul, ou de la cathédrale de Laon. Il reste incertain si l'étage des fenêtres hautes a existé avant le XVIe siècle, mais il a été prévu en tout cas dès le XIIIe siècle, car les chapiteaux du second ordre qui reçoivent les nervures des voûtes datent bien de cette époque. Il existe des exemples où l'étage des fenêtres hautes avait été prévu sans jamais avoir été réalisé, comme par exemple les églises Beaumont-sur-Oise, d'Ennery ou de Livilliers. Dans l'église Saint-Jacques de Compiègne, l'étage des fenêtres hautes n'a été réalisé que tardivement. Probablement c'est aussi le cas de Cormeilles-en-Vexin, car Jules Formigé déclare n'avoir trouvé aucune trace d'un écroulement des voûtes primitives, et l'on ne peut guère imaginer un autre motif pour une reconstruction. Bernard Duhamel imagine que l'étage a bien été construit dès le départ, mais sans voûtes ni arcs-boutants ; il n'explique toutefois pas pourquoi le remplage des fenêtres aurait été refait. Le profil des voûtes à baguette centrale est très maigre, et l'épaisseur du remplissage des voûtes n'est que de 14 cm, ce qui les rend très légères. En dépit de cette qualité, les voûtes ont néanmoins menacé ruine quand le chœur a été étayé vers 1970. Les clés de voûte sont des écus bordés d'un rinceau ajouré. Les formerets se fondent dans les ogives avant de retomber sur les tailloirs octogonaux des chapiteaux alignés sur le bandeau d'appui des fenêtres. Ils encadrent le tailloir à bec qui reçoit le doubleau. Des feuillages et crochets ornent ces chapiteaux,,,.
Le triforium prend appui sur un bandeau semblable à celui au niveau du seuil des fenêtres. Ces moulures horizontales ont la fonction de souligner l'impression de verticalité en fournissant des repères à l'œil permettant de mieux évaluer la distance. Dans chaque travée, le triforium occupe toute la largeur disponible entre les colonnettes supportant les voûtes. Par travée, le triforium se compose de trois arcades en tiers-point, qui reposent au centre sur deux fines colonnettes en délit, et près des piliers, sur des colonnettes appareillées avec eux. Dans chaque arcade s'inscrivent deux petites arcades aux têtes tréflées arrondies, surmontées par un quatre-feuilles. Comme les trois arcades principales, les petites arcades se partagent au centre une même colonnette au tailloir à bec. Ailleurs, les deux ou trois chapiteaux qui se côtoient se marient par leurs feuillages. Ce triforium montre une ressemblance frappante avec celui de la basilique Saint-Denis, et Eugène Lefèvre-Pontalis pense même que c'en est une copie. D'autres églises ont adopté ce même triforium : Brie-Comte-Robert, Gonesse, Saint-Séverin de Paris (dans les deux travées occidentales), Saint-Quiriace de Provins, et la cathédrale de Troyes : toutes ces églises dépendaient effectivement de Saint-Denis, et leur triforium date des années 1230 et 1240. Le sol du triforium est dallé, et l'accès se fait depuis les combles des collatéraux par une porte dans la première travée. L'escalier se situe au nord de la première travée du collatéral nord,,.
Entre les travées, les trois grandes arcades en tiers-point par côté retombent sur les tailloirs octogonaux des gros chapiteaux de crochets de deux piliers cylindriques isolés. Les mêmes tailloirs supportent les bases des colonnettes qui correspondent aux hautes-voûtes. Au début et à la fin des grandes arcades, les chapiteaux et piliers des grandes arcades sont de dimensions réduites, et les colonnettes des hautes-voûtes retombent jusqu'au sol. Cette disposition ainsi que la moulure des chapiteaux rappelle la nef de l'église de Santeuil. La corbeille des chapiteaux est évasée et sculptée de feuilles plates et côtelées, terminées par des crochets. Les arcades présentent un profil qui est voisin de celui observé dans la nef, mais il est beaucoup plus plat. Deux boudins sont placés aux angles d'un bandeau peu saillant qui se distingue à peine de l'appareil des murs, et encadrent un large méplat. Ce même profil a été utilisé à Arcueil, Bagneux, Champagne-sur-Oise, Saint-Leu-d'Esserent, Taverny. Les bases ont presque disparu sous le dallage du sol, ce qui raccourcit les piliers et confère aux grandes arcades un aspect un peu trapu, qui n'existait pas à l'origine,,.

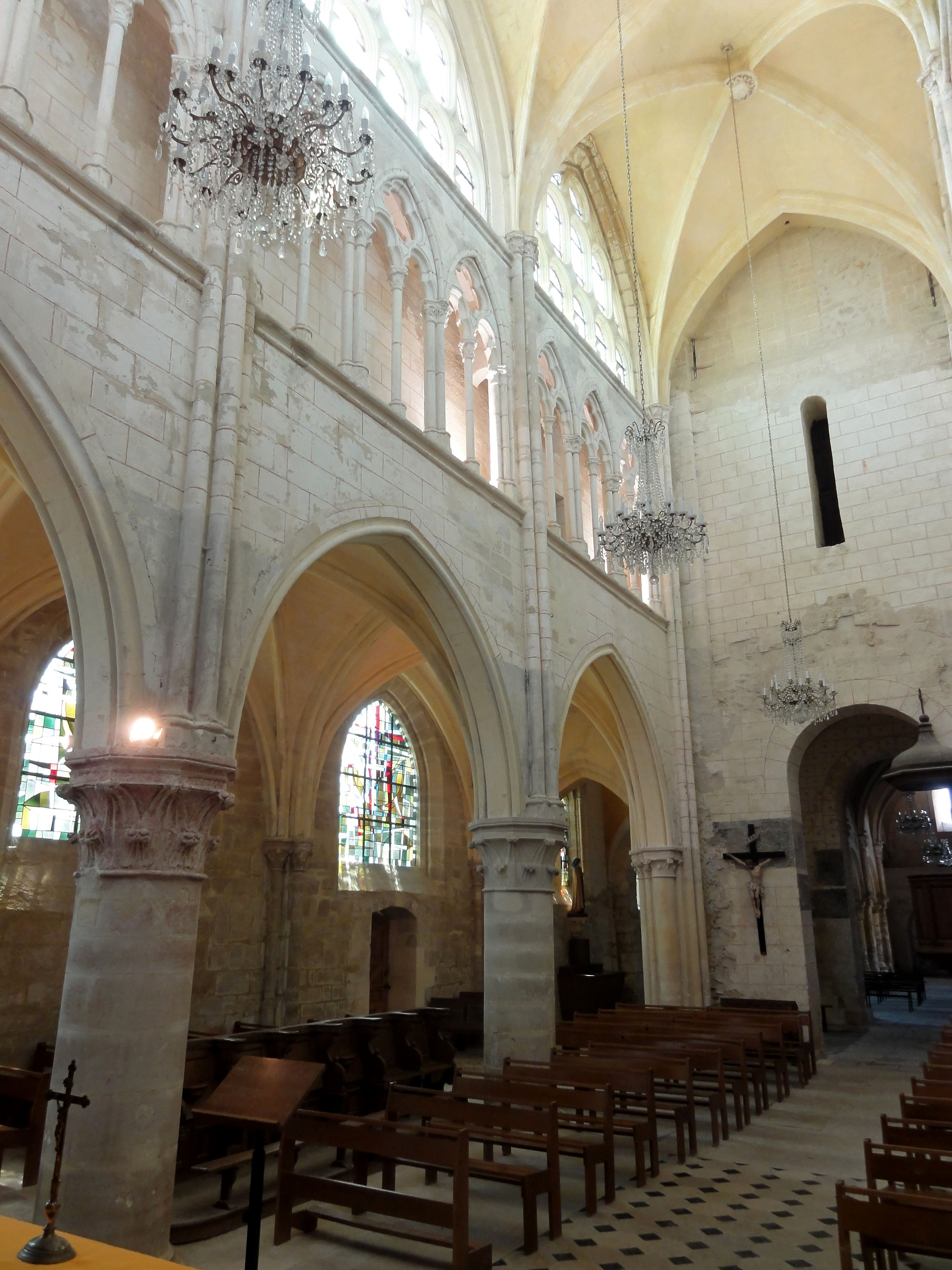
Chœur, côté sud.
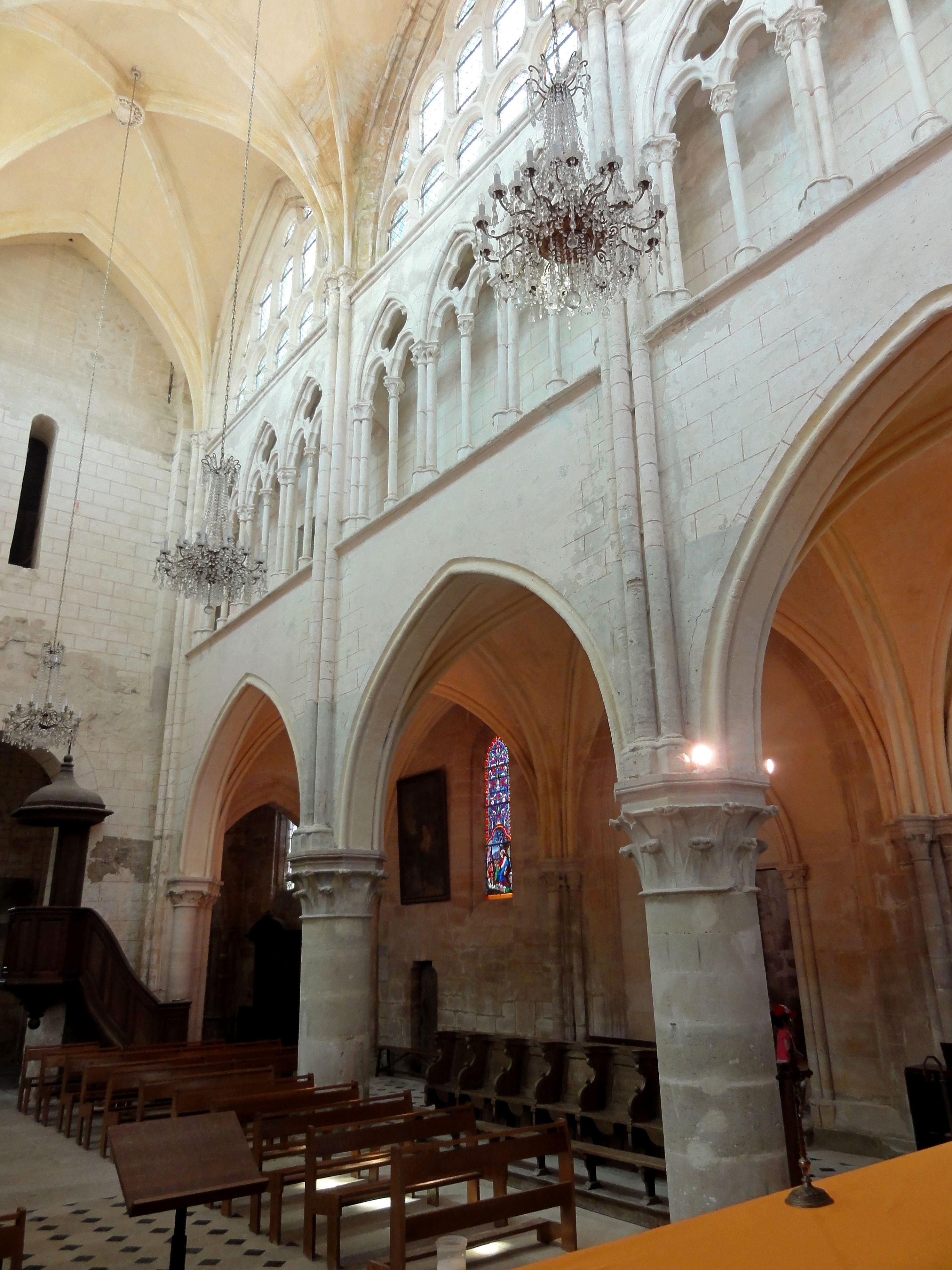
Chœur, côté nord.
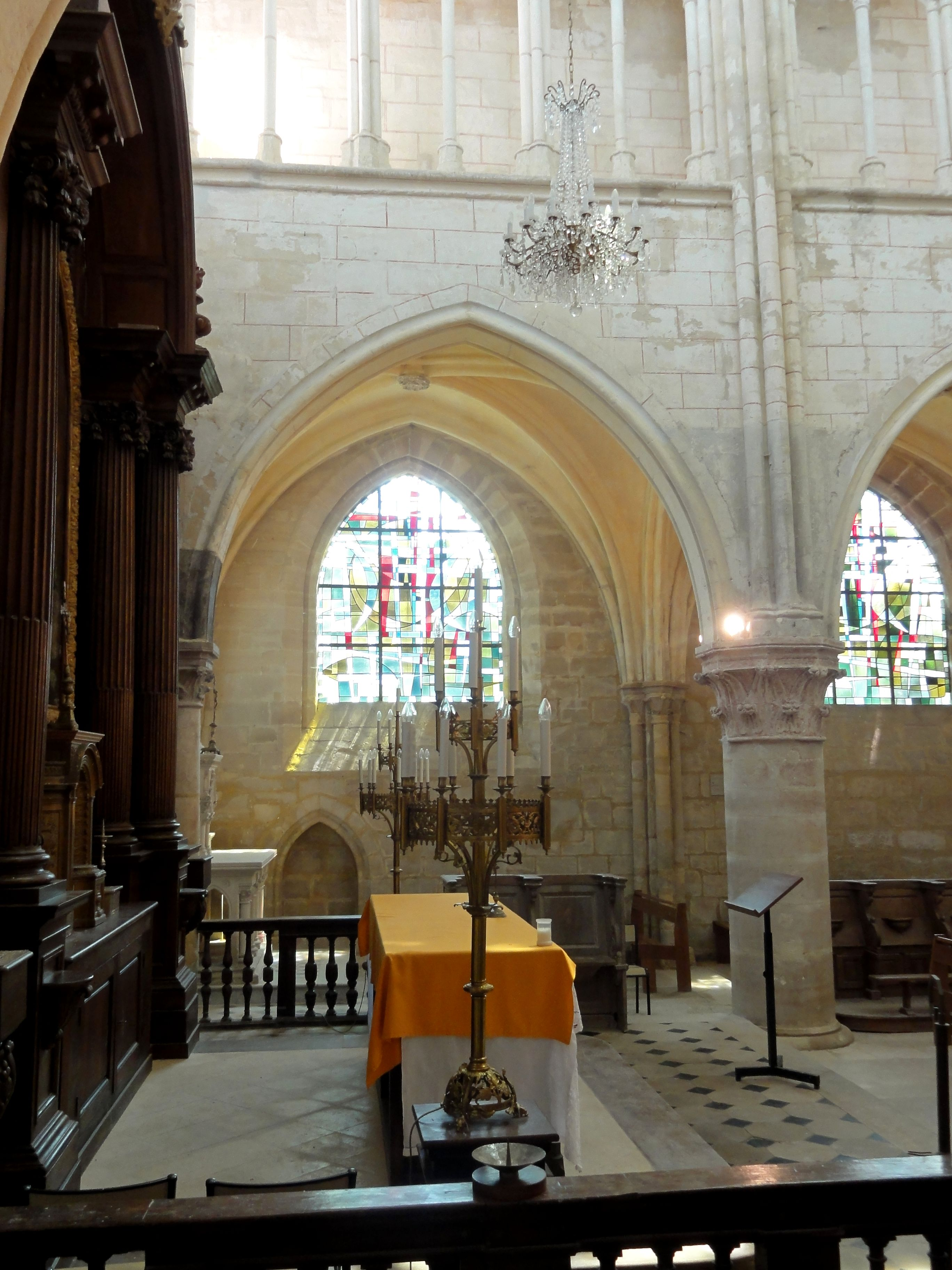
3e travée, vue nord-sud.
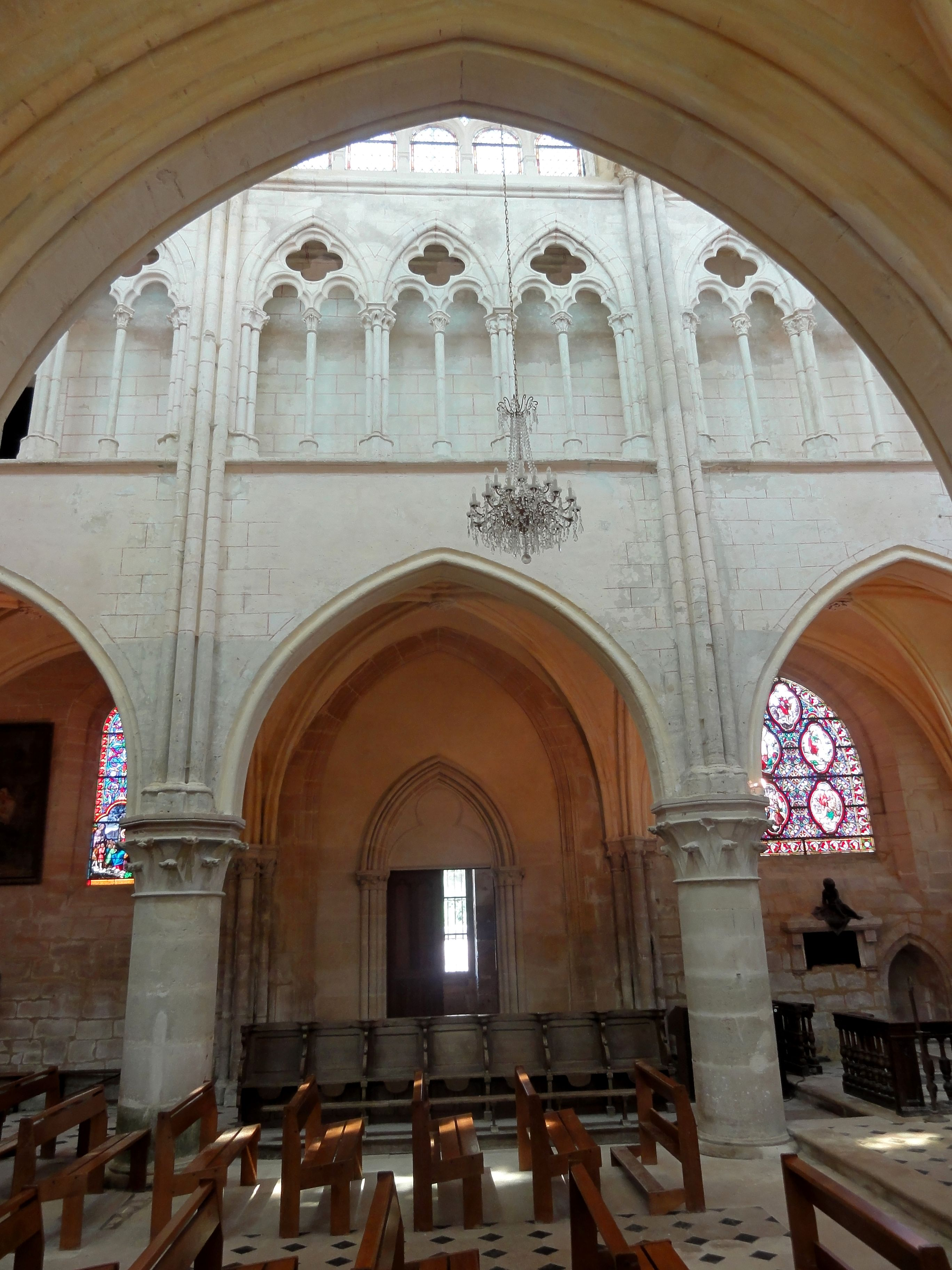
2e arcade du nord.
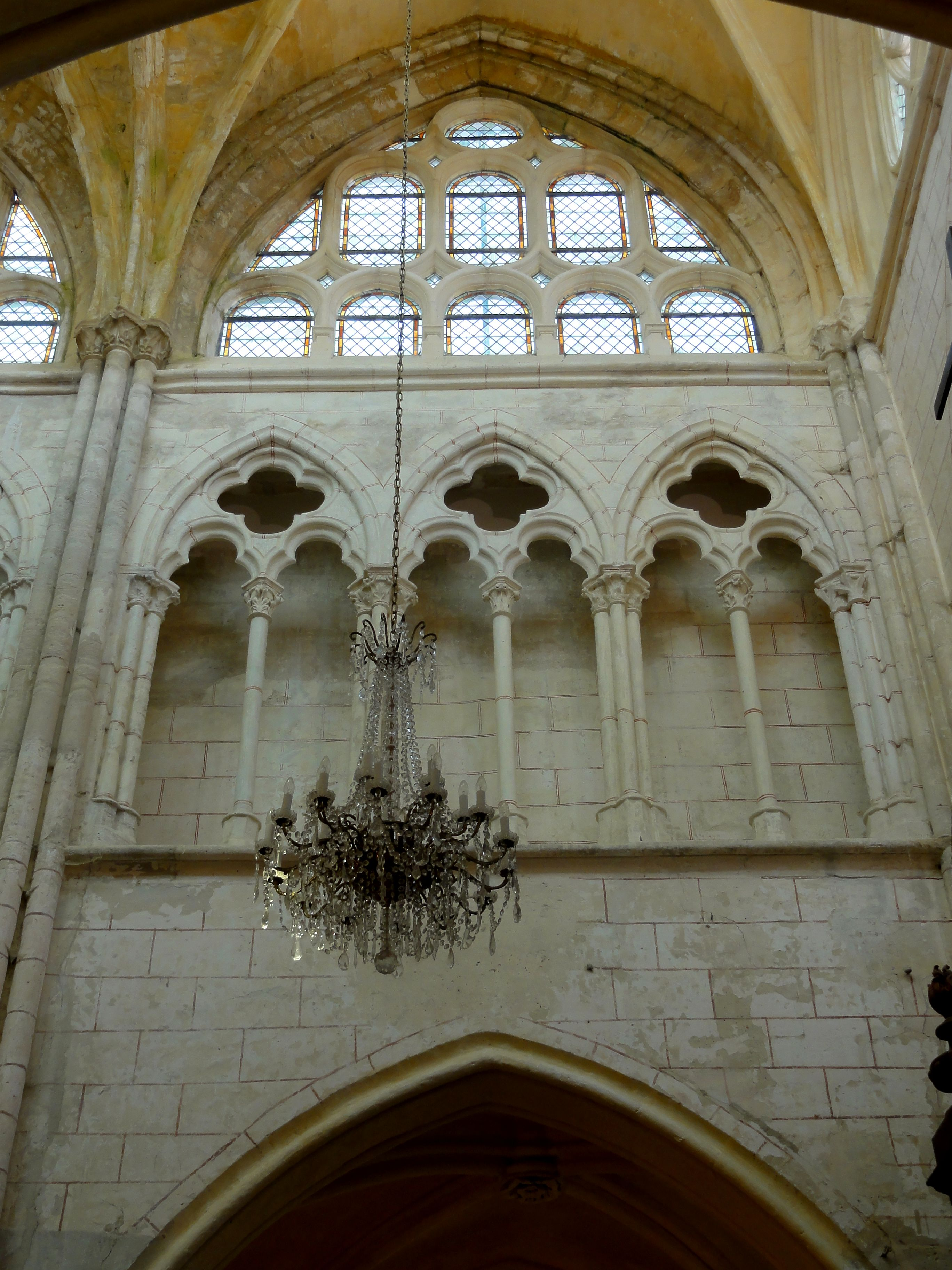
Parties hautes, côté nord.
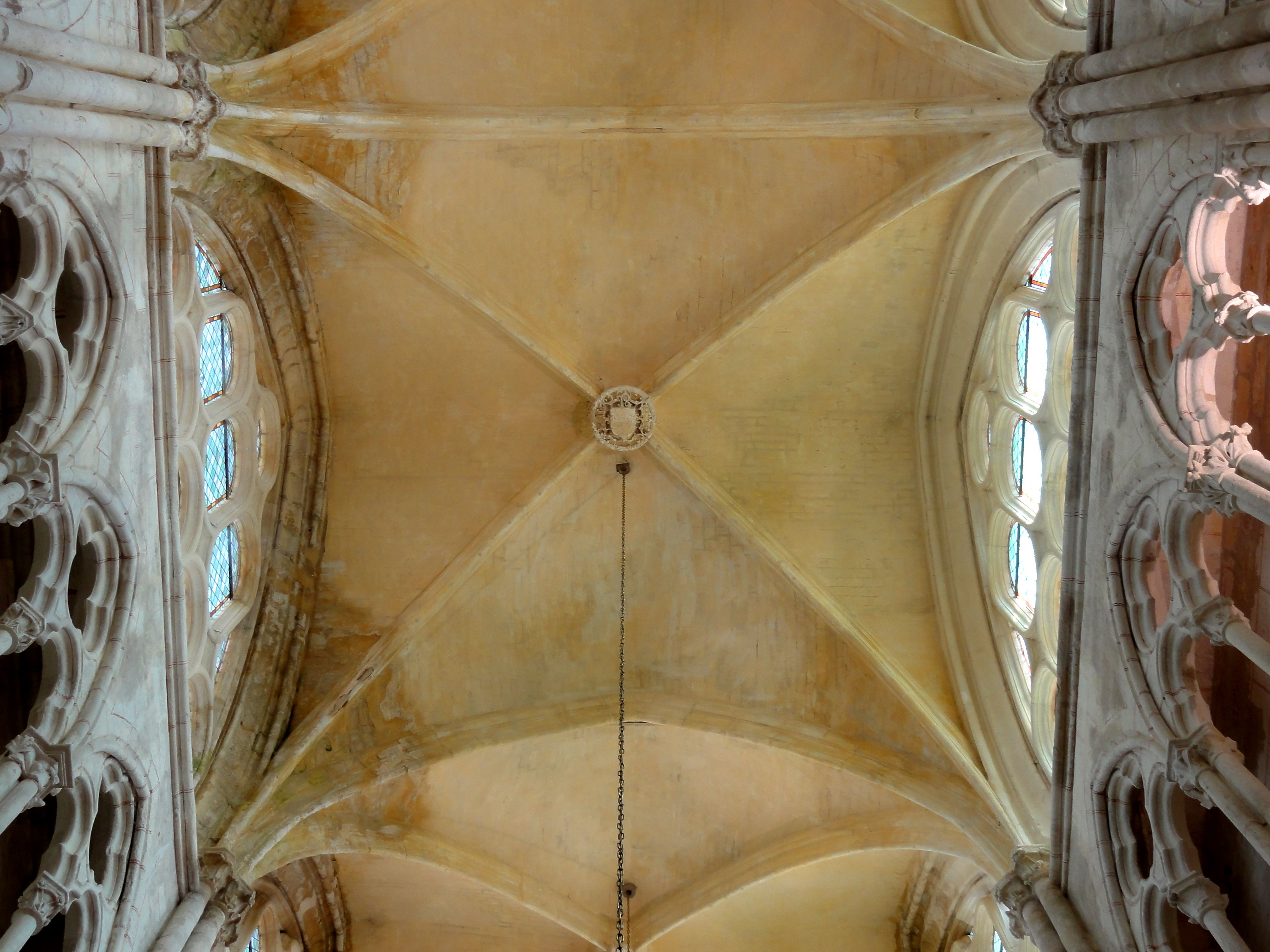
Voûte de la 2e travée.

#### Collatéraux du chœur
Les collatéraux du chœur n'ont pas été retouchés depuis leur construction. Les ogives et les doubleaux du XIIIe siècle sont au profil d'un tore aminci entre deux baguettes, et les formerets sont au profil d'un tore unique. Ces nervures retombent sur les piliers cylindriques isolés des grandes arcades du côté du vaisseau central, sur des paires de colonnettes dans les quatre angles des collatéraux, et sur des faisceaux de trois colonnettes le long des murs. Ici, les formerets se partagent les chapiteaux des ogives et les rejoignent près du mur, derrière les ogives. Les extrémités occidentales près des arcades vers les croisillons sont particulières, car ces arcades sont plus basses que les collatéraux. Il a donc fallu interposer de courts voûtains supplémentaires entre ces arcades et les formerets occidentaux des voûtes des collatéraux. Au nord, la porte donnant accès à la tourelle d'escalier s'ouvre sous la fenêtre de la première travée, qui n'est pas bouchée. La fenêtre de la seconde travée a été supprimée en faveur de la porte néogothique de la sacristie. Du côté du chevet, l'on n'a heureusement pas bouché les fenêtres par des retables et un éclairage naturel suffisant est ainsi assuré.

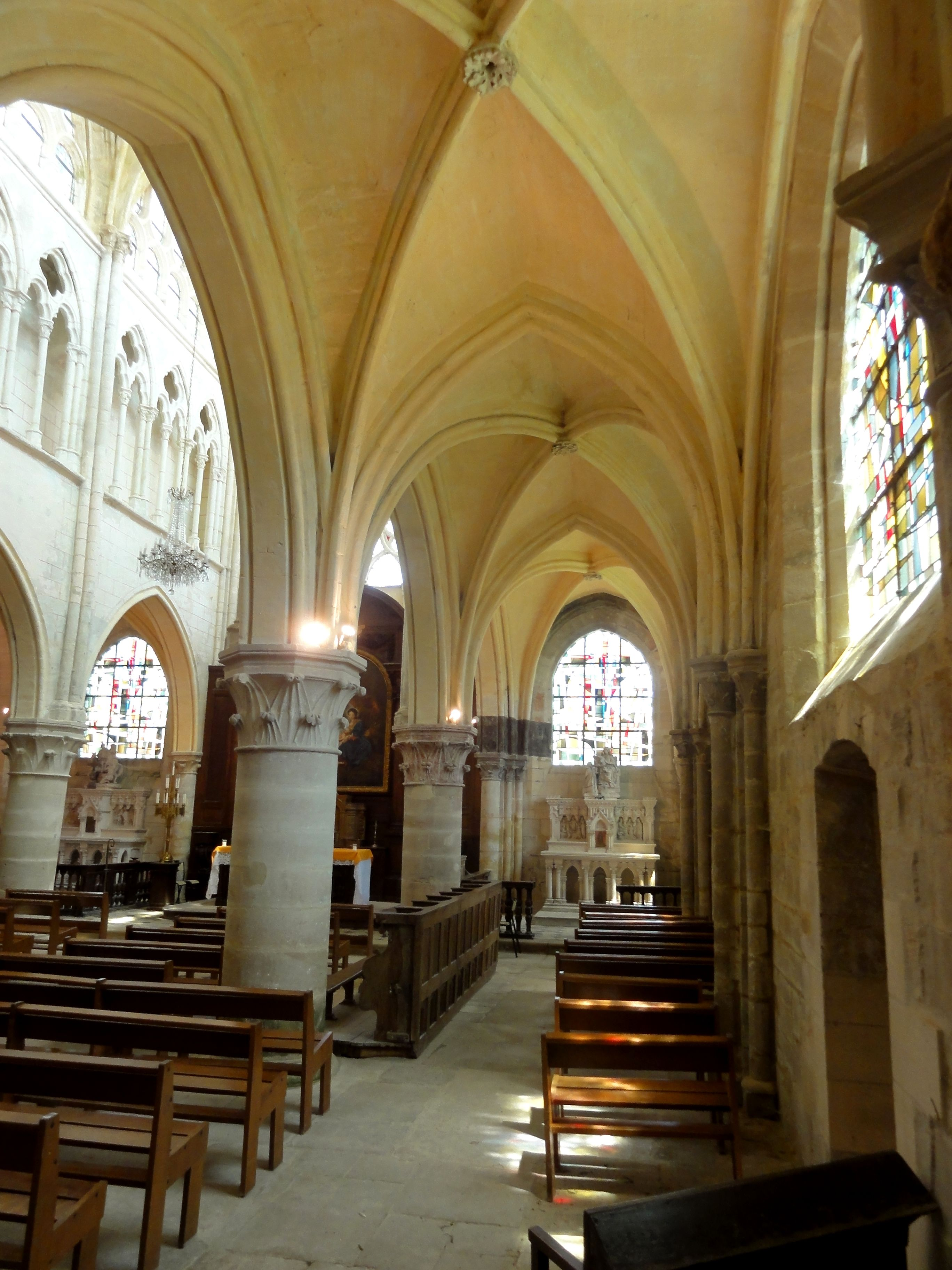
Collatéral sud, vue vers l'est.
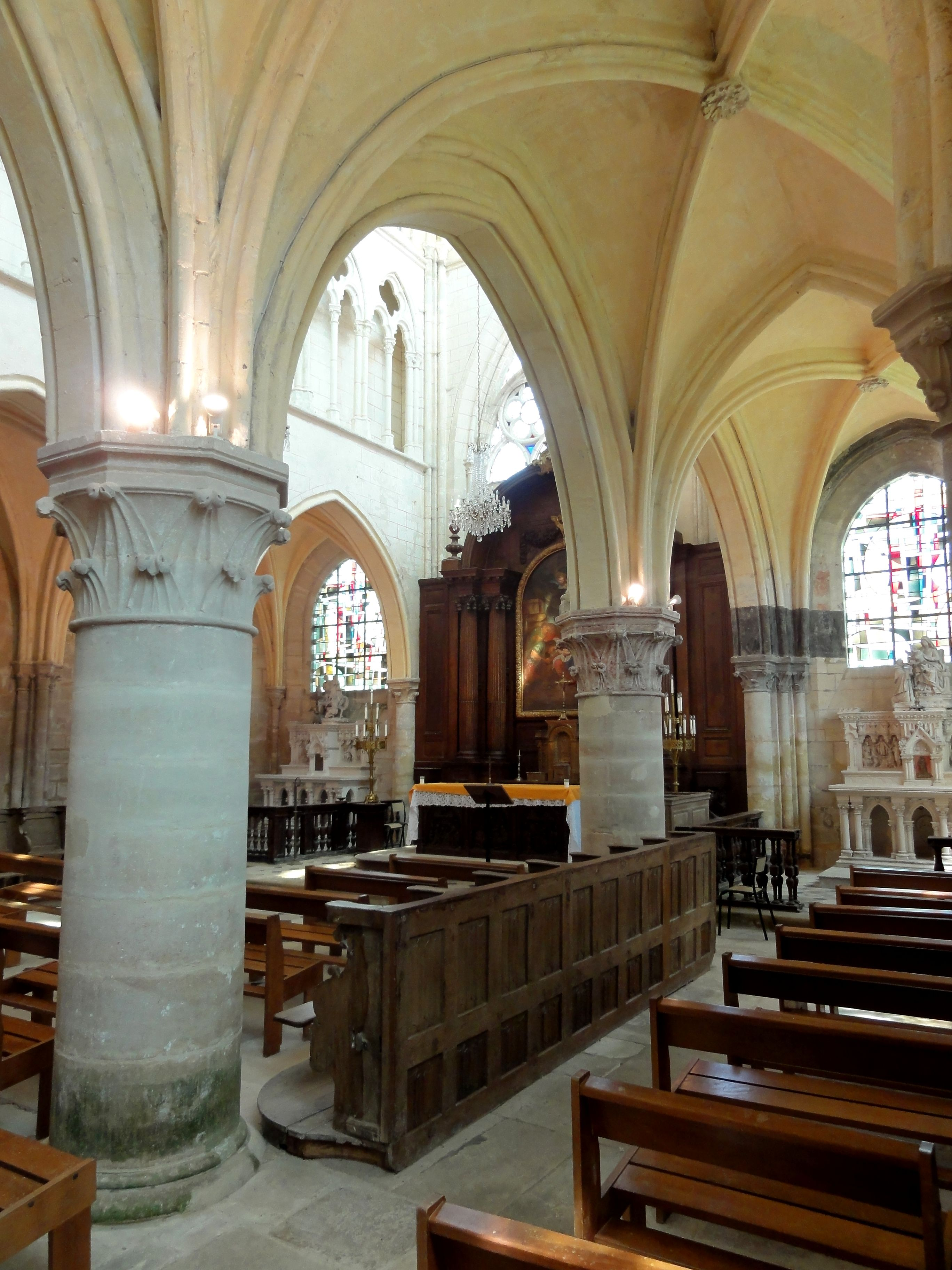
Collatéral sud, grandes arcades.
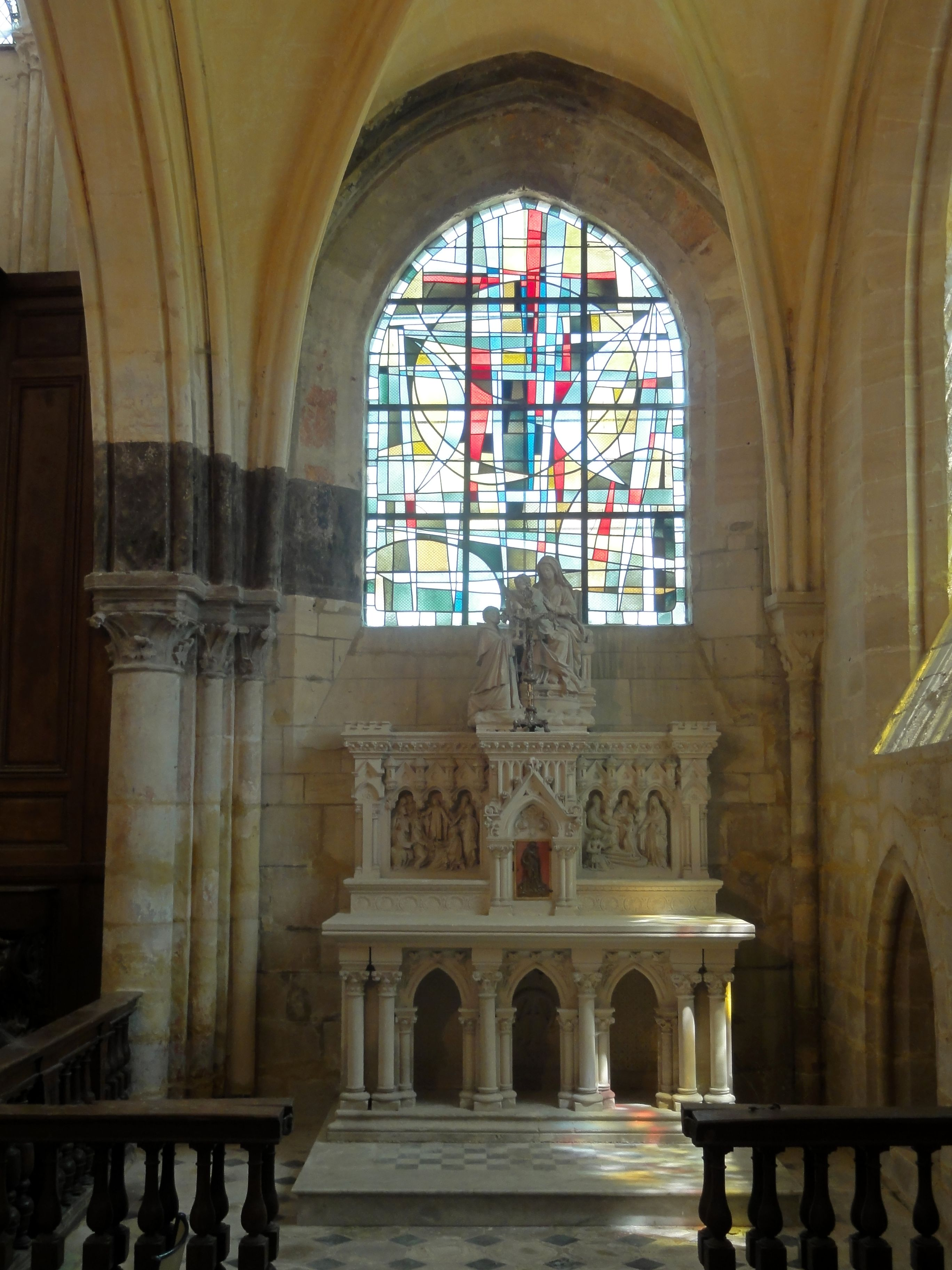
Collatéral sud, autel.
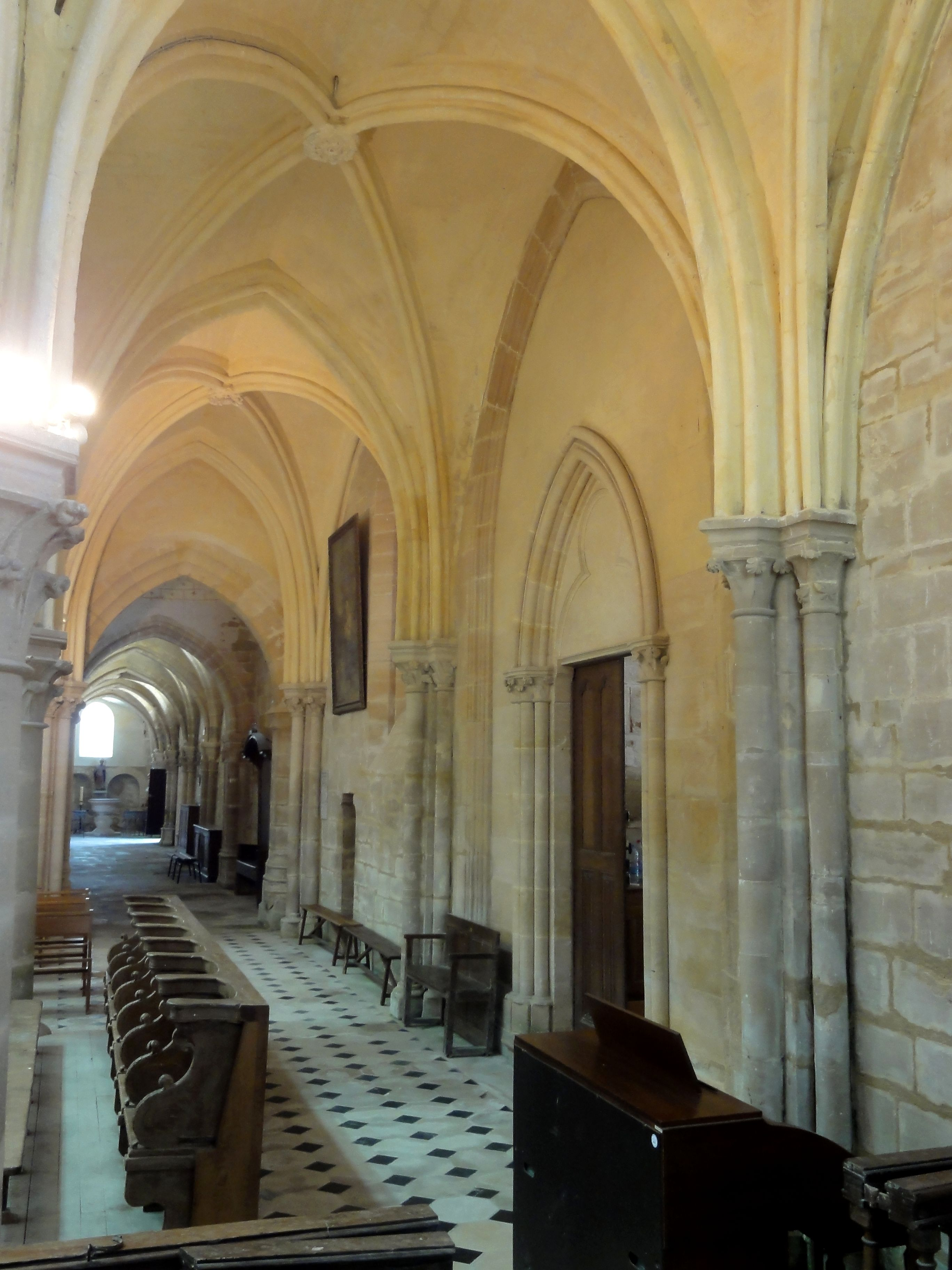
Collatéral nord, vue vers l'ouest.
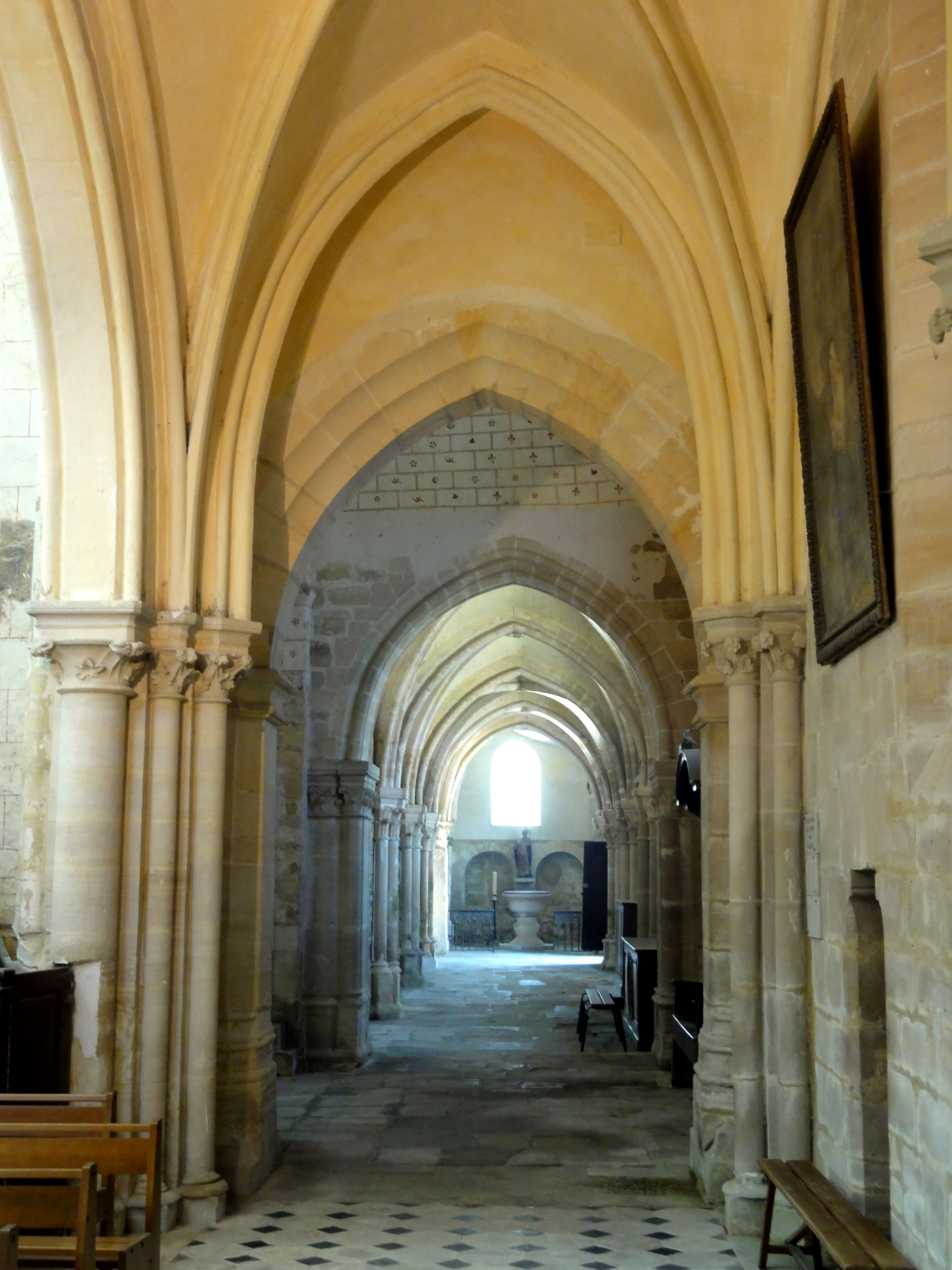
Arcade vers le croisillon nord.
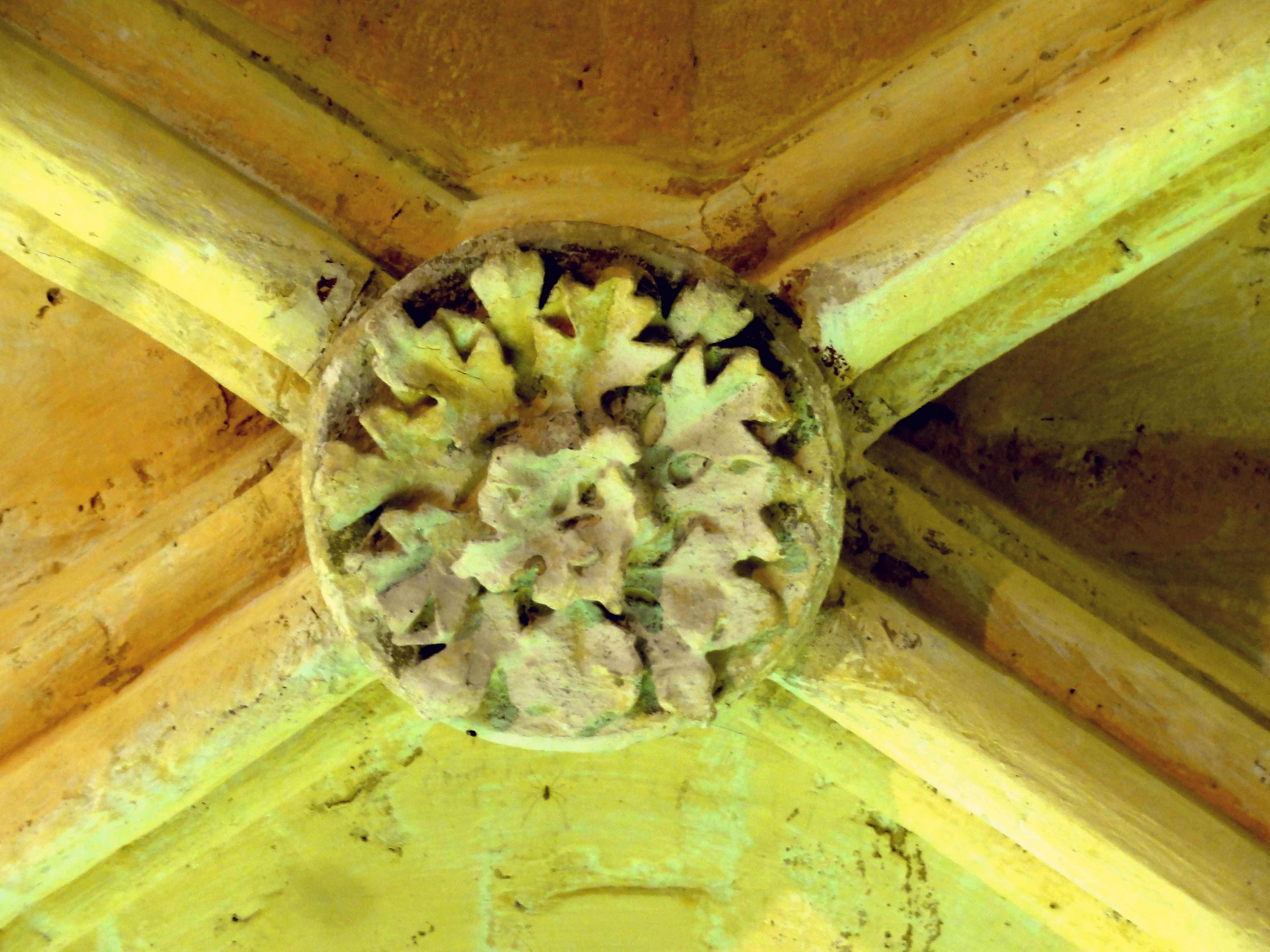
Collatéral sud, clé de voûte.

## Mobilier
L'église renferme neuf éléments de mobilier classés monuments historiques au titre objet :
- Un groupe sculpté en bois polychrome représentant la Charité de saint Martin, haut de 84 cm et datant du XVIIe siècle[47] ;
- une statue en bois polychrome de saint Nicolas, haute de 106 cm et datant du XVIe siècle[48] ;
- une statue en bois polychrome de saint Michel archange, ayant perdu ses ailes, haute de 80 cm et datant du XVIe siècle[49] ;
- une statue en bois peint de la Vierge à l'Enfant dite Notre-Dame-des-Voyageurs, haute de 84 cm et datant du XVIIe siècle, en provenance d'une petite chapelle détruite sur la RD 915, à 800 m du village en direction de Pontoise[50] ;
- une statue en bois peint et doré de la Vierge à l'Enfant dite Notre-Dame de Cormeilles-en-Vexin, haute de 94 cm et datant du XIVe siècle[51] ;
- un petit monument funéraire composé d'une plaque en marbre noir dans un cadre de pierre, sur lequel est assis un petit angelot en bronze, datant du XVIIIe siècle et portant l'inscription « Cy git une épouse fidelle, des mères un parfait modelle, dont les nobles vertus et les traits bienfaisants méritèrent l'amour des pauvres et des grands. La mort, malgré la tiranie qu'elle exerce sur vous avec tant de fureur paraissait respecter sa vie, mais le ciel fut jaloux de ... son bonheur. »[52] ;
- trois bas-reliefs en bois du XVIe siècle, remontés dans le maître-autel et représentant l'Adoration des bergers, l'Adoration des mages et le Christ parmi les docteurs[53] (sans illustration) ;
- un tableau peint à l'huile sur toile et représentant l'Adoration des bergers, œuvre attribuée à l'atelier de Charles André van Loo, mesurant 180 cm de large et 267 cm de haut et datant du milieu du XVIIIe siècle[54] (conservé à l'extérieur de l'église, sans illustration) ;
- un meuble de sacristie en bois de chêne, mesurant 292 cm de large et 200 cm de haut et datant du premier quart du XVIIIe siècle[55] (sans illustration).

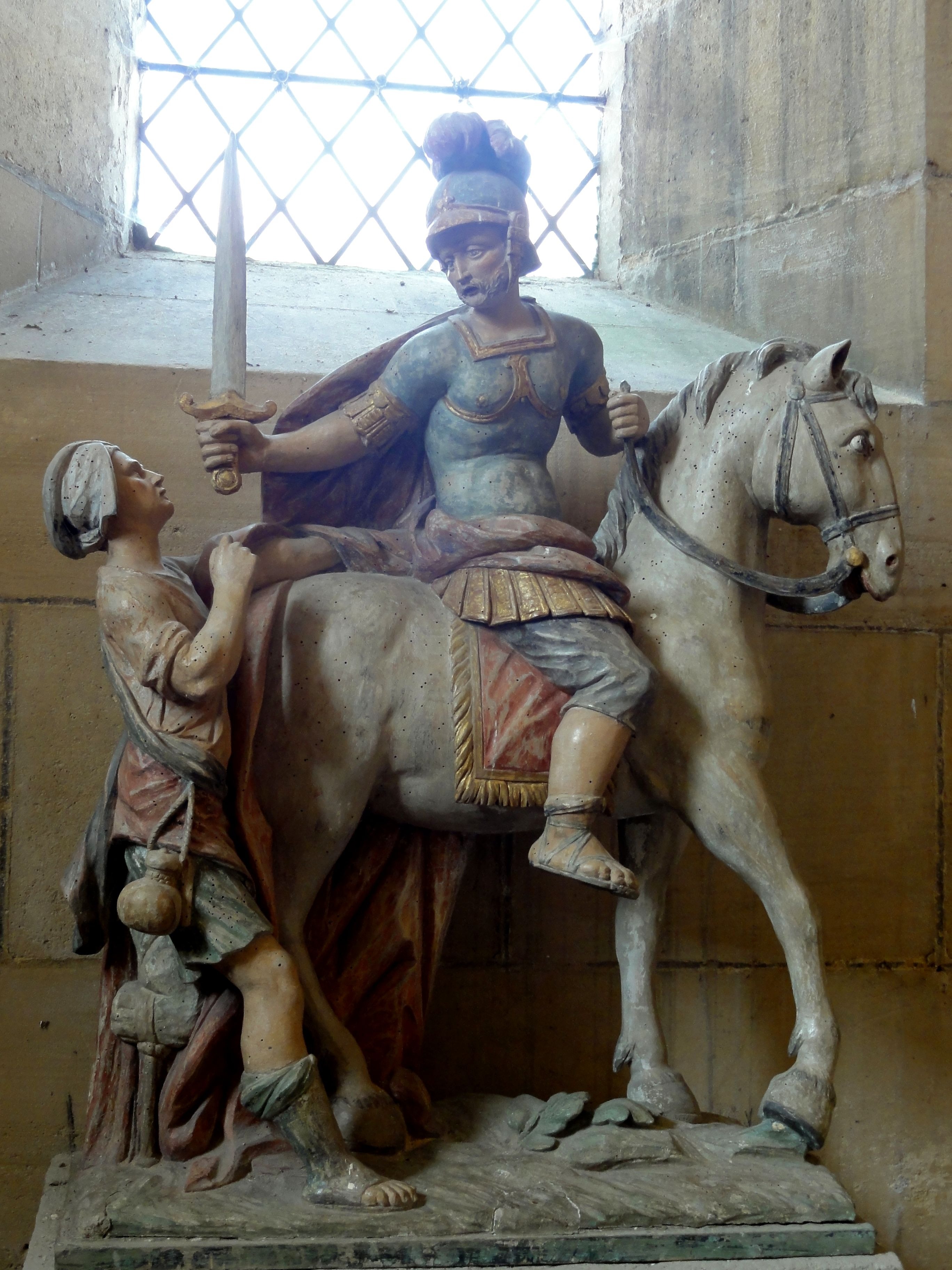
Charité de saint Martin.
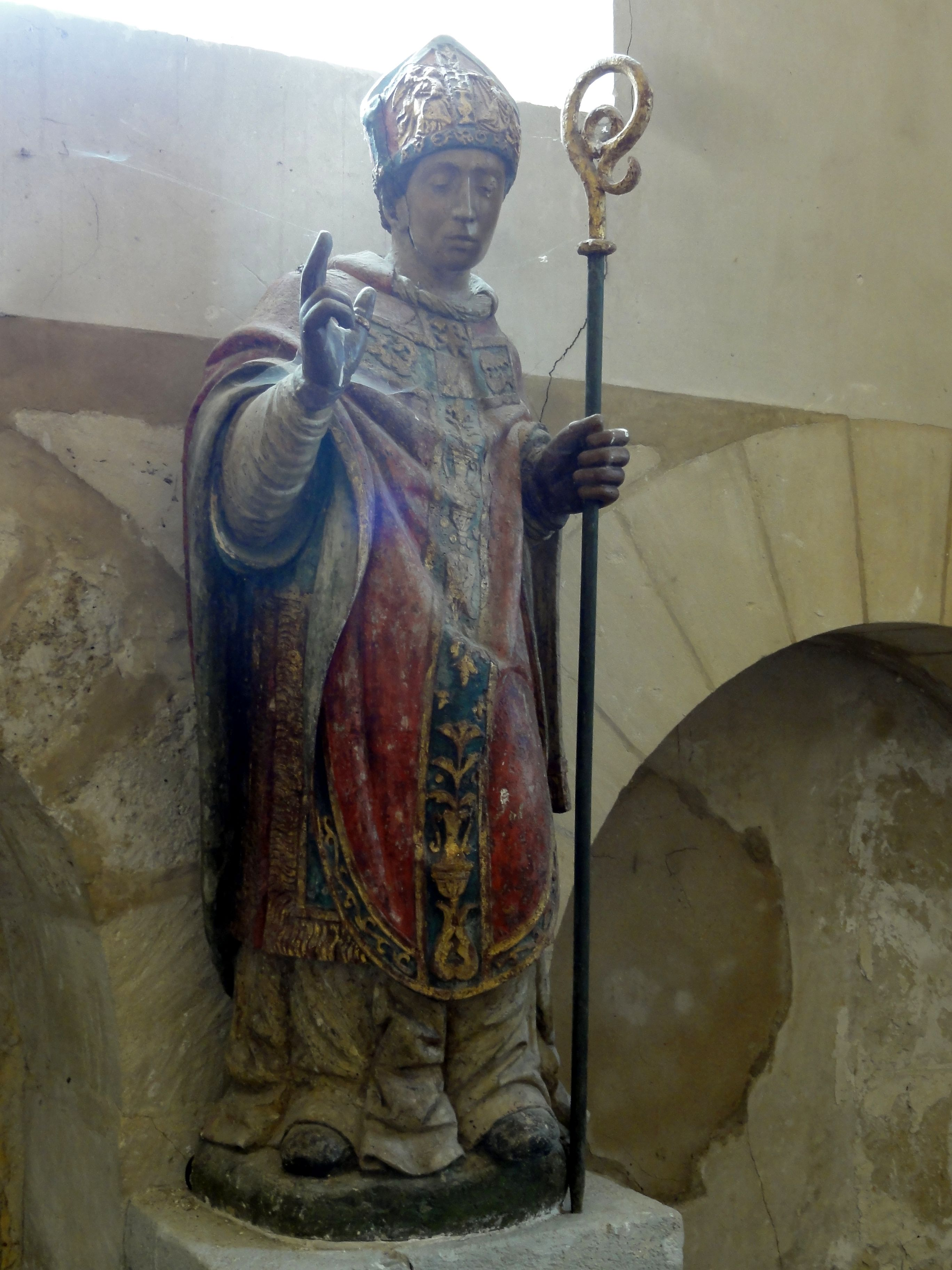
Saint Nicolas.
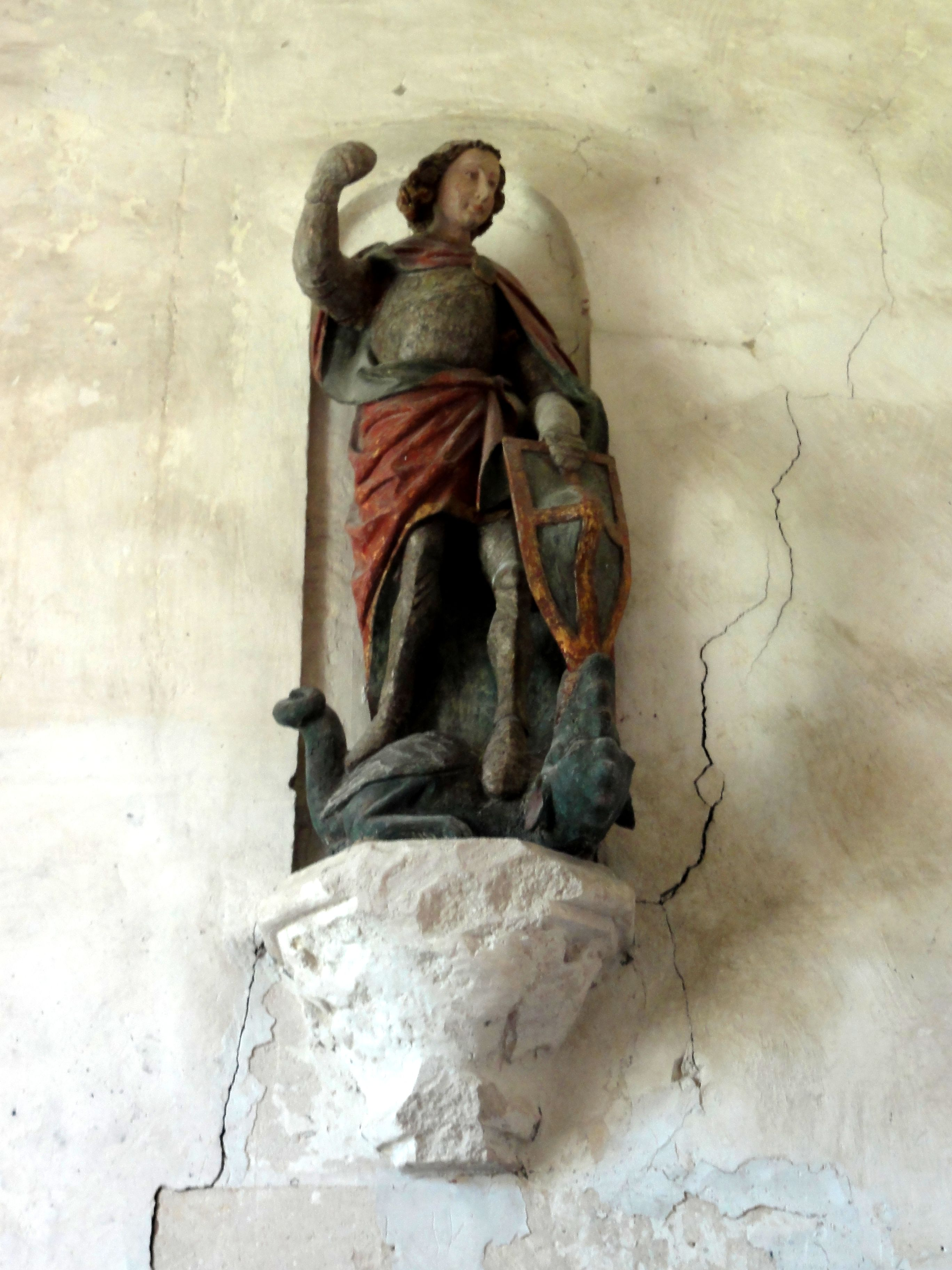
Saint Michel archange.
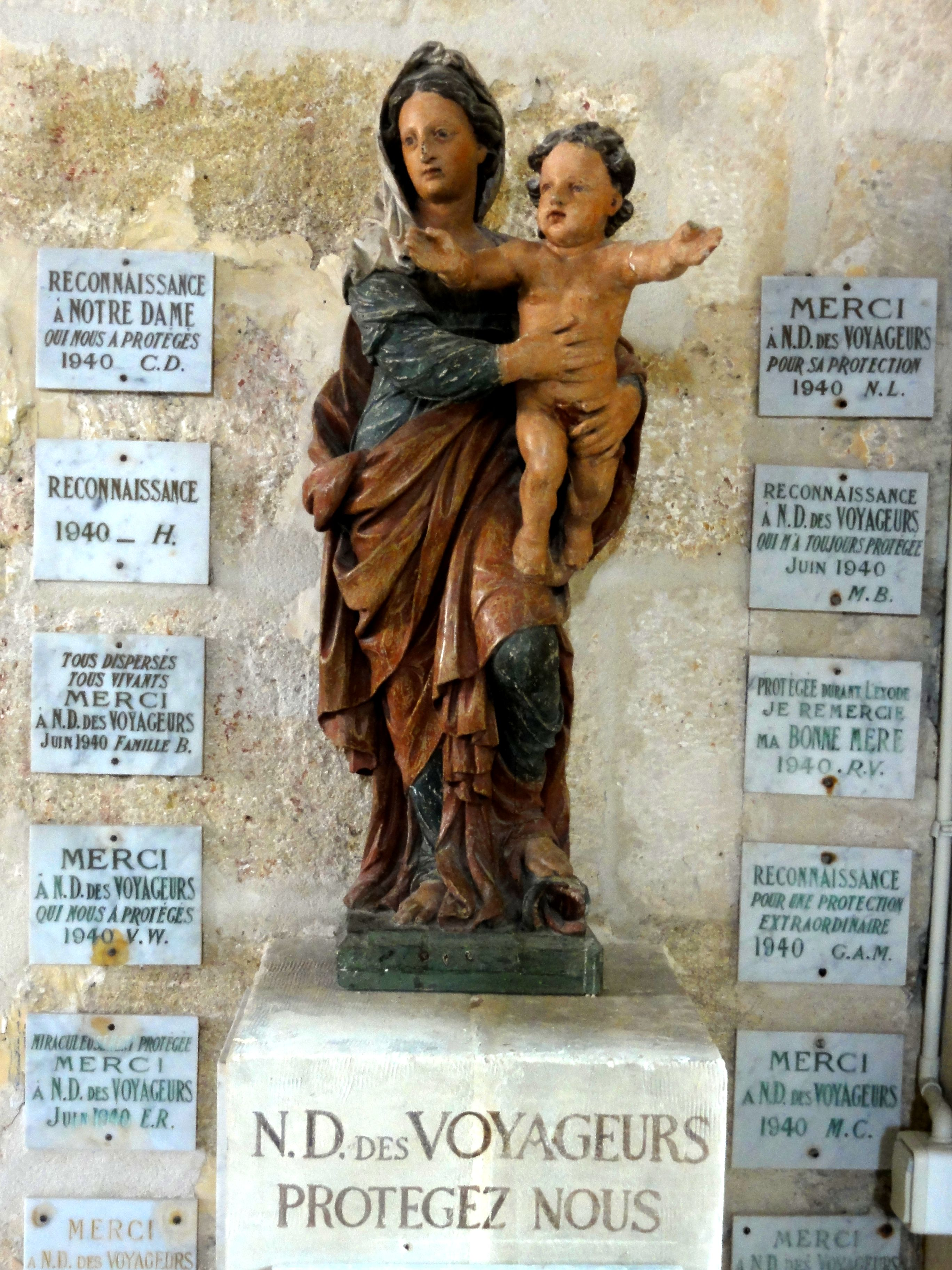
Notre-Dame-des-Voyageurs.
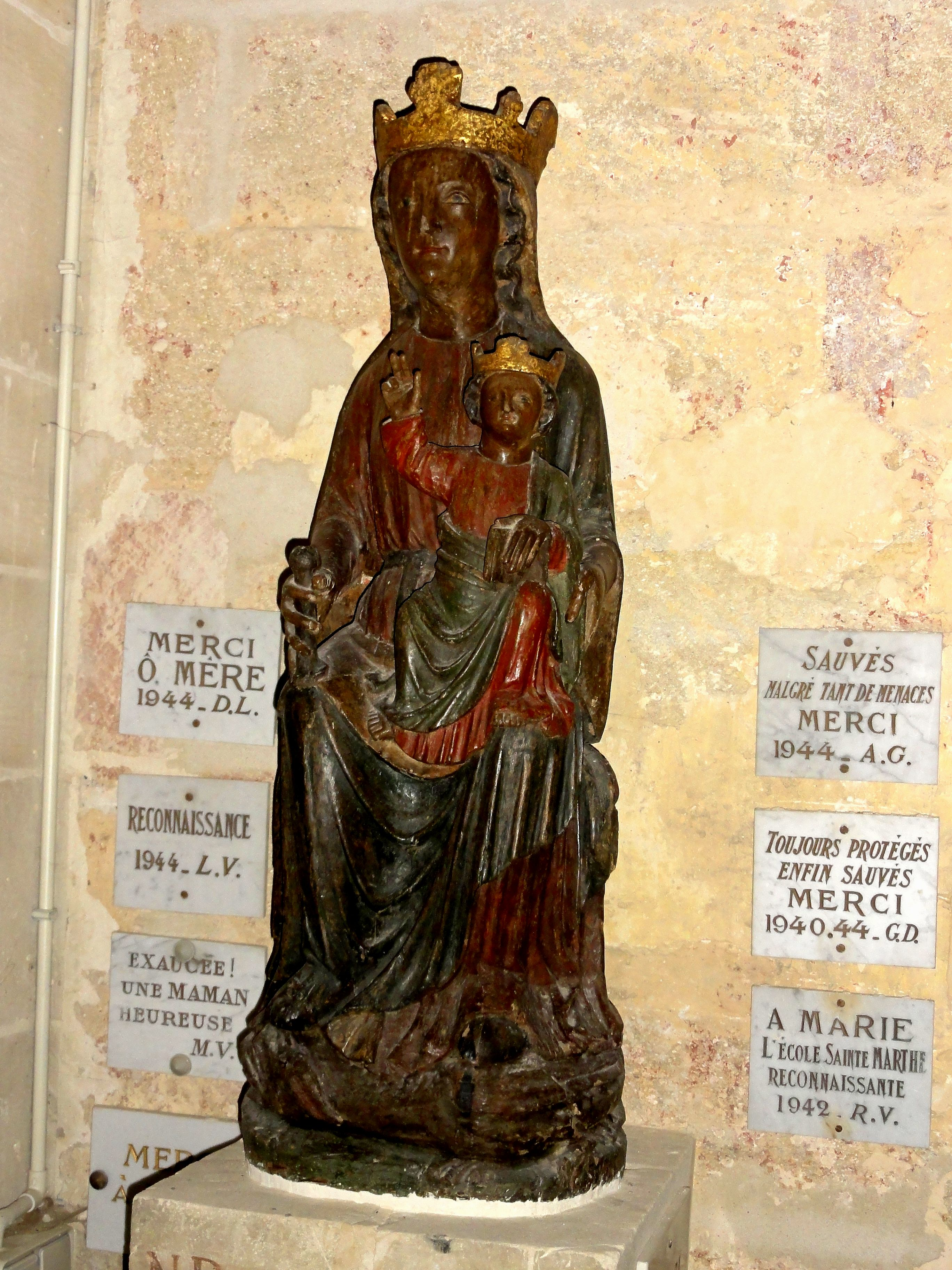
N.-D. de Cormeilles-en-Vexin
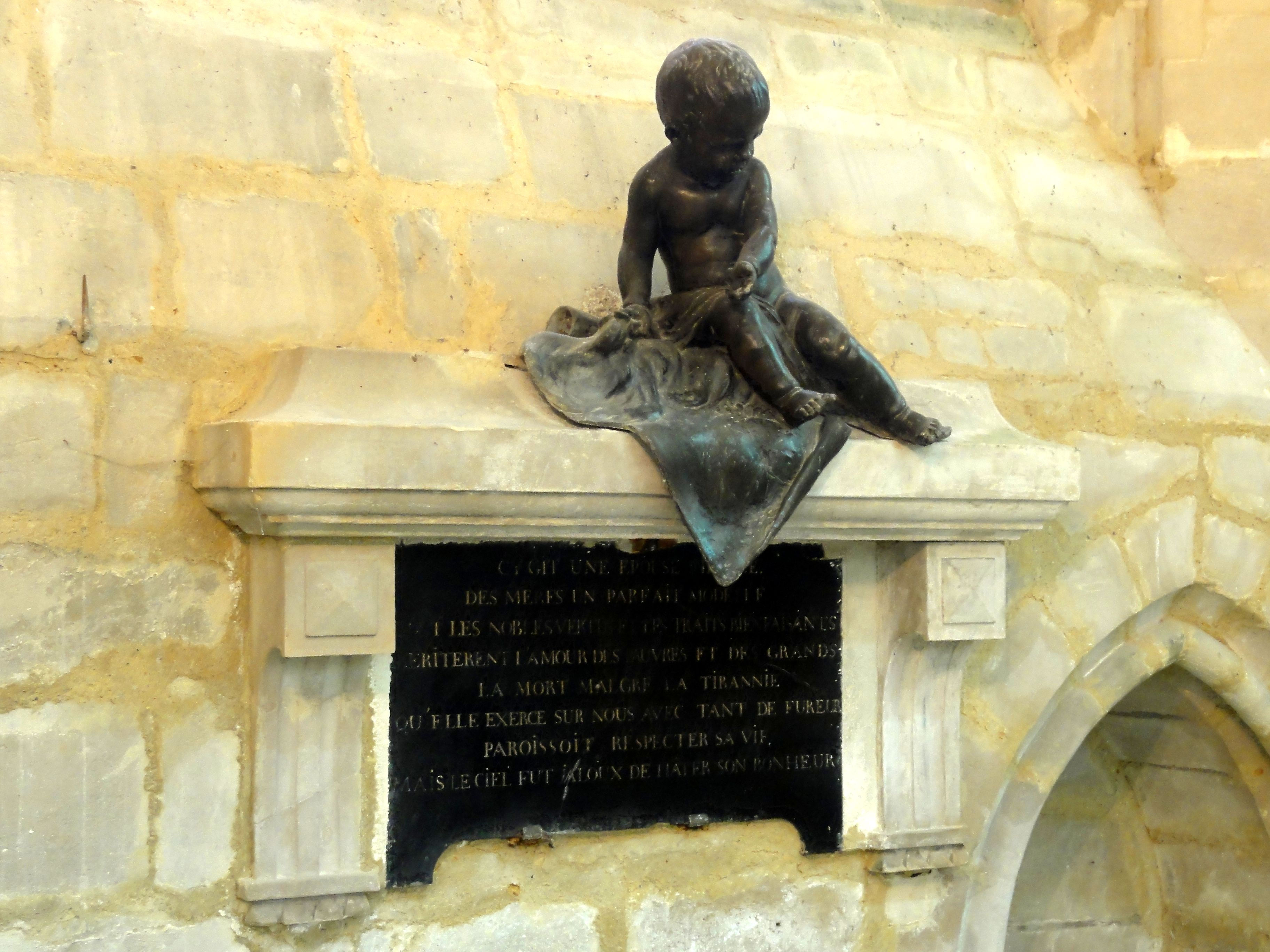
Monument funéraire.